# Бхактиведанта Свами Прабхупада
Абха́й Чаранарави́нда Бхактиведа́нта Сва́ми Прабхупа́да (санскр. अभयचरणारविन्द भक्तिवेदान्त स्वामीप्रभुपाद, IAST: abhaya-caraṇāravinda bhakti-vedānta svāmī prabhupāda, бенг. অভয়চরনাবিন্দ ভক্তিবেদান্ত স্বামীপ্রভুপাদ, также известен как Шри́ла Прабхупа́да; 1 сентября 1896, Калькутта — 14 ноября 1977, Бриндабан, Уттар-Прадеш) — индийский кришнаитский религиозный деятель и проповедник; переводчик и комментатор священных писаний индуизма; основатель Международного общества сознания Кришны (ИСККОН).
Бхактиведанта Свами Прабхупада, урождённый Абхай Чаран Де, родился и вырос в Калькутте, в религиозной семье бенгальских вайшнавов (кришнаитов). Окончив в 1920 году престижный Шотландский церковный колледж, он женился и для поддержания семьи занимался фармацевтическим бизнесом.
В 1922 году Абхай впервые встретился с проповедником и реформатором гаудия-вайшнавизма Бхактисиддхантой Сарасвати (1874—1937), который при первой же встрече попросил его проповедовать учение Кришны на английском языке. В 1932 году Абхай получил от Бхактисиддханты духовное посвящение и имя «Абхай Чаранаравинда Дас». В 1954 году Абхай удалился от семейных дел, а в 1959 году принял посвящение в санньясу (отречённый образ жизни) и получил монашеское имя «А. Ч. Бхактиведанта Свами». В 1954—1965 годах Бхактиведанта Свами проводил бо́льшую часть времени в священном городе индуизма Вриндаване, работая над переводом и комментированием вайшнавских священных текстов.
В возрасте 69 лет Бхактиведанта Свами в одиночку отправился на грузовом корабле в США «с целью пересадить священную мудрость Индии на благодатную почву Запада», удобрённую интересом контркультурной молодёжи к восточному мистицизму. Прибыв в Нью-Йорк без гроша в кармане, он вскоре сумел сплотить вокруг себя небольшую, но преданную группу последователей. В июле 1966 года Бхактиведанта зарегистрировал в Нью-Йорке гаудия-вайшнавскую религиозную организацию «Международное общество сознания Кришны» (ИСККОН). Несмотря на то, что строгие моральные принципы основанного Бхактиведантой движения резко контрастировали с богемным образом жизни нью-йоркской контркультуры, проповедуемое им вероучение привлекло многих молодых людей, вдохнув в их жизни новый смысл.
ИСККОН быстро распространился в другие крупные города Америки, а затем в Европу и на другие континенты. Впервые в истории Бхактиведанта сумел успешно пересадить одну из индуистских традиций на западную почву и привести в лоно индуизма «тысячи молодых американцев и европейцев», которые стали почтительно называть его «Прабхупада» («тот, у чьих стоп сидят учители»). За 12 лет, прошедшие с момента приезда Прабхупады в Америку до его смерти в 1977 году, он, проповедуя «сознание Кришны», более десяти раз объехал вокруг света, инициировал более 5000 учеников, основал более 100 храмов и опубликовал около шестидесяти томов комментированных переводов вайшнавских священных текстов. К середине 1970-х годов его танцующие и поющие мантру «Харе Кришна» последователи — кришнаиты — стали обыденным зрелищем на улицах западных городов. Благодаря активной миссионерской деятельности кришнаитов, к началу 2000-х годов книги Прабхупады были переведены на более чем 60 языков и распроданы тиражом более 500 млн экземпляров. Кришнаиты считают, что тем самым Прабхупада исполнил предсказание основоположника этой традиции Чайтаньи (1486—1534), который предсказал, что его имя узнают в каждом городе и деревне мира.
В честь Прабхупады названы улицы в Калькутте, Дели, Мумбаи, в священных городах гаудия-вайшнавизма Маяпуре и Вриндаване, а также школы, больницы, благотворительные фонды. В 1996 году правительство Индии в честь 100-летия со дня рождения Прабхупады выпустило почтовую марку с его изображением, а к 125-й годовщине его рождения в 2021 году — памятную монету номиналом 125 рупий.
Как отмечает религиовед С. И. Иваненко, многие индийцы, в том числе такие видные государственные деятели, как премьер-министр Индии Атал Бихари Ваджпаи, президенты Индии Шанкар Даял Шарма и Пранаб Мукерджи, считают Прабхупаду «духовным послом» своей страны, распространившим индуизм и индийскую культуру по всему миру. По мнению двенадцатого премьер-министра Индии Деве Говда, индийский народ «гордится свершениями» Прабхупады, в особенности тем, что он сделал доступным на различных языках мира священные индуистские писания и тем самым помог миллионам людей «раскрыть свой духовный потенциал».
Учёные описывают Прабхупаду как харизматичного духовного лидера и, как отмечает британский религиовед Ким Нотт, особо подчёркивают его «человечность» и «уникальность», а также тот факт, что своих миссионерских успехов он достиг за короткий период и в преклонном возрасте.
Прабхупада подвергается критике со стороны неоведантических философов, в основном из-за его бескомпромиссной позиции в отношении индийских философских систем, не принадлежащих к вайшнавизму (в особенности адвайта-веданты (майявады)). Прабхупаду также критикуют так называемые «кастовые индуисты», считающие неприемлемым практикуемое в ИСККОН посвящение западных людей в брахманы.

## Биография

### Бережное воспитание в традициях любви ибхакти: ранние годы (1896—1916)
Будущий основатель Международного общества сознания Кришны родился 1 сентября 1896 года (на следующий день после Кришна-джанмаштами, «дня явления» Кришны) в городе Калькутте, в семье торговца тканями и одеждой Гоур Мохана Де и его жены Раджани. В то время Индия была «жемчужиной» в короне Британской империи, а её столица Калькутта — евразийским мегаполисом, уступавшим по великолепию только самому Лондону. При рождении родители дали Абхаю имя «Абхай Чаран», которое можно перевести как «тот, кто обрёл бесстрашие у стоп Кришны». Следуя древней индийской традиции, отец Абхая пригласил в дом астролога, который составил гороскоп младенца. По утверждению ряда источников, астролог предсказал, что в возрасте семидесяти лет Абхай пересечёт океан, станет известным религиозным проповедником и откроет 108 храмов в разных странах мира.
Родители и все близкие родственники Абхая были гаудия-вайшнавами. Семья Де принадлежала к готре, которая восходила к древнеиндийскому ведическому мудрецу Гаутаме. Гоур Мохан был купцом среднего достатка и имел свой магазин тканей и одежды. Он состоял в родстве с богатой и аристократической купеческой семьёй Маллик, которая веками торговала золотом и солью.
Будучи очень религиозным человеком, Гоур Мохан регулярно занимался изучением кришнаитских священных текстов «Бхагавата-пураны» и «Чайтанья-чаритамриты», ежедневно повторял мантру «Харе Кришна» на чётках и строго следовал вегетарианской диете. Его жена Раджани также была родом из уважаемой семьи бенгальских вайшнавов и отличалась большой религиозностью. Опасаясь того, что младенец может умереть, она дала обет есть левой рукой (в Индии принято принимать пищу только правой) до тех пор, пока Абхай не подрастёт и не спросит её об этом. Согласно индуистским поверьям, пока мать держала подобный обет, ребёнку не угрожала никакая опасность.
Семья Де проживала по адресу: 151, Harrison Road в индийском торговом квартале, принадлежавшем семье Маллик. Напротив их дома располагался храм Радхи-Кришны (Шри Кришны и его возлюбленной Радхи), который на протяжении полутора веков поддерживался на средства семьи Маллик. Ежедневно маленький Абхай, в сопровождении своих родителей или прислуги, посещал храмовые богослужения. Гоур Мохан также имел у себя дома алтарь и каждый день, приходя с работы, проводил пуджу. Он часто приглашал в дом странствующих садху и просил их благословить своего сына на то, чтобы тот стал «слугой Радхи».
Абхая вырастили в духе гаудия-вайшнавской традиции. Он глубоко вобрал в себя индуистскую веру своих родителей и ещё в детские годы стал «неформальным религиозным лидером» среди своих сверстников. В шестилетнем возрасте Абхай организовал подобие «фестиваля колесниц» Ратха-ятры — крупнейшего вайшнавского праздника, ежегодно проводимого в городе Пури в Ориссе. Для этой цели Абхай убедил своего отца построить маленькие копии трёх колесниц, на которых в ходе праздника везут статуи божеств Джаганнатхи, Баладевы и Субхадры.
Раджани хотела, чтобы Абхай, когда подрастёт, отправился в Лондон изучать право, но Гоур Мохан отверг эту идею — он боялся, что в Англии его сын подвергнется влиянию западного общества и приобретёт дурные привычки. Всё же, он дал Абхаю не только религиозное воспитание, но и позаботился о том, чтобы тот получил хорошее европейское образование. Когда Абхаю исполнилось пять лет, Гоур Мохан нанял учителей, которые в течение трёх лет обучали сына санскриту и бенгали. В восьмилетнем возрасте Абхая отдали в частную вайшнавскую школу, где он изучал «не только науки, математику, историю и географию, но и свою родную „кришнаитскую религию“».
Следуя индуистской традиции, юный Абхай получил духовное посвящение от «семейного гуру» (кулагуру).

### Учёба в университете, националистический протест и женитьба не по любви: юность образцового колониального индийца (1916—1920)

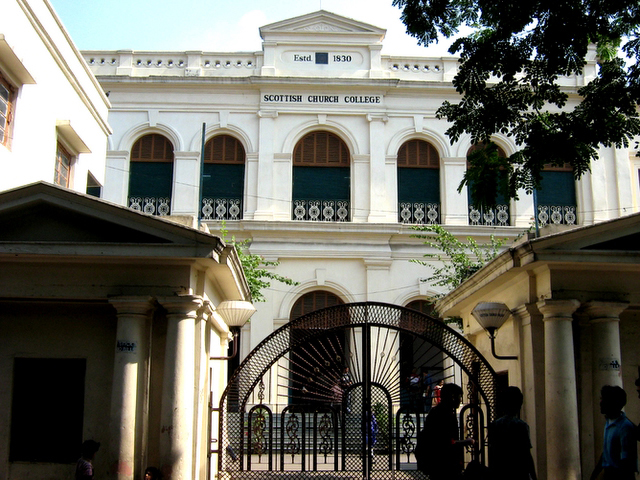
Шотландский церковный колледж в Калькутте, в котором Прабхупада учился с 1916 по 1920 год

Родители желали дать Абхаю современное европейское образование и отправили его в 1916 году учиться в престижный христианский Шотландский церковный колледж, аффилированный с Калькуттским университетом. Колледж славился своим высококвалифицированным преподавательским составом и был крупным центром бенгальской интеллигенции. Его выпускниками в своё время были такие известные индийские гуру, как Вивекананда и Парамаханса Йогананда. Классом старше Абхая учился борец за независимость Индии и будущий лидер Индийского национального конгресса Субхас Чандра Бос.
В колледже Абхай изучал английский, санскрит, философию и экономику. В программу также входило изучение британской истории и классической литературы. Обязательными предметами обучения были Библия и христианское богословие. Однако, христианство не интересовало воспитанного на вайшнавской культуре Абхая. Позже Абхай и вовсе отверг западную культуру, историю, литературу и науку как «жалкое подобие того, что он считал великой древнеиндийской цивилизацией».
С началом учёбы в колледже духовная жизнь Абхая пошла на спад и он прекратил заниматься духовными практиками. Однажды Абхай увидел во сне мурти Кришны, которому он поклонялся в детстве. Явившись перед Абхаем, Кришна запротестовал против того, что его спрятали в сундук и забыли о нём. После этого Абхай снова начал ежедневно молиться и проводить ритуалы поклонения Кришне.
В 1918 году, когда Абхай учился на третьем курсе, Гоур Мохан устроил его свадьбу с одиннадцатилетней девочкой по имени Радхарани Датта, происходившей из состоятельной и аристократической вайшнавской семьи. Следуя индийским обычаям, до тех пор, пока Абхай не окончил учёбу и не начал работать, Радхарани оставалась жить в доме своих родителей. От этого брака у Абхая родилось пятеро детей: три сына (Праяг Радж, Матхура Мохан и Вриндаван Чандра) и две дочери (Сулакшмана и Бхактилата).
Во время учёбы Абхай примкнул к Индийскому национально-освободительному движению и открыто объявил себя последователем Махатмы Ганди, чей индийский национализм был вдохновлён индуизмом и, в частности, идеями «Бхагавад-гиты». Следуя примеру Ганди, в знак протеста против британского колониального режима, Абхай носил сотканную вручную традиционную индийскую одежду. В 1920 году Абхай окончил колледж со специализацией по английскому языку, философии и экономике. Он успешно сдал выпускные экзамены, но протестуя против того, что колледж принадлежал британским колонизаторам, отказался принимать участие в выпускной церемонии и получать диплом. После окончания университета Абхай сохранил интерес к движению Ганди.

### Первая встреча с великим гуру и определение жизненной миссии (1922)

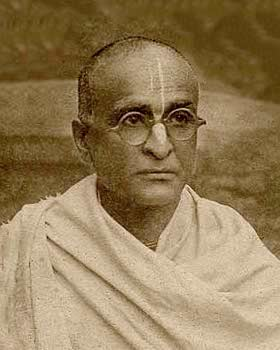
Бхактисиддханта Сарасвати

Поворотным моментом в жизни Абхая стала его встреча с проповедником и реформатором гаудия-вайшнавизма Бхактисиддхантой Сарасвати (1874—1937), продолжившим миссию своего отца Бхактивиноды Тхакура (1838—1914). Бхактивинода проповедовал, что учение Чайтаньи было высочайшей формой теизма и предназначалось не для какой-то одной религии или нации, а для всего человечества. Он также предсказал, что придёт время, когда гаудия-вайшнавизм распространится по всему миру:
О, когда же придёт тот день, когда удачливые англичане, французы, русские, немцы и американцы возьмут транспаранты, мриданги и караталы и начнут киртан на улицах своих городов.
Следуя по стопам своего отца, Бхактисиддханта прилагал усилия для возрождения угасшего к тому времени эгалитарного духа гаудия-вайшнавизма и стремился успешно донести эту религиозную традицию до современного ему общества. Подобно Чайтанье за четыре столетия до него, Бхактисиддханта подчёркивал открытость гаудия-вайшнавизма для представителей низших каст. В 1911 году, когда Абхай ещё учился в школе, Бхактисиддханта опубликовал буклет, в котором фактически назвал кастовую систему бессмысленной и доказывал, что принадлежность к касте определялась не рождением, а качествами человека. Таким образом, Бхактисиддханта не выступал за упразднение кастовой системы, но утверждал, что любой человек, получив надлежащее обучение, мог стать брахманом и получить право носить священный шнур. В 1918 году Бхактисиддханта основал гаудия-вайшнавскую миссионерскую организацию «Гаудия-матх». На момент его смерти в 1937 году действовало 64 центра Гаудия-матха: 62 в Британской Индии и 2 в Европе (Лондоне и Берлине).
Абхай впервые встретился с Бхактисиддхантой в 1922 году в Калькутте. Эта судьбоносная встреча состоялась по настоянию Нарена Маллика, одного из друзей Абхая. Поначалу Абхай не хотел идти на контакт с Бхактисиддхантой, так как имел не самое лучшее мнение об индийских «аскетах и чудотворцах». В детстве ему уже довелось общаться со многими гуру и садху, которых Гоур Мохан приглашал к себе домой, но никто из них не произвёл на него благоприятного впечатления. Абхаю казалось, что одни из них лишь притворялись святыми странниками, но на самом деле были просто попрошайками, жившими на подаяния от благочестивых индусов, а другие, хоть и были искусны в философских дебатах, отличались высокомерием. Однако Нарен упорно настаивал и после долгих уговоров буквально за руку привёл Абхая в центр Гаудия-матха в Калькутте на встречу с Бхактисиддхантой.
Первым делом Бхактисиддханта спросил их, почему они, будучи молодыми, образованными людьми, «не проповедуют послание Господа Чайтаньи по всему миру». Абхаю не очень понравился такой прямолинейный вопрос, который, к тому же, показался ему нерелевантным. Абхай вступил со своим будущим гуру в дискуссию, в ходе которой, с позиции сторонника Ганди, усомнился в целесообразности проповеди учения Чайтаньи в стране, находящейся в колониальной зависимости от Великобритании. По мнению Абхая, Индия сначала должна была получить независимость, ибо никто не примет духовное послание, исходящее из колониально зависимой страны. На это Бхактисиддханта ответил, что проповедь духовного знания не зависела от политической обстановки, от того, кто находился у власти. Гаудия-вайшнавизм предлагал единственное действенное решение мировых проблем и поэтому проповедь учения Чайтаньи не должна была заставлять себя ждать, а должна была стать приоритетом. Послание Бога вечно, в то время как правители приходят и уходят, становясь жертвами неумолимого времени. Этот аргумент окончательно сразил Абхая и он тут же внутренне принял Бхактисиддханту как своего духовного учителя. Много лет спустя он вспоминал: «Я немедленно принял его как духовного учителя. Не формально, а в моём сердце». После встречи с Бхактисиддхантой Абхай, по всей видимости, отказался от своих националистических идей. В последующие несколько десятилетий он вёл двойную жизнь: предпринимателя и семьянина, и духовного искателя и проповедника.

### Из национализма в гаудия-вайшнавизм: предпринимательская деятельность, принятие духовного посвящения и сотрудничество с Гаудия-матхом (1922—1943)
После окончания университета Абхай около года жил в доме своего отца и занимался сочинением драм. В 1921 году он начал карьеру в фармацевтическом бизнесе. Это произошло благодаря помощи друга семьи Де, Карттика Чандры Боса, который устроил Абхая работать управляющим химической лабораторией Bose Laboratories в Калькутте. В 1923 году Абхай вместе с женой и сыном (которому тогда был всего лишь один год) переехал в Аллахабад, где открыл свою аптеку. Среди клиентов аптеки были Мотилал Неру и его сын Джавахарлал. Абхай жертвовал деньги на политическую деятельность Джавахарлала Неру, и однажды сопровождал его в поездке в Калькутту, куда будущий премьер-министр Индии отправился для участия в конференции. Спустя год после переезда в Аллахабад у Абхая и Радхарани родилась дочь Сулакшмана. Тогда же из Калькутты к ним переехал престарелый Гоур Мохан вместе с овдовевшей старшей сестрой Абхая. Стремясь расширить свой бизнес, Абхай начал путешествовать по всей Индии, продавая лекарства больницам и аптекам. Так как индийская фармацевтическая промышленность в то время только зарождалась, конкуренции у Абхая было мало и торговля шла успешно.
В 1928 году, во время Кумбха-мелы, Абхай снова повстречал учеников Бхактисиддханты: они пришли к нему в аптеку с просьбой оказать финансовую помощь для открытия центра Гаудия-матха в Аллахабаде. Абхай согласился помочь и вскоре в городе появился филиал матха. После этого Абхай начал регулярно общаться со своими братьями по вере, углублённо изучать публикуемую Гаудия-матхом литературу и помогать в продвижении миссии в Аллахабаде и Бомбее. В этот период в его сердце с новой силой проснулось желание следовать религии гаудия-вайшнавизма, которую он с таким рвением практиковал в детские годы. Куда бы ни приводила его активная предпринимательская деятельность, Абхай неизменно старался войти в контакт со своими единоверцами. Всё больше вовлекаясь в миссионерскую деятельность, Абхай начал терять интерес к занятию бизнесом. Националистические идеи также потеряли для него свою привлекательность. Разочаровавшись в экуменическом либерализме движения Ганди, он окончательно сделал свой выбор в пользу индуистской культуры, индуистских ценностей и консервативной гаудия-вайшнавской религии.
В 1930 году умер Гоур Мохан, а в 1933 году Абхай вместе с Бхактисиддхантой Сарасвати и его учениками принял участие в паломничестве по священному региону Брадж, где, по преданию, прошло детство Кришны. В ноябре того же года, во время визита Бхактисиддханты в Аллахабад, Абхай прошёл обряд инициации, причём Бхактисиддханта одновременно посвятил Абхая в брахманы. Во время инициации Бхактисиддханта дал Абхаю духовное имя «Абхай Чаранаравинда», добавив к его прежнему имени «аравинда», что означает «лотос». Таким образом, новое имя Абхая означало: «тот, кто обрёл бесстрашие, приняв прибежище у лотосных стоп Кришны». Бхактисиддханта ожидал от Абхая, что тот будет и дальше заботиться о своей жене и детях, но в то же самое время приложит все усилия для продвижения миссии Гаудия-матха. Абхай оправдал ожидания своего гуру. Он активно участвовал в жизни и развитии Гаудия-матха: принимал у себя дома странствующих проповедников-учеников Бхактисиддханты, оказывал финансовую помощь в строительстве новых храмов, и вёл религиозные собрания вайшнавов. В то же самое время он оттачивал своё проповедническое мастерство. В отличие от большинства своих братьев по вере, Абхай имел хорошее образование, полученное в престижнейшем вузе Калькутты, и свободно владел не только бенгали, но и английским.
В феврале 1935 года Абхаю выпала возможность выступить на собрании по случаю дня рождения Бхактисиддханты. Абхай декламировал поэму своего собственного сочинения на английском языке и произнёс речь, в которой подверг критике западную материалистическую культуру, которая не шла ни в какое сравнение с тем, что он считал традиционной вайшнавской духовностью. В частности Абхай отметил, что
Век этот тёмен не из-за недостаточного материального развития, а из-за пренебрежения развитием духовным, которое является первостепенной необходимостью человеческой жизни и критерием высшей формы цивилизации. Разбрасывание бомб из самолётов ничуть не более цивилизованно, чем примитивное и дикое бросание камней на головы врагов с вершин холмов. В то время, когда другие [народы] всё ещё находились во чреве исторического забвения, индийские мудрецы развили иной тип цивилизации, который даёт нам возможность познать себя. Они открыли, что мы вовсе не материальные существа, а духовные, вечные и неразрушимые слуги Абсолюта.
Речь Абхая пришлась по душе Бхактисиддханте, и вскоре была опубликована в журнале The Harmonist, издаваемом Гаудия-матхом. Как отмечает Б. Зеллер, эта тема противостояния индийской духовности и западного материализма, древних индуистских истин и разрушительного Запада, сохранилась в проповеди Абхая и после основания им ИСККОН.
За две недели до своей смерти, наступившей 1 января 1937 года, Бхактисиддханта написал Абхаю письмо, в котором призвал своего ученика проповедовать гаудия-вайшнавизм на английском языке и принести послание Чайтаньи на Запад. В частности, Бхактисиддханта писал:
Я абсолютно верю в то, что ты сможешь стать отличным проповедником на английском языке, если посвятишь себя миссии распространения учения Господа Чайтаньи как всем людям в целом, так и, в частности, философам и религиоведам.
За год до этого, в личной беседе, Бхактисиддханта попросил Абхая заняться написанием и публикацией духовной литературы. Он сравнивал книгопечатание с игрой на огромной мриданге (барабане, используемом в индуистских богослужениях), звук которой можно услышать по всему миру. По сути, Бхактисиддханта дал Абхаю те же самые наставления, что и при их первой встрече в 1922 году (тогда Бхактисиддханта говорил о необходимости печатать и распространять духовную литературу и, таким образом, познакомить весь мир с посланием Чайтаньи). Фактически, своими наставлениями Бхактисиддханта вдохновлял своего ученика исполнить пророчество Чайтаньи, который предсказывал в начале XVI века, что придёт день, когда имя Кришны будут петь «в каждом городе и деревне».
Наставления Бхактисиддханты предопределили направление дальнейшей миссионерской деятельности Абхая. В течение многих лет он был обременён семейными обязанностями и, не имея возможности отправиться проповедовать «сознание Кришны» на Запад, посвящал своё свободное время миссионерской работе в Индии, в особенности литературной деятельности. Абхай поставил перед собой задачу перевести на английский основные гаудия-вайшнавские тексты и запустить англоязычное периодическое издание. Он начал с того, что в 1939 году написал «Введение к Гитопанишад». Как отмечает Анил Суклал, этот небольшой по объёму труд указал на желание Абхая в будущем сделать свой собственный комментированный перевод «Бхагавад-гиты» на английский язык.
Бхактисиддханта умер 1 января 1937 года, не оставив после себя духовного наследника. После его смерти основанное им единое миссионерское движение раскололось и между его старшими учениками разыгралась битва за власть. В 1948 году решением суда Гаудия-матх был разделён на две части: Шри Чайтанья Матх (со штаб-квартирой в Маяпуре) и Миссию Гаудия (со штаб-квартирой в Калькутте). К тому времени некоторые из наиболее выдающихся учеников Бхактисиддханты уже основали свои матхи. Так, в 1941 году Бхакти Ракшака Шридхара Госвами (1895—1988) основал в Навадвипе Шри Чайтанья Сарасват Матх, а Бхактипрагьяна Кешава Госвами (1898—1968) основал в 1940 году в Калькутте Гаудия Веданта Самити. Абхай был близко знаком с обоими из этих гуру. Шридхару Госвами он впервые встретил в Аллахабаде в 1930 году. В 1930-е годы они вместе занимались миссионерской работой в Бомбее, а в начале 1940-х годов — жили по соседству в Калькутте и часто общались, обсуждая духовные темы. Позднее они поддерживали связь через переписку и изредка встречались. Бхактипрагьяна Кешава Госвами несколько месяцев жил в доме Абхая в Аллахабаде, а Абхай несколько раз останавливался в его ашрамах в Калькутте и Матхуре. Как отмечает Пол Шербоу, «все трое духовных братьев проповедовали сильную и бескомпромиссную доктрину, которую они унаследовали от своего духовного учителя».
Прабхупада остался в стороне от конфликтов, раздиравших Гаудия-матх, что не помешало ему извлечь из случившегося урок. В частности, он осознал, насколько болезненным может быть процесс передачи власти в организации, у которой не было явных исторических прецедентов.

### Первые шаги обратно к Богу: основание англоязычного журнала и другая миссионерская деятельность (1944—1952)

Первое издание журнала Back to Godhead с логотипом

Голод и нищета, царившие в Индии в период Второй мировой войны, глубоко тронули сердце Абхая. Он чувствовал, что в это столь тяжёлое время мир как никогда нуждался в послании гаудия-вайшнавизма, и что у него было что сказать измученным войной людям. Как отмечает Клаус Клостермайер, подобные чувства в то время испытывали многие духовные учителя Востока:
Неспособность западных религий предотвратить ужасы двух мировых войн и зверства тоталитарных режимов, моральное падение Западной цивилизации и, возникшее как результат этого, отсутствие руководства и ориентации, убедило многих искренних представителей восточных религий в том, что они могут (и должны) предложить помощь, представив свои религиозные традиции, свои медитационные техники и свои ритуалы. Многие индийские свами, которые (часто претерпевая существенные личные трудности) начали свои миссии на Западе, имеют не менее сильную мотивацию, чем христианские миссионеры.
Стремясь исполнить наказ своего гуру, Абхай предпринял первый серьёзный шаг в деле его практической реализации: в 1944 году он начал публикацию на английском языке периодического издания, намереваясь на его страницах комментировать мировые события через призму священных текстов вайшнавизма. Абхай писал, редактировал и перепечатывал рукопись журнала, который он решил назвать Back to Godhead («Обратно к Богу»). Он сам создал лого — длинный прямоугольник на верхней части страницы. В левом верхнем углу — фигура Чайтаньи, озарённая солнечным светом. В правом нижнем углу — силуэты людей, толпящихся во тьме и жаждущих попасть под лучи исходящего от Чайтаньи света. Между этими людьми и Чайтаньей — баннер с названием журнала. В правом нижнем углу — изображение Бхактисиддханты Сарасвати. Над лого Абхай поместил слоган журнала: «Бог есть свет, невежество — тьма. Там, где Бог, невежеству нет места». Как отмечает А. Суклал, начало публикации этого журнала стало важной вехой на пути развития Движения сознания Кришны.
В первом номере Back to Godhead Абхай писал о том, что Бог есть свет, а современная цивилизация находится во тьме невежества. Он называл свой журнал «скромной попыткой» привести человечество к Богу. Издав два номера, Абхай был вынужден на время приостановить публикацию. В военное время бумага была в дефиците и печатание оказалось ему не по карману. В последующие 20 лет он четырежды возобновлял публикацию журнала, но каждый раз был вынужден прерывать её из-за финансовых трудностей. Только в конце 1960-х годов, уже в США, Back to Godhead стал официальным журналом ИСККОН и начал издаваться регулярно.
Во второй половине 1940-х — начале 1950-х годов Абхай продолжил активно заниматься миссионерской деятельностью «в контексте семейной жизни»: он издавал свой журнал, много путешествовал, выступая с лекциями, а также работал над комментированным переводом «Бхагавад-гиты». Постепенно интерес Абхая к занятию бизнесом и сохранению семейного статуса-кво начал угасать. Он всё глубже и глубже погружался в духовную, миссионерскую деятельность. Его работа на этом поприще не осталась незамеченной: в 1947 году (по другим данным — в 1939) состоялось формальное признание его духовных заслуг: «духовные братья» Абхая из Гаудия-матха, в награду за «щедрость, учёность и преданность», присвоили ему почётный титул «Бхактиведанта» (бхакти — «преданность», веданта — «кульминация ведического знания»).
В 1948 году наступил поворотный пункт в жизни Абхая. В этот год он потерял свою последнюю прибыльную фабрику, в Лакхнау. После этого он попытался снова наладить фармацевтический бизнес в Аллахабаде, но сердце его уже не лежало к этой работе. Экономические трудности привели к семейному разладу: в 1950 году жена Абхая, поняв, что муж более не в состоянии содержать семью, переехала вместе с сыновьями в дом своего состоятельного отца. Абхай воспринял случившееся через призму священного текста «Бхагавата-пураны» (10.88.8), где Кришна объявляет:
Из особого расположения к кому-либо Я постепенно забираю у него всё богатство. На его голову обрушивается одна беда за другой. Он становится жалким бедняком, и тогда все друзья и родственники отворачиваются от него.
Ещё в течение нескольких лет Абхай прилагал усилия для поддержания своих бизнес-проектов, но бо́льшую часть времени он теперь уделял написанию религиозных трактатов и беседам на духовные темы со своими братьями по вере. В этот период он также начал активно переписываться с «другими ведущими индийскими интеллектуальными фигурами». Так, в июле 1947 года Абхай отослал письмо известному индийскому революционеру и борцу за независимость Радже Махендре Пратапу, в феврале 1949 года — вице-премьер-министру Индии Сардару Пателю, а 12 июля 1947 года — Махатме Ганди. Бхактиведанта призвал Ганди принять руководство истинного гуру и с его помощью «изучить науку об Абсолютной Истине». Как отмечает Б. Зеллер, в этом письме Абхай уравнял науку с гаудия-вайшнавизмом и фактически предложил Махатме Ганди стать своим учеником.

### Ещё не время, но и ещё не вечер: основание и провал миссионерского проекта «Лига преданных» (1953)
В 1952 году Абхай по работе посетил город Джханси, где ему удалось не только выполнить свою деловую миссию, но и (по приглашению партнёра по бизнесу) выступить с лекцией по гаудия-вайшнавизму. Джханси показался Абхаю идеальным местом для штаб-квартиры задуманной им миссионерской организации, которую он решил назвать «Лига преданных». Абхай надеялся с помощью этой организации претворить в жизнь мечту Бхактисиддханты Сарасвати о «Лиге проповедников», занимающихся проповедью гаудия-вайшнавизма по всей Индии, а также использовать её для миссионерской работы на Западе.
Бо́льшую часть 1953 года Абхай провёл в Джханси, отдавая практически всё своё время работе по становлению «Лиги преданных». Благодаря тому, что в Джханси нашлись люди, сочувствовавшие идеям Абхая, он получил помещение для штаб-квартиры и 16 мая 1953 года формально основал «Лигу преданных» — которая, по сути, представляла собой новую ветвь сампрадаи гаудия-вайшнавов. Абхай учредил устав «Лиги», в котором определил испытательный период для желающих вступить в её ряды, описал обряд духовного посвящения и правила «экономического взаимообмена» между организацией и её членами, а также обозначил запрещённые виды деятельности: внебрачные половые отношения, употребление одурманивающих средств и невегетарианской пищи, азартные игры.
Планы Абхая были достаточно амбициозны: он намеревался открыть сеть центров по всему миру и превратить «Лигу преданных» в международное движение, в котором бы состояли люди всей национальностей и вероисповеданий и которое занималось бы распространением вайшнавской культуры и духовным образованием. Для начала Абхай планировал привлечь в ряды «Лиги» 40 молодых людей, обучить их миссионерской работе, и разослать их по всему миру проповедовать «сознание Кришны». Однако судьба распорядилась иначе: в конце 1953 года работники лаборатории Абхая в Аллахабаде обокрали его, похитив все деньги и химические препараты. В результате Абхай обанкротился и в начале 1954 года был вынужден свернуть деятельность «Лиги» и уехать к жене в Калькутту. Хотя планы Абхая и потерпели крах, основание «Лиги» показало, что когда-то скептически настроенный молодой предприниматель теперь являл собой вдохновенного религиозного проповедника с далеко идущими планами по проповеди «сознания Кришны» во всемирном масштабе.

### Из оков семьи в объятия Кришны: разрыв с материальным миром и проповедническая борьба в отречении (1954—1965)
Я живу в одиночестве во Вриндавана-дхаме.

Здесь, в её уединении, многое становится ясным.

У меня есть всё — жена, сыновья, дочери, внуки...

Но нет денег, и потому всё это не имеет смысла.

Кришна показал мне истинный лик материальной природы.

Он сделал так, что теперь

Всё это кажется мне безвкусным.

«Того, кто особенно дорог Мне,

Я постепенно лишаю всех его богатств».

Откуда мне было знать, что моя бедность —

Это милость Всемилостивого?

Видя, что у меня нет ни гроша,

Жена, братья, друзья и родственники

Отвернулись от меня.

Но я смеюсь над своей бедой,

Сижу в одиночестве и смеюсь.

Люблю ли я кого-нибудь в этой майя-самсаре?

Куда ушли так любившие меня отец и мать?

Где сейчас все мои предки, где весь наш род?

Кто даст мне знать о них, скажите кто?

Всё, что осталось от них, —

Лишь длинный список имён.
В индуизме существует древняя традиция, когда мужчина, вырастив и воспитав детей, покидает дом и жену и принимает санньясу (отречённый образ жизни), тем самым разрывая все связи с материальным миром и посвящая себя целиком и полностью духовной жизни. Абхай шёл к отречению постепенно: по мере того, как он терял интерес к семейной жизни, в его сердце пробуждался интерес к жизни духовной. Неудачи в бизнесе также привели к тому, что Абхай начал уделять всё больше и больше времени миссионерской работе. Это не могло не сказаться на семейных отношениях: жена Абхая, Радхарани, оказалась крайне недовольна таким положением вещей.
Радхарани, к вящему недовольству своего супруга, очень любила пить чай. Абхай безуспешно пытался убедить её отказаться от этой «вредной» привычки, шедшей вразрез с ортодоксальными вайшнавскими принципами. Видя, что его просьбы не имеют эффекта, он пригрозил оставить свою жену, если та не прекратит пагубную практику чаепития. Однако Радхарани не восприняла всерьёз слова своего супруга. В 1954 году она совершила поступок, который поставил точку в их отношениях: продала личный экземпляр «Бхагавата-пураны» своего мужа и купила на полученные деньги печенье к чаю. Абхай, шокированный столь непочтительным отношением к священной книге, оставил семью и, приняв уклад жизни ванапрастха (промежуточный этап между грихастхой и санньясином) поселился во Вриндаване, основном месте паломничества гаудия-вайшнавов. Абхай оставил семью со спокойной душой: все его дети уже были взрослыми, а о жене мог позаботиться её состоятельный отец.
В последующие 11 лет Абхай жил в разных храмах Вриндавана и Дели. В этот период он с переменным успехом продолжал претворять в жизнь наставление своего гуру о публикации кришнаитской литературы. Каждое утро он вставал в 2:30 или 3 часа утра, посвящая ранние часы работе по переводу священных текстов или написанию статей для Back to Godhead. Затем он повторял мантру «Харе Кришна» на чётках, готовил и принимал простой завтрак и остаток дня продолжал заниматься различной миссионерской работой: координировал издание Back to Godhead и ходил от двери к двери, продавая экземпляры своего журнала.
Даже в палящий летний зной, когда температура поднималась до сорока пяти градусов, Абхай каждый день выходил на улицы Нового Дели продавать свой журнал. Однажды с ним случился солнечный удар, он упал в обморок прямо на улице и лежал там до тех пор, пока его не подобрал друг, который отвез его на машине к врачу. В другой раз его боднула корова, и он долго лежал, никем не замечаемый, на обочине дороги.
17 сентября 1959 года, в Кешаваджи-матхе в Калькутте, Абхай получил посвящение в санньясу от своего «духовного брата» Бхактипрагьяны Кешавы Госвами (1898—1968), который дал Абхаю монашеское имя «Абхай Чаранаравинда Бхактиведанта Свами». Принять санньясу Абхая побудил сам Бхактисиддханта Сарасвати, явившийся ему во сне. Дав обет пожизненного монашества, Абхай формализовал уход от семейных дел и окончательно посвятил свою жизнь миссии проповеди гаудия-вайшнавизма.
Освободившись от семейного бремени, Абхай погрузился в литературную деятельность, тем самым последовав рекомендации своего гуру, данной много лет назад. Он активно писал статьи, издавал и распространял свой журнал, параллельно с этим вынашивая планы о проповеди на Западе. В это же время он написал свою первую книгу («Лёгкое путешествие на другие планеты») и начал монументальный труд по переводу и комментированию «Бхагавата-пураны» — объёмного санскритского текста, состоящего из 18 000 стихов. Эта работа заняла у Абхая остаток жизни и продолжал он её буквально до последнего вздоха. Опубликовав перевод первой сканды (песни) «Бхагавата-пураны» в трёх томах, Абхай решил лично отправиться на Запад с целью «донести послание Бога до всей цивилизации». Как отмечает Киммо Кетола, именно в этот «вриндаванский» период окончательно определилась жизненная миссия Прабхупады, «сердце которой кристаллизовалось в одну смелую идею, одновременно религиозную и политическую» — Абхай был твёрдо убеждён, что презентация «Бхагавата-пураны» на английском языке произведёт революцию в сбившемся с пути западном обществе.

### Во имя гуру и Кришны: плавание к берегам Америки (1965)
За годы профессиональной карьеры Абхай установил контакты со многими бизнесменами и политиками. Одним из его доброжелателей и меценатов стала Сумати Морарджи — владелица крупной бомбейской судоходной компании Scindia Steamship Company и одна из богатейших женщин Индии. С. Морарджи оплатила издание третьего тома комментированного перевода «Бхагавата-пураны», над которым в то время трудился Бхактиведанта Свами, а затем предоставила ему возможность совершить путешествие в США. Когда в середине 1965 года свами поведал Морарджи о своём намерении отправиться проповедовать в Америку и попросил её предоставить ему бесплатный билет, С. Морарджи (вместе с одним из духовных братьев Бхактиведанты) пыталась отговорить пожилого садху от этой затеи, убеждая его остаться в Индии. Однако, горя желанием исполнить волю своего гуру, Бхактиведанта настоял на своём. Как отмечает Л. Шинн, будущий основатель ИСККОН стремился начать свою проповедническую миссию именно в США потому, что считал эту страну местом, наиболее нуждавшимся в духовной помощи.
В конце концов Сумати Морарджи согласилась исполнить желание целеустремлённого свами и предоставила ему место на пароходе «Джаладута». В пятницу 13 августа 1965 года 69-летний Бхактиведанта вступил на борт корабля и отправился в плавание к берегам Америки, в своё первое путешествие за пределы Индии. Искренне надеясь исполнить наказ своего духовного учителя и принести «сознание Кришны» на Запад, Бхактиведанта взял с собой 200 трёхтомных комплекта своего комментированного перевода «Бхагавата-пураны», 500 брошюр с описанием этого текста и своих миссионерских целей на Западе, а также пару каратал (ручных цимбал), несколько комплектов шафрановой одежды санньясина, пару туфель, 40 индийских рупий (около 7 долларов США), дневник, зонт и рекомендательное письмо индийской семье в Пенсильвании.
Во время продолжавшегося 40 дней путешествия, Прабхупада страдал от морской болезни и перенёс два сердечных приступа. По мере приближения к цели своего плавания, он всё сильнее осознавал грандиозность поставленной перед ним задачи.
13 сентября (за 4 дня до прибытия «Джаладуты» в Америку) Прабхупада сочинил и записал в своём дневнике поэму-молитву на бенгали, в которой просил Кришну о помощи в осуществлении своей, казавшейся невыполнимой, миссии:
Шри Шримад Бхактисиддханта Сарасвати Тхакура не имеет себе равных в служении Верховному Господу Кришне. Он — великий, святой духовный учитель, который в различных уголках мира дарует чистую преданность Кришне. Благодаря его сильному желанию, святое имя Господа Гауранги распространится по всем странам Западного мира. Во всех городах и деревнях на земле … все будут петь святое имя Кришны… Хотя мой Гуру Махарадж приказал мне осуществить эту миссию, я не достоин и не способен сделать это. Я очень падший и незначительный. Поэтому, о Господи, я молю Тебя ниспослать мне Твою милость, чтобы мне стать достойным, потому что ты — мудрейший и самый опытный из всех…
В 5:30 часов утра 17 сентября 1965 года «Джаладута» пришвартовалась в Бостонской гавани и Бхактиведанта Свами впервые ступил на американскую землю. В компании капитана корабля он совершил прогулку по городу и познакомился со страной, в которой ему предстояло проповедовать учение Чайтаньи. Вечером того же дня «Джаладута» отправилась в конечный порт назначения, Нью-Йорк. Как отмечает Э. Б. Рочфорд, тогда никто не мог и представить себе, что этот пожилой садху вскоре создаст в Америке вайшнавское религиозное движение и всего за 12 лет распространит его по всему миру.
Возвратившись на борт «Джаладуты», Бхактиведанта написал вторую поэму-молитву на бенгали, в которой описал свои впечатления от Америки и свою беспомощность перед задачей по штурму иллюзорной крепости американского материализма:
Мой дорогой Господь Кришна, Ты так добр к этой никчёмной душе, но я не знаю, зачем Ты привёл меня сюда. … Я догадываюсь, однако, что здесь у Тебя есть какое-то дело, иначе зачем бы Ты привёл меня в это ужасное место? Большинство живущих здесь людей находится в плену материальных гун невежества и страсти. Поглощённые материальной жизнью, они считают себя очень счастливыми. Они вполне довольны жизнью и потому равнодушны к трансцендентному посланию Васудевы [Кришны]. И я не уверен, смогут ли они понять его. Но я знаю, что по Твоей беспричинной милости даже невозможное становится возможным, ибо Ты — самый искусный мистик. … Как мне донести до них учение сознания Кришны? Я неудачливый, никчёмный и падший человек. Поэтому я прошу Твоего благословения — только оно поможет мне убедить их, сам я не в силах справиться с этой задачей. О Господь, я — марионетка в Твоих руках. И раз уж Ты привёл меня сюда танцевать, так заставь, заставь меня танцевать, Господи. Заставь меня танцевать, как Ты этого хочешь. У меня нет ни преданности, ни знаний, но есть твёрдая вера в святое имя Кришны…
Ким Нотт называет эти поэмы «молитвенной подготовкой» Прабхупады и отмечает, что из их содержания можно получить представление о том, как Прабхупада видел себя и свою миссию и о том, каковы были его отношения с Кришной и Бхактисиддхантой Сарасвати. По мнению К. Нотт, отображённое здесь видение основателя ИСККОН находилось в полной гармонии с гаудия-вайшнавской традицией: Прабхупада считал себя падшим, не имеющим знаний и преданности, но верным, нуждающимся в милости слугой гуру и Кришны.

### Основание Международного общества сознания Кришны (1965—1966)

#### Из Батлера в Бауэри: на пути к успеху
Из Нью-Йорка Бхактиведанта Свами отправился в небольшой городок Батлер в штате Пенсильвания, где его радушно приняла семья индийского инженера Гопала Агарвала. Ранее Гопал (по просьбе своего отца-коммерсанта из Матхуры) стал поручителем Бхактиведанты, написав заявление о том, что берётся оплатить все расходы, связанные с пребыванием Бхактиведанты в США. Бхактиведанта прожил в Батлере около месяца. За это время он выступил с лекциями в местном клубе, Христианском союзе молодёжи и в духовной семинарии св. Фиделиса в Германе, а также регулярно проповедовал гостям Агарвалов.
Пребывание Бхактиведанты в Батлере привлекло внимание местной прессы: 22 сентября в газете Butler Eagle появилась статья под заглавием «Последователь индуистского культа объясняет цель своего приезда на Запад». Статья сопровождалась фотографией Бхактиведанты Свами с раскрытым томом «Бхагавата-пураны» в руках. Подпись под фотографией гласила: «Посол бхакти-йоги».
Покинув Батлер, Бхактиведанта Свами вернулся в Нью-Йорк, где первое время жил в ашраме индийского гуру и йогина Рамамурти Мишры, который радушно принял его, несмотря на существенные различия в философских взглядах. Мишра и другие свами и йогины, которых Бхактиведанте довелось повстречать в ашраме, дали ему инструкции для успешной проповеди в Америке: есть мясо, носить западную одежду и проповедовать толерантную монистическую разновидность индуизма (всё едино, все пути ведут к истине). Бхактиведанта, однако, не последовал этим советам и отказался «вестернизировать» свою проповедь и свой внешний вид. Он продолжил проповедовать консервативное гаудия-вайшнавское вероучение, носить шафрановые одежды санньясина и тилаку на лбу.
Первое время Бхактиведанта безуспешно пытался привлечь последователей среди пожилых нью-йоркцев в Вест-Сайде.
Весной 1966 года он переехал в лофт в районе Бауэри, где начал проповедовать молодым людям, регулярно давая вечерние лекции. Там, после нескольких месяцев борьбы у него появились первые последователи.

#### Расширение сознания в Нижнем Ист-Сайде: хиппи, Аллен Гинзберг и зарождение ИСККОН
В июне месяце Бхактиведанта перебрался в «более богемную» часть Нью-Йорка, Нижний Ист-Сайд, где, при содействии небольшой группы своих последователей, открыл первый «храм», располагавшийся по адресу 26, Вторая Авеню в арендованном помещении бывшего антикварного магазина, носившего знаковое название «Бесценные дары». Как впоследствии вспоминал один из свидетелей событий тех лет, Хаягрива (Ховард Уилер):
26 Вторая Авеню. «Бесценные дары». Несомненно, что для большинства нью-йоркцев это был не более чем убогий магазинчик, пригодный разве что для открытия ломбарда. Принимая во внимание шум транзита и наших соседей (почтовую корпорацию «Космос», похоронное бюро «Гонсалес», мастерскую по изготовлению памятников и надгробий братьев Вайцнер, бар «Красная Звезда» и заправочную станцию Mobil) никому бы и в голову не пришло назвать это место Вайкунтхой [духовным миром]. Но для нас, благодаря присутствию Свамиджи [Бхактиведанты] и произносимым им словам, «Бесценные дары» стали храмом, частью Вриндавана.
В храме на Второй Авеню Бхактиведанта развернул активную проповедь среди нью-йоркских хиппи. Ежедневно в 7 часов утра он проводил богослужения и три раза в неделю (по понедельникам, средам и пятницам) с 7 до 9 вечера давал лекции по «Бхагавад-гите».
В июле 1966 года Бхактиведанта и его первые последователи написали и распечатали тиражом в 5000 экземпляров листовку, в которой все желающие приглашались в храм на Второй Авеню для того, чтобы «очистить пыль с зеркала ума» практикуя «трансцендентальную звуковую вибрацию Харе Кришна, Харе Кришна, Кришна Кришна, Харе Харе, Харе Рама, Харе Рама, Рама Рама, Харе Харе».
Первый кришнаитский храм на Западе в основном посещали наркоманы и разочаровавшиеся хиппи, о которых Прабхупада заботился как о своих детях. Они приносили с собой различные музыкальные инструменты и играли на них, часто находясь под воздействием наркотиков. Как отмечает Шриватса Госвами, ранние сцены из жизни Бхактиведанты и его западных последователей являли собой контрастное зрелище: «сдержанный, пожилой бенгальский святой аскет, поющий „Харе Кришна“ среди закостенелых нигилистов, рок-музыкантов и психоделических искателей». Как вспоминал один из первых учеников Бхактиведанты, Хаягрива:
«До этого никто из нас не просыпался раньше чем в 10 или 11 часов, но магнетизм Шрилы Прабхупады вытягивал нас из наших каморок на Мотт-стрит в 6:30 утра».
Хотя многим перспективы консервативной проповеди гаудия-вайшнавизма в такой среде показались бы туманными, Бхактиведанта всё же сумел привести свою миссию к успеху. Гаудия-вайшнавское вероучение нашло горячий отклик среди «радикально разочарованной и экспериментирующей» молодёжи, остро озабоченной вечными вопросами бытия.
Летом 1966 года Бхактиведанта придумал название для своего движения — «Международное общество сознания Кришны» (ИСККОН) — и 13 июля 1966 зарегистрировал его как некоммерческую религиозную организацию. В свидетельстве о регистрации Бхактиведанта зафиксировал 7 основных целей ИСККОН, которые практически в точности дублировали цели, обозначенные в 1953 году в проекте устава «Лиги преданных». Несмотря на то, что «Лига преданных» не имела успеха, цели Бхактиведанты остались прежними. Как отмечает религиовед С. И. Иваненко, Прабхупада не основывал новой религиозной организации, отличной от традиционного гаудия-вайшнавизма — он создал ИСККОН по образцу традиционных индуистских монашеских орденов («матхов»). В индуизме, в виду отсутствия крупных централизованных «церквей», исторически всегда преобладали именно такие, «малые» организационные формы.
Узнав о том, что известный поэт-битник Аллен Гинзберг поёт мантру «Харе Кришна» на антивоенных маршах и на своих поэтических вечерах, ученики Прабхупады послали ему приглашение посетить храм на Второй Авеню. Гинзберг (в то время только что вернувшийся из путешествия по Индии) принял приглашение и начал регулярно посещать киртаны и лекции Бхактиведанты, часто в сопровождении своего друга и любовника Питера Орловски. Привлечение в ряды кришнаитов одного из лидеров контркультурной молодёжи дало миссии Бхактиведанты мощный толчок. Гинзберг оказал Бхактиведанте материальную поддержку, подарив ему две фисгармонии и пожертвовав 200 долларов на иммиграционного адвоката.
Аллен Гинзберг впервые услышал мантру «Харе Кришна» ещё в 1962 году в Индии, во время Кумбха-мелы в Аллахабаде. Мантра настолько понравилась ему, что вернувшись в США, он начал исполнять её во время своих поэтических вечеров, под аккомпанемент ручных цимбал или фисгармонии. Гинзберг также пел «Харе Кришна» во время различных политических акций, в частности, на антивоенных маршах и на суде над «Чикагской семёркой», где ему довелось выступить в качестве свидетеля. Таким образом Гинзберг способствовал распространению «сознания Кришны» в Америке и, с появлением ИСККОН, привлёк в ряды кришнаитов много новых адептов. Несмотря на всю свою симпатию к Бхактиведанте и кришнаитам, Гинзберг позднее остановил свой религиозный выбор на тибетском буддизме, приняв в начале 1970-х годов посвящение в эту традицию от мастера Чогьям Трунгпа Ринпоче.

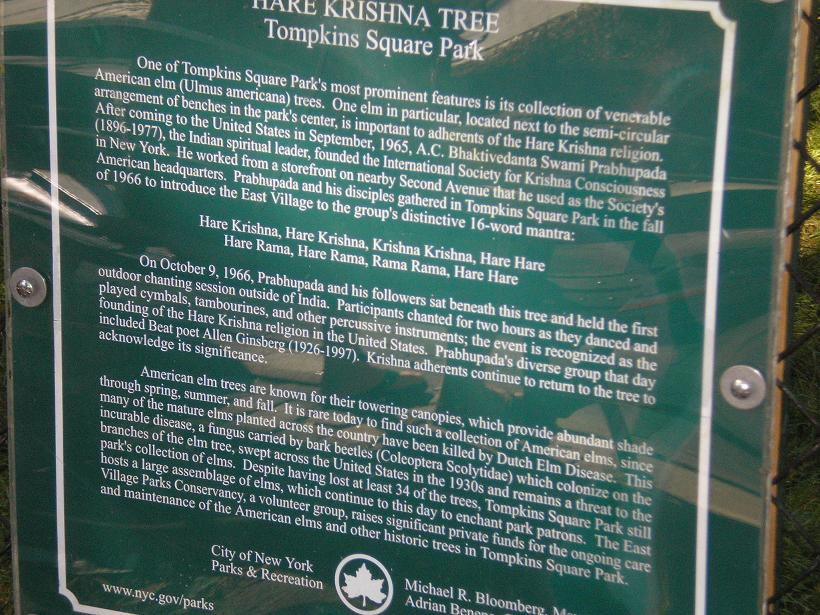
Мемориальная доска под «деревом Харе Кришна» в Томпкинс-сквер-парке. Установлена в 2001 году по распоряжению мэра Нью-Йорка Рудольфа Джулиани.

#### Первые ученики и «мгновенный успех» публичного пения (1966)
9 сентября 1966 года, спустя два месяца после регистрации ИСККОН, Бхактиведанта провёл первый обряд инициации, формально приняв в ученики 11 из своих последователей. За первый год проповеди в Нью-Йорке Бхактиведанта инициировал в общей сложности 19 человек. Уже на этом раннем этапе он установил для своих учеников определённые правила и ограничения. Так, принимавшие духовное посвящение обещали повторять 16 кругов мантры «Харе Кришна» на чётках и следовать так называемым 4 регулирующим принципам: не есть мясо, не принимать одурманивающие средства (алкоголь, сигареты и наркотики), не практиковать «незаконный секс», и не играть в азартные игры. В 1967 году Бхактиведанта сделал обязательным следование этим принципам для всех, кто жил в ашрамах ИСККОН. Кроме этого, монахи-кришнаиты должны были заниматься санкиртаной — распространением в общественных местах книг своего гуру. Так как литература распространялась в обмен на денежные пожертвования, в 1970-е годы санкиртана стала основным источником доходов для кришнаитов, финансово обеспечив экспансию движения Прабхупады по всему миру. Как отмечает в этой связи Э. Б. Рочфорд, вплоть до начала 1980-х годов практиковать «сознание Кришны» и быть членом ИСККОН означало пойти на большие личные жертвы: порвать все связи с внешним миром и жить дисциплинированной жизнью в кришнаитских общинах. Несмотря на это, кришнаиты с готовностью принимали установленные Прабхупадой требования.
Бхактиведанта лично обучал своих первых последователей проповедовать, готовить прасад, собирать пожертвования и петь мантру «Харе Кришна» на улицах американского мегаполиса. Первое такое публичное пение состоялось сентябрьским воскресным днём 1966 года. Прабхупада привёл своих последователей в Вашингтон-сквер-парк, где устроил киртан, перемежавшийся с декламацией кришнаитских священных текстов. Это действо привлекло внимание прохожих, никто из которых, однако, не решился принять участие в кришнаитских ритуалах. После этого Прабхупада регулярно по вечерам посылал своих учеников в город воспевать мантру на улицах и в парках.
В начале октября Аллен Гинзберг, живший неподалёку, посоветовал Прабхупаде проводить публичные киртаны в Томпкинс-сквер-парке, где по воскресеньям собиралось много народу. Прабхупада последовал совету лидера контркультуры и 9 октября, в сопровождении своих последователей, пришёл в парк с барабанами, караталами и фисгармонией. Свами запел душевный киртан, который настолько вдохновил некоторых из его учеников, что они, осмелев, пустились в пляс. Некоторые из зрителей этого экзотического шоу также не смогли остаться безучастными и присоединились к пению и танцам. В ходе этого действа ученики Бхактиведанты активно распространяли любопытствующим прохожим брошюры, в которых говорилось: «Всегда оставайтесь на высоте, никогда не спускаясь. Занимайтесь сознанием Кришны».
Программа имела «мгновенный успех» и привлекла внимание СМИ, которые благосклонно отрапортовали о первых миссионерских успехах индуистского монаха в Нью-Йорке. На следующий день в The New York Times и The East Village Other вышли сопровождаемые фотографиями статьи о Бхактиведанте и его последователях. Корреспондент The New York Times описал случившееся следующим образом:
Сидя под деревом в парке в Нижнем Ист-Сайде и время от времени танцуя, 50 последователей индуистского свами вчера днём в течение двух часов повторяли мантру из 16 слов, под аккомпанемент цимбал, тамбуринов, барабанов, бубнов и фисгармонии. … В то время как дети игрались на Хоуинг-хилл (куче грязи посреди Томпкинс-сквер-парка) или катались на велосипедах по солнечным тротуарам, многие в толпе из 100 человек, стоявшей вокруг группы поющих людей, танцевали или хлопали в ладоши, в такт гипнотической, ритмичной музыке.
Весть о «поющем мантру свами» быстро распространилась среди богемной молодёжи Нижнего Ист-Сайда. Вдохновлённый успехом, Бхактиведанта начал устраивать киртаны в Томпкинс-сквер-парке ежедневно, приглашая приходивших попеть с ним молодых людей на вечерние лекции в храме. Вскоре за основанным Бхактиведантой движением закрепилось название «Харе Кришна», а его последователей стали называть кришнаитами.

#### Снова на пути «Обратно к Богу»
Тогда же, в октябре 1966 года, Бхактиведанта побудил своих учеников начать публикацию американского издания журнала Back to Godhead. Первый выпуск журнала, отпечатанный на ксероксе, вышел тиражом в 100 экземпляров и быстро разошёлся по цене 50 центов за номер. Теперь у Бхактиведанты были две базовые вещи, необходимые для успешного развития миссии: регулярно практикуемое публичное пение, и журнал, который можно было распространять за пожертвования. Как отмечает Киммо Кетола, именно в это время в ИСККОН произошла институционализация практики харинама-санкиртаны («публичного воспевания имени Бога») как «основного элемента кришнаитской духовности».

### Через тернии к звёздам: дальнейшая проповедь на Западе (1967—1971)

#### «Сознание Кришны» идёт дальше на Запад: основание храма в Сан-Франциско
Обосновавшись в Нью-Йорке, Бхактиведанта начал думать о том, как распространить «сознание Кришны» в другие уголки Америки. В конце 1966 года он послал своего ученика Мукунду и его жену Джанаки в Сан-Франциско, поручив им открыть там храм. По прибытии на Западное побережье, они встретили своих старых друзей, две пары молодых людей, интересовавшихся индийской духовностью: Сэма Спирстра и Мелани Нагель, и Роджера Зигеля и Джоан Кампанеллу. При их содействии, Мукунда арендовал помещение бывшего магазина в районе Хейт-Эшбери и открыл в нём первый кришнаитский храм на Западном побережье.
Прибытие кришнаитских миссионеров совпало по времени с волной миграции в Хейт-Эшбери молодых людей со всех концов США, которые были идеальной аудиторией для проповеди «сознания Кришны». Открытие храма в самом центре бурно развивавшейся общины хиппи привлекло в ряды ИСККОН много новых приверженцев и стало поворотным моментом в истории движения, ознаменовав начало этапа его бурного роста. Как отмечает Э. Б. Рочфорд, именно в этот период сформировались идеология и организационная структура ИСККОН.

#### Mantra-Rock Dance — конечный «полёт» эры хиппи и пик духовного энтузиазма Хейт-Эшбери

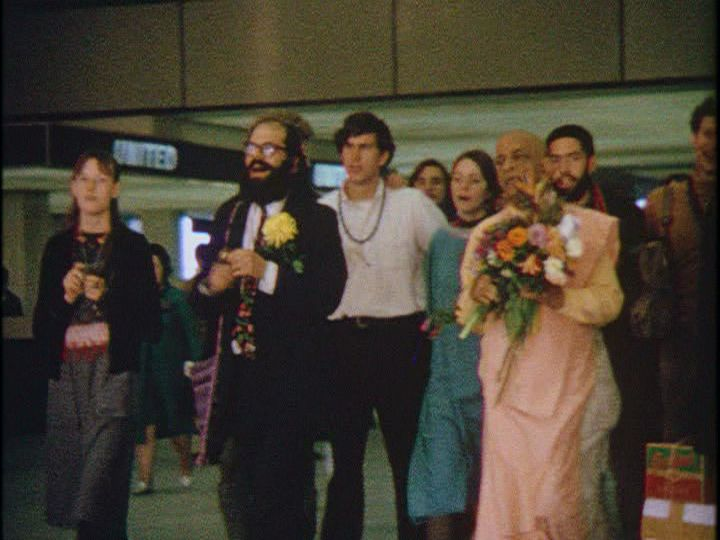
Аллен Гинзберг встречает Прабхупаду в аэропорту Сан-Франциско, 17 января 1967 года.

Вскоре после прибытия в Сан-Франциско, Мукунда и его друзья решили организовать рок-концерт с участием Прабхупады и ряда известных музыкальных коллективов. Таким образом они хотели познакомить с мантрой «Харе Кришна» хиппи Хейт-Эшбери и собрать средства на поддержание сан-францисского храма. Прабхупада охотно согласился прилететь из Нью-Йорка и принять участие в концерте.
Сэм Спирстра был лично знаком с менеджером Grateful Dead Роком Скалли, что помогло ему договориться об участии в концерте этой известной сан-францисской группы. С помощью Скалли и Grateful Dead, кришнаитам также удалось заручиться участием в концерте группы Big Brother and the Holding Company. По инициативе Мелани Нагель на концерт также пригласили в то время ещё никому не известных Moby Grape. Аллен Гинзберг также согласился принять участие в мероприятии и представить Прабхупаду концертной аудитории.

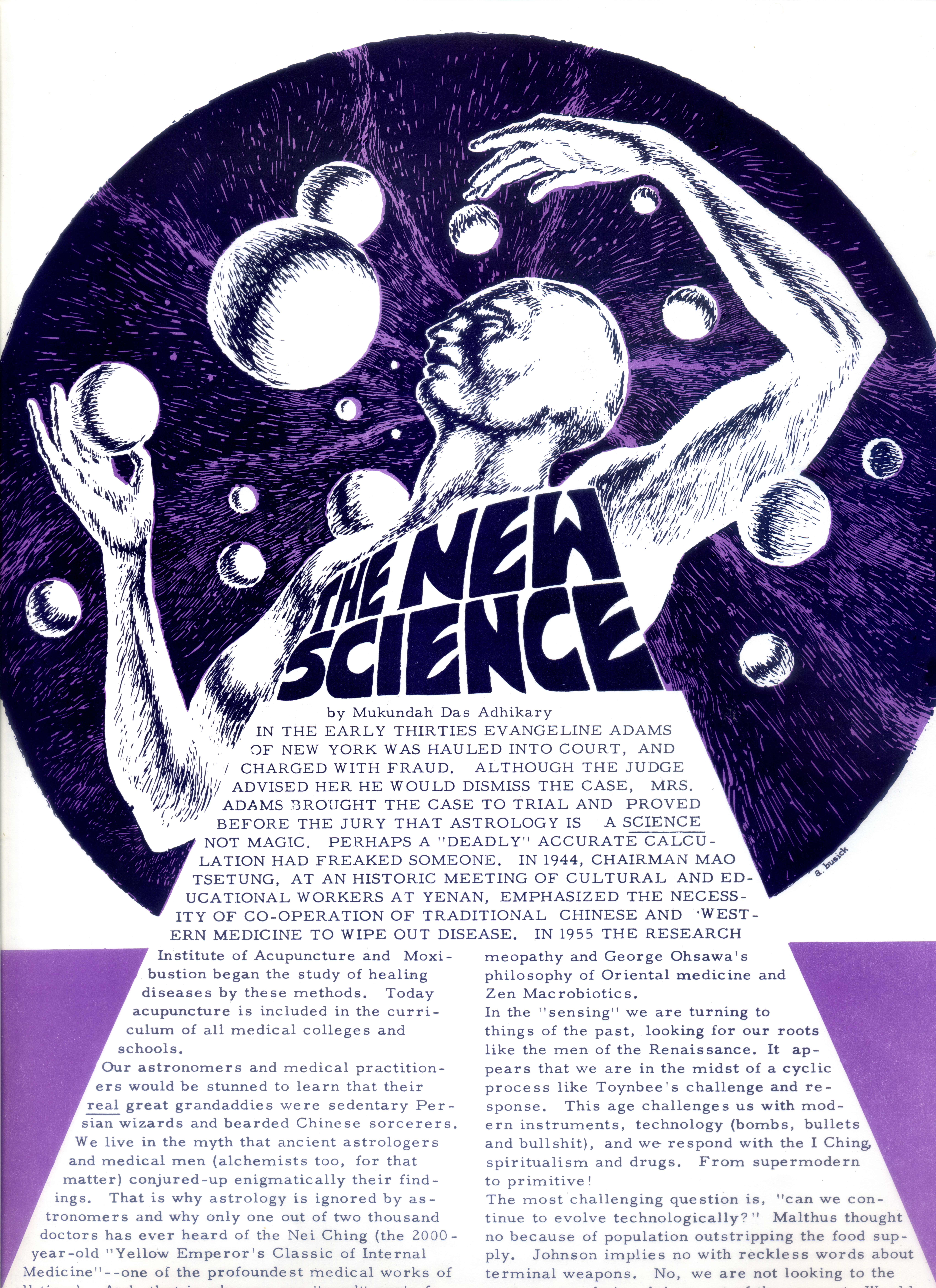
Статья Мукунды «Новая наука», опубликованная в San Francisco Oracle в январе 1967 года.

Для проведения концерта был избран танцевальный зал «Авалон». С целью пробудить интерес к предстоящему концерту среди хиппи Хейт-Эшбери, Мукунда опубликовал в популярной подпольной психоделической газете San Francisco Oracle статью под названием «Новая наука». В ней он убеждал читателей, что пропагандируемое Прабхупадой пение мантры «Харе Кришна» и танцы «более эффективны чем хатха или раджа-йога, или слушание Али Акбар Хана под воздействием ЛСД…»
Прабхупада прилетел в Сан-Франциско 17 января 1967 года. В аэропорту его ожидал яркий приём, организованный при содействии Аллена Гинзберга. Вместе с Гинзбергом, Мукундой и другими последователями, Прабхупаду встретила толпа из более 50 поющих «Харе Кришна» хиппи. Через несколько дней в San Francisco Chronicle вышла статья под заголовком «Свами в царстве хиппи — святой открывает в Сан-Франциско храм». Статья начиналась так: «Святой человек из Индии, которого его друг поэт-битник Аллен Гинзберг называет одним из наиболее консервативных представителей его религии, начал вчера свою миссионерскую деятельность в приюте сан-францисских хиппи».

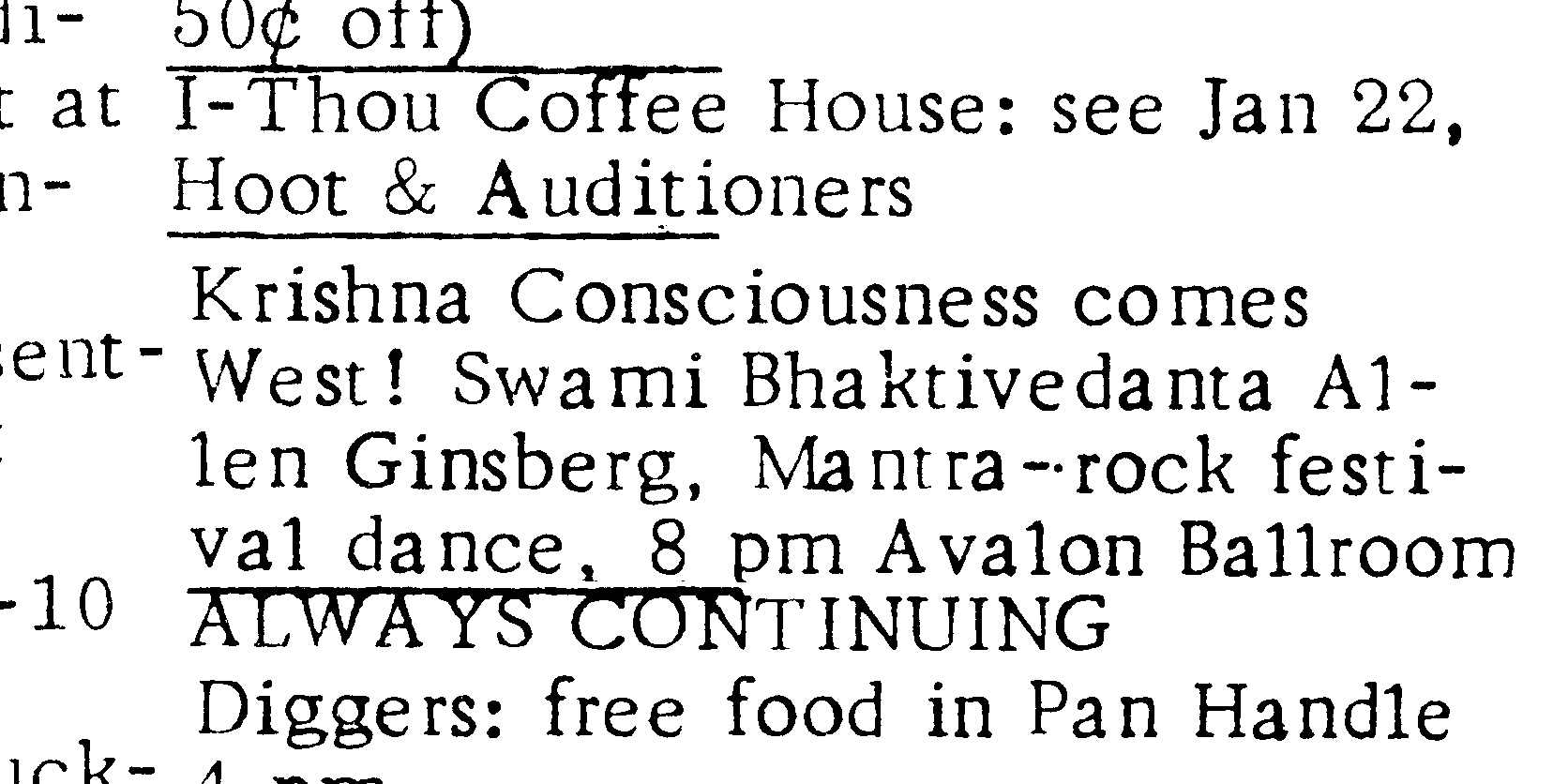
Объявление о Mantra-Rock Dance в San Francisco Oracle, январь 1967 года

Концерт состоялся в воскресный вечер, 29 января 1967 года. К 8 часам пришло более 3000 человек и «Авалон» оказался заполненным до отказа. Из знаменитостей на мероприятие пожаловали пионеры ЛСД Тимоти Лири и Оусли Стэнли.

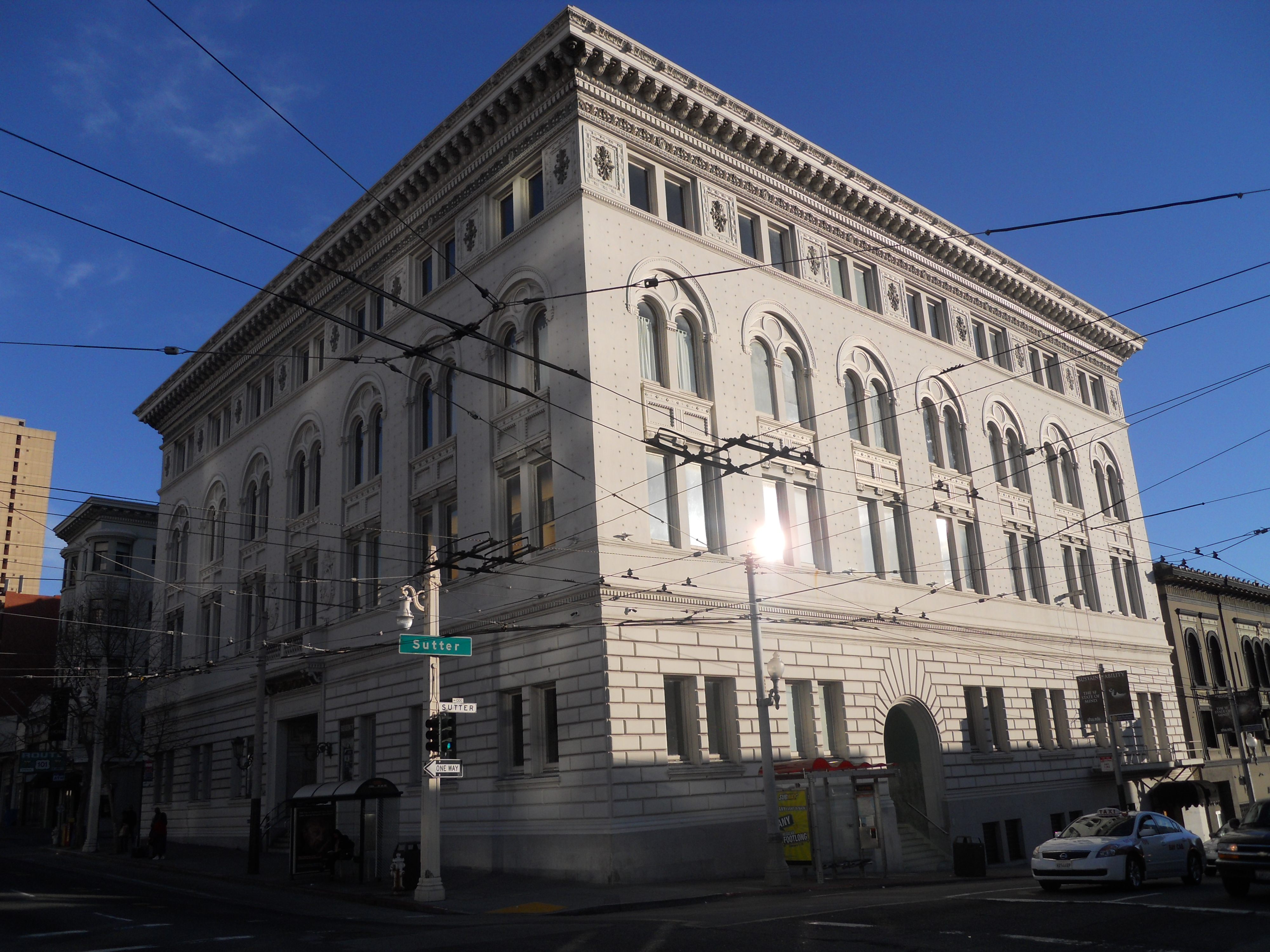
Танцевальный зал «Авалон» в 2011 году

Первыми на сцену вышли кришнаиты и запели «Харе Кришна» на индийский мотив. Мужчины были одеты в мантии мага Мерлина, а женщины — в сари. На сцене и во всех углах помещения курились благовония. Большинство присутствующих находилось под воздействием наркотиков, но несмотря на это в зале было спокойно. Кругом горели разноцветные огни, по потолку, стенам и полу двигались яркие цветные блики. На стены проектировались слайды с изображением Кришны и эпизодов из его жизни: «Кришна и Арджуна, мчащиеся на колеснице; Кришна, крадущий масло; Кришна, убивающий демона, который принял форму смерча; Кришна, играющий на флейте». Вслед за кришнаитами выступили Moby Grape.
Прибыв в «Авалон», Прабхупада, под аплодисменты и одобрительные выкрики собравшейся публики, взошёл на сцену и уселся рядом с Алленом Гинзбергом на специально приготовленную для него подушку. Гинзберг рассказал о своём опыте пения мантры «Харе Кришна» и представил Прабхупаду зрителям, поблагодарив престарелого свами за то, что тот оставил свою мирную и спокойную жизнь в Индии с целью принести мантру «Харе Кришна» туда, где её больше всего не хватало — в Нижний Ист-Сайд. «Тем, кто отходит от ЛСД, хочет стабилизировать своё сознание и приготовить его к новым „полётам“» Гинзберг порекомендовал «ранние утренние киртаны» в сан-францисском храме кришнаитов. Затем поэт передал слово Прабхупаде, который вкратце рассказал историю мантры «Харе Кришна» и предложил Гинзбергу спеть её со сцены. Попросив публику «просто поргузиться в звуковую вибрацию и умиротвориться», Гинзберг заиграл на фисгармонии и под аккомпанемент ситара, тамбуры и барабанов запел «Харе Кришна» на индийский мотив. Проектор высветил на стене текст мантры и 15-метровые изображения Кришны. Постепенно публика начала подпевать. Один из кришнаитов, в прошлом ударник, застучал на барабанах. Темп киртана нарастал и пение охватило весь зал. Прабхупада поднялся со своего сиденья, поднял руки и начал танцевать, жестом пригласив присутствующих присоединяться. Многие вскочили со своих мест, и, следуя примеру Прабхупады, пустились в пляс с поднятыми вверх руками. Участники Grateful Dead, Big Brother and the Holding Company и Moby Grape, заразившись всеобщим энтузиазмом, тоже заиграли на музыкальных инструментах. Прабхупада запел в микрофон и его усиленный мощными динамиками голос разнёсся по залу. Темп киртана становился всё быстрее и быстрее. Вскоре «уже почти нельзя было разобрать слов мантры, потонувшей в усиленной динамиками музыке и хоре из тысяч голосов». Пение продолжалось почти два часа. В завершении, все присутствующие пали ниц на пол (как это принято во время богослужений в кришнаитских храмах) и Прабхупада прочитал молитвы на санскрите. После того, как Прабхупада удалился, на сцене выступили Big Brother and the Holding Company с Дженис Джоплин.
Тимоти Лири впоследствии назвал Mantra-Rock Dance «красивой ночью», Аллен Гинзберг — «пиком духовного энтузиазма Хейт-Эшбери», а историк Роберт Эллвуд — «конечным „полётом“» эры хиппи.

#### Прабхупада как культовый герой и Джаганнатха как психоделический хит: рост ИСККОН в тепле «Лета любви»
Mantra-Rock Dance собрал 2000 долларов, которые пошли на помощь храму в Сан-Франциско. Благодаря концерту, многие узнали о существовании храма и начали посещать ежедневно проводимые в нём киртаны и лекции. Начался активный приток новых членов в ряды кришнаитов, преимущественно из числа хиппи и другой контркультурной молодёжи. Кришнаиты привлекали новую паству лозунгами вроде «Всё время оставайтесь в полёте. Откройте для себя вечное блаженство» (плакат с такой надписью висел под вывеской сан-францисского храма), и брошюрами, в которых содержался призыв «освятить движение за мир», приняв «формулу мира Свами Бхактиведанты» — «простой процесс воспевания святых имён Бога».
Бхактиведанта Свами в одночасье превратился в культового героя молодёжи Хейт-Эшбери, независимо от её отношения к философии и моральным принципам, которые он проповедовал. Практика пения «Харе Кришна» и танцев была в той или иной мере принята всеми слоями контркультуры (включая «Ангелов ада»), став для обитателей Хейт-Эшбери практической альтернативой наркотикам и своего рода объединяющим и умиротворяющим фактором в их хаотичной и эклектичной жизни. Популярность ИСККОН постепенно возрастала и вскоре поющие кришнаиты стали неотъемлемой особенностью сцены Хейт-Эшбери.
Бхактиведанта установил для поклонения в сан-францисском храме статуи божеств Джаганнатхи (пожалуй, наиболее абстрактной и необычной формы Бога в индуизме) и назвал свой новый храм «Нью Джаганнатха Пури». Джаганнатха сразу же стал «психоделическим хитом» среди обитателей Хейт-Эшбери. Как отмечает Ричард Брукс, Бхактиведанта понимал, что отдав поклонение храмовым божествам в руки неквалифицированных западных учеников, он навлечёт на себя критику в Индии, но несмотря на это пошёл на этот шаг. Он твёрдо верил в то, что это был «план Кришны» и молился о том, чтобы Кришна простил оскорбления своих юных последователей.
С начала 1967 года ИСККОН начал распространяться «со скоростью лесного пожара». Бхактиведанта давал посвящение всё большему количеству учеников (как монахам, так и семейным парам). Согласно установленным Бхактиведантой стандартам, новообращённые селились в ашрамах, где полностью посвящали себя миссии проповеди «сознания Кришны». По подсчётам одного из лидеров калифорнийских кришнаитов того времени, Джаянанды, за 1967—1968 годы в сан-францисском храме приняло монашеский образ жизни от 150 до 200 человек. Многим из них было суждено сыграть ключевую роль в экспансии ИСККОН в другие регионы США и Западную Европу. Когда «Лето любви» осталось позади и хиппи начали рассеиваться по всей стране, кришнаитские миссионеры последовали по их следам, открывая новые храмы в различных городах США и Канады. При этом, как отмечает Э. Б. Рочфорд, новые центры и храмы ИСККОН создавались в других городах США по образу и подобию сан-францисского храма.
Окрылённый быстрым ростом ИСККОН в Калифорнии, Прабхупада укрепился в убеждении, что его миссии гарантирован успех. Однако, его отсутствие больно сказалось на его учениках-неофитах в Нью-Йорке, которые начали уговаривать своего гуру вернуться. В это время нью-йоркские последователи свами запланировали купить недвижимость под новый храм. Так как раньше они уже показали свою некомпетентность в финансовых вопросах, возвращение Бхактиведанты в Нью-Йорк было предрешено. Проведя два с половиной месяца на Западном побережье, Бхактиведанта улетел на родину ИСККОН, оставив в слезах своих калифорнийских последователей.

#### Нет жизни без гуру: сердечный приступ и паломничество в Индию (1967)
В мае 1967 года, вскоре после возвращения в Нью-Йорк из Сан-Франциско, Бхактиведанта перенёс лёгкий сердечный приступ и был госпитализирован. Своим ученикам он наказал постоянно повторять мантру «Харе Кришна» и молить Кришну о своём выздоровлении, что они и делали 24 часа в сутки. Западные методы лечения вызвали у Бхактиведанты отторжение, и он изъявил желание уехать в Индию, во Вриндаван, пройти там курс реабилитации по Аюрведе и восстановить силы под воздействием тёплого и солнечного индийского климата. Своим ученикам он объявил, что этот сердечный приступ должен был стать его концом, но Кришна, услышав их искренние молитвы, продлил его жизнь. Немного оправившись, Бхактиведанта ненадолго слетал в Сан-Франциско, а затем, в сопровождении своего ученика Киртанананды, через Нью-Йорк отправился в Индию. 1 августа 1967 года он прибыл во Вриндаван, где дал Киртанананде посвящение в санньясу (уклад жизни в отречении).
За время пребывания Бхактиведанты в Индии стало окончательно ясно, что существование ИСККОН на этом раннем этапе целиком и полностью зависело от него. Хотя несколько десятков учеников и последователей, которых Бхактиведанта привлёк в ряды ИСККОН к тому времени, были искренне преданы его миссии, в его отсутствие они чувствовали себя совершенно беспомощными и некомпетентными, как в деле осуществления миссионерской работы, так и в следовании данным при инициации духовным обетам. Бхактиведанта возвратился в Америку в декабре 1967 года и возобновил свою обычную деятельность. Он переводил священные тексты на английский, открывал новые храмы, давал посвящение новым ученикам. Позднее Бхактиведанта говорил, что настоящее рождение ИСККОН состоялось именно после его возвращения из Индии.
Пока Бхактиведанта был в Индии, мантра «Харе Кришна» продолжила своё триумфальное шествие по просторам Америки. В частности, её ритмичные звуки нашли отклик в сердцах тысяч демонстрантов, которые, под предводительством Аллена Гинзберга пели «Харе Кришна» во время марша на Пентагон в октябре 1967 года. Гинзберг и его сторонники надеялись с помощью пения мантры «поднять в воздух» здание Пентагона и изгнать оттуда «всех злых духов». Их надежды, однако, не оправдались: шествие было остановлено полицией до того, как его участники смогли проникнуть внутрь Пентагона.

#### Обзор миссионерской деятельности в 1968—1971 годах
Примерно с середины 1968 года последователи Бхактиведанты начали именовать своего учителя почтительным титулом «Прабхупада» (буквально «стопы учителя» и «стопа величайшего», также переводится как «тот, у чьих стоп сидят учители» или «тот, у чьих стоп сидят многие учители») — титулом, которым в гаудия-вайшнавизме исторически называли наиболее выдающихся духовных учителей. Со временем этот эпитет стал частью имени Бхактиведанты Свами. В след за последователями, Бхактиведанту Свами начали называть Прабхупадой многие учёные.
К концу 1960-х годов основанное Прабхупадой движение значительно расширилось географически: оно укрепилось в Америке и достигло со своей проповеднической миссией берегов Великобритании, а также Германию и Францию. Период конца 1960-х — начала 1970-х годов был периодом, в течение которого Прабхупада активно участвовал в жизни и развитии ИСККОН в качестве единоличного лидера. Под его чутким руководством ИСККОН превратился в международную организацию, бразды правления которой ачарья-основатель крепко держал в своих руках. К концу 1968 года у Прабхупады уже было около 50 инициированных учеников и 6 храмов в США. В период с марта 1969 по июнь 1971 года лидер кришнаитов активно путешествовал, духовно окормляя своих последователей и открывая новые храмы. За эти два года он побывал в Великобритании, ФРГ, Франции, СССР, Индии, Австралии, Малайзии и Африке. Благодаря его усилиям, ИСККОН распространился далеко за пределы США и Канады и превратился в «международный феномен». Этому миссионерскому успеху, в частности, способствовало преимущественно положительное освещение деятельности ИСККОН и её основателя в СМИ, где комментаторы с интересом описывали «красочное контркультурное новое религиозное движение». К началу 1970-х годов одетые в шафрановые костюмы и поющие мантру «Харе Кришна» последователи Прабхупады стали привычным зрелищем на улицах крупных американских городов. В 1971 году журналист Питер Роули писал в своей книге «Новые боги в Америке»:
Возможно, наиболее известной из американских новых религий является Движение «Харе Кришна». Группы бритоголовых кришнаитов, одетых в индийские костюмы и поющих в публичных местах, можно увидеть практически во всех крупных городах США. Они привлекли внимание телевидения и прессы, миллионы людей заметили их.
К концу 1971 года у Прабхупады уже было около 600 инициированных учеников и храмы в ряде крупных городов США, Канады и Европы (Лос-Анджелесе и Беркли; Бостоне, Сиэтле, Боулдере, Санта-Фе, Колумбусе и Буффало; а также в Ванкувере и Монреале в Канаде, в Лондоне, Париже и Гамбурге в Европе, в Токио в Японии).

#### The Beatles, Radha-Krishna Temple и Hare Krishna Mantra: расцвет британской миссии в лучах поддержки «ливерпульской четвёрки» (1968—1970)
Одной из основных причин быстрого роста популярности ИСККОН в конце 1960-х годов стала поддержка, полученная от The Beatles — в то время самой популярной группы в мире, культурное влияние которой трудно измерить стандартами XXI века. До встречи с Прабхупадой и его последователями, «битлы» в течение непродолжительного периода увлекались другим индийским движением — Трансцендентальной медитацией (ТМ). В 1968 году они совершили путешествие в Индию, где практиковали медитацию в ашраме основателя ТМ — Махариши Махеш Йоги. Разочаровавшись в Махариши, The Beatles заинтересовались Прабхупадой и пением мантры «Харе Кришна».
После того, как ИСККОН укрепился в Америке, Прабхупада устремил свой взор в Европу. Особый интерес для него представлял Лондон, где в 1930-е годы безуспешно пытались проповедовать его старшие духовные братья, посланные в британскую столицу Бхактисиддхантой Сарасвати. Результаты проповеди эмиссаров Бхактисиддханты оставляли желать лучшего: всё, что им удалось, это сфотографироваться с членами королевской семьи и обратить в свою веру одну женщину-англичанку. Потерпев неудачу, ученики Бхактисиддханты пришли к заключению, что обращение в вайшнавизм западных людей не представлялось возможным. Может быть, рассуждали они, Чайтанья, предсказывая, что имена Кришны будут воспевать «в каждом городе и деревне», имел в виду лишь каждый город и деревню в Индии?
В 1968 году Прабхупада послал три семейные пары своих учеников в Лондон, где они очень скоро добились заметного успеха. Следуя наставлениям своего гуру, они, одевшись в традиционную индийскую одежду (дхоти и сари), начали регулярно петь «Харе Кришна» на улицах британской столицы. Столь экзотическое зрелище сразу же привлекло внимание британской прессы. В газетах вышли статьи под заголовками «Пение кришнаитов удивляет Лондон», «Счастье в Харе Кришна», и т. п. Обрадованный Прабхупада отметил, что его ученики-неофиты добились успеха там, где в своё время потерпели поражение его аскетичные и учёные духовные братья из Гаудия-матха. Теперь он с полной уверенностью мог сказать, что Чайтанья, делая свои предсказания, имел в виду каждый город и деревню в мире, а не только в Индии.
Прорыв в миссионерской деятельности учеников Прабхупады в Лондоне произошёл в декабре 1969 года, когда им удалось встретиться с участниками The Beatles. Оказалось, что Джордж Харрисон и Джон Леннон начали петь «Харе Кришна» ещё до встречи с ними, после того, как им в руки попал альбом Krishna Consciousness — пластинка с записью махамантры, изданная Прабхупадой и его учениками в Нью-Йорке. Леннон вскоре потерял интерес к «сознанию Кришны», в то время как Харрисон сделал пение «Харе Кришна» частью своей жизни и оказал значительную помощь последователям Прабхупады на этом трудном, раннем этапе зарождения и становления британского ИСККОН. В частности, Харрисон профинансировал часть расходов по открытию кришнаитского храма в Лондоне и выступил гарантом при аренде предназначенного под храм небольшого здания около Британского музея.
В августе 1969 года (в то время, когда «битлы» работали над альбомом Abbey Road) Харрисон спродюсировал для кришнаитов сингл «Hare Krishna Mantra» и издал его на лейбле Apple Records. Мантра была спета американскими учениками Прабхупады в Лондоне, объединившимися ради такого случая в музыкальный коллектив под названием The Radha Krishna Temple. По случаю выхода сингла Apple Corps. созвала пресс-конференцию, на которую пришло около сотни репортёров и фотографов. Харрисон рассказал собравшимся, что «Hare Krishna Mantra» была не поп-песней, а древней мантрой, пробуждающей духовное блаженство в сердцах людей, слушающих и повторяющих её. На следующий день «Hare Krishna Mantra» получила положительные отзывы в британской прессе и заполнила британский радиоэфир. За первый день было продано 70 тыс. экземпляров пластинки. Сингл поднялся до 11-й строчки британских чартов, что дало возможность ученикам Прабхупады дважды в прямом эфире исполнить свою мантру на популярном телешоу Top of the Pops. Пластинка имела большой успех также и в ФРГ, Голландии, Франции, Швеции, Югославии, ЮАР, Чехословакии и Японии. В результате, ученики Прабхупады оказались в центре общественного внимания: они раздавали автографы и позировали для фотографов. При содействии Харрисона, кришнаитский ансамбль пригласили выступить на рок-концертах, телешоу и в ночных клубах в ряде европейских стран. The Radha Krishna Temple спели с Джо Кокером, выступили с Deep Purple в Амстердаме и с Moody Blues в Шеффилде, приняли участие в музыкальном фестивале Midnight Sun в Стокгольме и даже спели махамантру в легендарном Star-Club в Гамбурге, где начали свою карьеру The Beatles. На этом музыкальное сотрудничество кришнаитов с Джорджем Харрисоном не завершилось: в следующем, 1970 году, «тихий битл» выступил продюсером другого хит-сингла, «Govinda», а в мае 1971 года — альбома The Radha Krsna Temple. Отсылки к мантре «Харе Кришна» появились в написанной Джоном Ленноном песне «I Am the Walrus» (1967) и в первом крупном хите сольной карьеры Ринго Старра «It Don’t Come Easy» (1971). Помимо этого, сцена с махамантрой присутствовала в популярном бродвейском психоделическом мюзикле «Волосы», который вышел вскоре после возвращения The Beatles из Индии и впоследствии был описан историком Артуром Марвиком как «основной культурный артефакт» 1960-х годов. Английская версия мюзикла играла в лондонском театре «Шефтсбери» и содержала в себе бонус в виде кришнаитов, в конце каждого представления выходивших на сцену и певших «Харе Кришна». В результате
фраза «Харе Кришна» постоянно звучала на радио и телевидении, лилась из динамиков в клубах и ресторанах, появлялась на страницах газет и журналов, в фильмах и комедийных представлениях. Другие музыкальные коллективы включили её в свои альбомы и концерты.
С сентября по декабрь 1969 года Прабхупада посетил Англию, где, по приглашению Джона Леннона и Йоко Оно, остановился в их имении Титтенхёрст. Вскоре после прибытия в имение состоялась встреча Прабхупады с Джоном Ленноном, Джорджем Харрисоном и Йоко Оно, в ходе которой они долго обсуждали такие темы, как душа, реинкарнация и повторения мантр. Во время обсуждения медитации, Леннон, в частности, спросил у Прабхупады про значение мантры «Харе Кришна». Впоследствии эта беседа вошла в книгу «В поисках пути к освобождению», опубликованную кришнаитами.
Во время пребывания в Титтенхёрсте Прабхупада регулярно давал лекции для группы своих учеников. За время своего пребывания в Англии Прабхупада провёл церемонию инаугурации лондонского храма Радхи-Кришны, дал несколько интервью британским газетам, выступил с лекцией в Камденской городской ратуше и с серией из двенадцати лекций в Конуэй-холле.
Вернувшись из Европы в Америку, Прабхупада посетил храм в Бостоне, а затем провёл пять месяцев в лос-анджелесском центре ИСККОН. Храм в Лос-Анджелесе стал первой недвижимостью, приобретённой кришнаитами. Прабхупада намеревался превратить его в образцовый центр «сознания Кришны» и сделать его мировой штаб-квартирой своего движения.
В ноябре 1970 года Джордж Харрисон (начавший к тому времени серьёзно практиковать «сознание Кришны») сделал ещё один значительный вклад в популяризацию на Западе мантры «Харе Кришна» и, соответственно, ИСККОН: он издал свой легендарный альбом All Things Must Pass, некоторые из песен на котором были написаны под влиянием философии «сознания Кришны». Первый сингл из этого альбома, «My Sweet Lord», Харрисон записал вместе с Ринго Старром и Эриком Клэптоном. Песня была посвящена Кришне и содержала мантру «Харе Кришна» в хоровом исполнении. Сингл быстро достиг вершин хит-парадов по обе стороны Атлантического океана, и по сей день остаётся самым успешным релизом в сольной карьере не только Харрисона, но и других «битлов». По мнению биографа Харрисона Джошуа Грина, написав и выпустив эту песню Харрисон помог исполниться пророчеству Чайтаньи (1486—1534) о том, что мантру «Харе Кришна» услышат во всех городах и деревнях мира.
Две песни со следующего альбома Харрисона, Living in the Material World (1973), также были написаны под влиянием философских идей «сознания Кришны» и личного общения музыканта с Прабхупадой. Это была заглавная композиция альбома, «Living in the Material World», и песня «The Lord Loves the One (That Loves the Lord)».
В 1970 году Харрисон пожертвовал 19 тыс. долларов США на издание первого тома трёхтомной трилогии «Кришна, Верховная Личность Бога» — книги о жизни Кришны, написанной Прабхупадой на основе 10-й песни «Бхагавата-пураны». Пожалуй, самую значительную материальную помощь Харрисон оказал кришнаитам в 1973 году, подарив им Пигготс-мэнор — имение в тридцати км от Лондона, которое кришнаиты переоборудовали под сельский ашрам и переименовали в честь Прабхупады в Бхактиведанта-мэнор. В последующие годы, во время своих визитов в Великобританию, Прабхупада любил останавливаться в этом мэноре.
Харрисон продолжал поддерживать близкие связи с ИСККОН до самой своей смерти в 2001 году. Это нашло отражение в его музыке и помогло движению кришнаитов найти более широкое признание на Западе. По мнению Х. Юрбана, «мощная поддержка», которую Харрисон оказал кришнаитам, способствовала популяризации ИСККОН «пожалуй больше», чем книги самого Прабхупады, и помогла ИСККОН вырасти в «крупнейшее и наиболее успешное» индийское религиозное движение в США. В своём последнем альбоме Brainwashed Харрисон не только пропагандировал индуистскую философию, но и сделал ироничный комментарий по поводу дебатов о промывании мозгов и контроле сознания, которые на протяжении многих лет велись между кришнаитами и их сторонниками и представителями антикультового движения. Согласно Х. Юрбану, в заглавном треке своего альбома Харрисон поёт о том, что большинству людей в современном обществе гораздо больше кришнаитов промывают мозги телевидение, реклама и потребительство.

#### «Танцующие белые слоны»: возвращение ИСККОН на свою духовную родину (1970—1971)
Добившись существенного успеха на Западе, Прабхупада устремил свой взор к берегам Индийского субконтинента. Теперь он был готов претворить в жизнь вторую часть своего глобального видения: принести своё движение назад в Индию во всей его силе и привлечь сердца своих земляков феноменом успеха проповеди индуизма на Западе. Он надеялся, что это поможет вернуть Индию к её «изначальному религиозному сознанию».
«Возвращение» ИСККОН на свою духовную родину началось осенью 1970 года, когда Прабхупада отправился в Индию с планами построить монументальные храмовые комплексы в Бомбее, Вриндаване и Маяпуре в Бенгалии (месте рождения Чайтаньи), и с целью положить начало новому этапу в истории ИСККОН. В результате начался процесс взаимодействия ИСККОН с гаудия-вайшнавской традицией на её родной земле.
Прабхупада прибыл в Калькутту с группой из десяти американских учеников-санньясинов (к которым чуть позднее присоединилась ещё одна, специально подобранная группа западных кришнаитов) и отправился с ними в миссионерский тур по Индии. Индия к тому времени окончательно взяла курс на европеизацию и стремилась во всём подражать Западу. Поэтому появление на индийской земле американских и европейских кришнаитов, отвергнувших западный материализм и с энтузиазмом принявших индуистскую культуру и религию, стало настоящей сенсацией и посеяло там «семя истинного духовного возрождения».
Окрылённый успехом проповеди у себя на родине, осенью 1971 года Прабхупада отправился во второй проповеднический тур по Индии, на этот раз в сопровождении группы из около 50-ти своих учеников. По прибытии в Индию Прабхупада и его энтураж начали «брать штурмом» индийские города. Например, во Вриндаване Прабхупаду ожидал официальный приём с участием известных горожан. Выступая с речью перед собравшейся толпой, основатель ИСККОН напрямую заявил, что местные жители должны не колеблясь принять его западных учеников как истинных вайшнавов:
Мы не должны считать Кришну индуистским или индийским. Кришна — для всех. Понимая это, эти иностранцы принимают сознание Кришны. … Пока мы считаем себя индуистами, мусульманами, или христианами, о сознании Кришны не может быть и речи. … Эти юноши и девушки, или дамы и господа, которые присоединились ко мне, отказались от подобных отождествлений. Они более не являются американцами, канадцами, или австралийцами. Они считают себя вечными слугами Господа Кришны.
Как отмечает Т. Д. Хопкинс, возвращение ИСККОН в Индию было значимым событием, которое вдохнуло в гаудия-вайшнавизм новую жизнь. Религиозное возрождение такого рода имело исторические прецеденты: миссионеры покидали свою родину, привлекали значительное число последователей и возвращались в свою общину, возрождая и обновляя её.

#### Руководящий совет ИСККОН: передача управленческих функций ученикам (1970)
Прабхупаде становилось всё труднее лично руководить быстро растущим движением. Он понимал, что жить ему осталось недолго, и что с его кончиной придёт конец его харизматичному руководству. Осознав, что ИСККОН необходима формальная управленческая структура, в июле 1970 года Прабхупада создал коллегиальный управляющий орган — Руководящий совет ИСККОН — и передал управленческие функции его членам, которые начали курировать деятельность ИСККОН по всему миру. При создании Совета его миссия была определена как «действовать как инструмент исполнения воли» Прабхупады. Несмотря на создание Руководящего совета, Прабхупада продолжил активно участвовать в управлении своим движением вплоть до своей смерти в 1977 году.

#### Визит Прабхупады в СССР (1971): сеяние семени сознания Кришны на благодатную почву пустыни научного атеизма
Прабхупада посетил Москву в период с 20 по 25 июня 1971 года и тем самым положил начало истории ИСККОН в СССР. Как Прабхупаде удалось приехать в СССР доподлинно неизвестно. Скорее всего визит состоялся по приглашению Посольства Индии в Москве.
Прабхупада прилетел в Москву из Индии в сопровождении двух своих учеников (Шьямасундары и Аравинды) и остановился в гостинице «Националь». Бо́льшую часть времени основатель ИСККОН оставался в своём номере, занимаясь переводом на английский «Бхагавата-пураны», повторением мантры «Харе Кришна» на чётках и диктовкой писем. По утрам он совершал прогулки по центру Москвы. Увидев однажды очередь, выстроившуюся к Мавзолею Ленина, Прабхупада сказал одному из своих учеников: «Ты только посмотри, вот их Бог. Люди не понимают разницы между телом и душой и принимают тело за саму личность».
За 5 дней пребывания в Москве Прабхупаде удалось лично пообщаться лишь с двумя советскими гражданами: заведующим отдела Индии и Южной Азии Института востоковедения АН СССР Григорием Григорьевичем Котовским (сыном героя Гражданской войны Григория Ивановича Котовского) и двадцатитрёхлетним москвичом Анатолием Пиняевым. Котовский встретился с Прабхупадой по просьбе сотрудника Посольства Индии в Москве. Впоследствии советский индолог вспоминал:
Меня охватили самые противоречивые чувства. С одной стороны, несанкционированная властями встреча с Шрилой Прабхупадой грозила мне многими неприятностями, вплоть до снятия с занимаемых постов и другими санкциями, включая запрет на поездки за границу. С другой стороны, я не мог отказать во встрече человеку, который проделал столь далекий путь, чтобы в частности встретиться со мной. И я решил рискнуть — встретиться с Шрилой Прабхупадой втайне и от своих коллег, и от руководства Института востоковедения.
22 июня Котовский принял Прабхупаду и его учеников у себя в кабинете, располагавшемся в здании Института востоковедения в Армянском переулке. В продолжавшейся около часа беседе (которую, без ведома Котовского, Шьямасундара записал на диктофон), Прабхупада рассказал учёному-атеисту о ценности вайшнавского вероучения для советских людей и отметил, что в священных текстах индуизма «Бхагавад-гите» и «Бхагавата-пуране» «содержатся идеи, перекликающиеся с социалистическими и коммунистическими идеалами». Как впоследствии вспоминал Котовский, его беседа с Прабхупадой «была довольно длительной и весьма интересной и охватывала широкий круг религиозно-философских и историко-культурных проблем». Котовский высоко оценил Прабхупаду как «блестящего знатока многих древнеиндийских текстов, в особенности „Бхагавад-гиты“ и „Бхагавата-пураны“, свободно цитировавшего из них по памяти и в совершенстве владевшего санскритом».
Анатолия Пиняева, которому суждено было стать первым советским кришнаитом, на встречу с Прабхупадой привёл его знакомый Нараяна — сын индийского дипломата, устроившего приезд Прабхупады в Москву. Пиняев проявил огромный интерес к гаудия-вайшнавизму, в связи с чем Прабхупада впоследствии привёл цветистое восточное сравнение: подобно повару, который по одному зёрнышку риса определяет готовность целого блюда, так и по тому, с каким энтузиазмом Пиняев принял сознание Кришны, он, Прабхупада, понял, что «к тому же готовы и миллионы других русских». Прабхупада нашёл в СССР благодатную почву для проповеди гаудия-вайшнавизма. Он пришёл к выводу, что русские были восприимчивы к вайшнавским идеям и, в отличие от западных людей, не были «испорчены чувственными удовольствиями».

### Дальнейшие миссионерские успехи на фоне растущей критики и оппозиции (1972—1977)
В 1970-е годы период бурного роста и становления ИСККОН продолжился. Появились новые, более крупные кришнаитские храмы, сформировалась бюрократическая система, эволюционировала миссионерская деятельность: кришнаиты начали затрагивать своей проповедью другие социальные слои — «нормальное» общество, не имевшее отношения к контркультуре. В результате, буквально всего за несколько лет, благодаря неустанным усилиям Прабхупады выполнить миссию, возложенную на него Бхактисиддхантой, ИСККОН превратился в крупное международное вайшнавское движение, обладавшее в западном обществе влиянием, сравнимым по силе с влиянием традиционных религий. По мнению Ким Нотт, именно личные качества Прабхупады и умело осуществляемое им руководство сделали возможным бурный рост ИСККОН и гарантировали успех его миссии.
К началу 1970-х годов Прабхупада установил мировую штаб-квартиру своего движения в Маяпуре (месте рождения Чайтаньи в Западной Бенгалии), а американскую — в Лос-Анджелесе. В 1970-е годы развитие ИСККОН в основном сводилось к открытию новых храмов и наполнению их новообращёнными кришнаитами. К тому времени ИСККОН стал ярким и заметным явлением в американской жизни. Кришнаиты были повсюду: они справляли свои красочные ритуалы с песнями и плясками на улицах городов и просили пожертвования в аэропортах. Вездесущее экзотическое присутствие последователей Прабхупады нашло широкое отражение в массовой культуре.
В то же время, к середине 1970-х годов темпы роста ИСККОН как социального движения заметно снизились. Кришнаиты привлекали в свои ряды всё меньше и меньше новых адептов. О темпах роста ИСККОН в 1970-е годы можно судить по динамике роста количества храмов: в 1970 году их было 32, в 1972 году — 63, и в 1975 году — 75. По данным Э. Б. Рочфорда, в 1975 году кришнаитские храмы и проповеднические центры действовали в 30 городах США. В Канаде на тот момент было 6 общин ИСККОН, в Западной Европе — 11, и 29 в других уголках мира (Австралии, Африке, Азии и Латинской Америке).
Как отмечает Росс Эндрю, Прабхупада ожидал от своих последователей, что те проявят «невероятно высокий уровень отречения» по сравнению со своей жизнью до обращения. Присоединиться к движению в 1970-е годы означало полностью отречься от жизни в материальном мире, поселиться в ашраме и посвятить всё своё время служению миссии основателя ИСККОН. После 6-12 месяцев новые адепты получали от Прабхупады духовное посвящение, давая при этом пожизненные обеты. Уход из ашрама считался духовным падением. Это породило у кришнаитов «крайне дуалистическое мировоззрение», в рамках которого представление о духовной квалификации индивида основывалось на том, где он жил: в ашраме или за его пределами.
Согласно Р. Эндрю, сформулированная Прабхупадой формула быстрого роста ИСККОН зиждилась на двух основных принципах: привлечении как можно большего числа новых адептов и их удержании в рядах ИСККОН. Прабхупада также определил два ключевых вида религиозной деятельности, которые гарантировали духовный прогресс для новообращенных кришнаитов: массовое распространение кришнаитской литературы и ритуальное храмовое поклонение.
Стиль жизни Прабхупады в 1970-е годы заметно отличался от скромных ранних дней в Нижнем Ист-Сайде. Теперь его постоянно сопровождала свита из слуг и секретарей, исполнявших каждое его желание. Они готовили и подносили Прабхупаде еду, брили его, делали ему массаж, стирали и гладили его одежду, возили его в машинах класса «люкс» и занимались его финансами. Во время своих миссионерских поездок по храмам ИСККОН, Прабхупада, как правило, останавливался в шикарных комнатах, подготовленных специально для него учениками. Несмотря на это, жизнь Прабхупады была более простой, чем жизнь других популярных гуру того времени. Также, в отличие от других индийских гуру, объявлявших себя божественными аватарами, Прабхупада скромно называл себя слугой или представителем Бога.
В 1970-е годы Прабхупада оказался настолько занят, что практически не имел возможности персонального общения со своими учениками, многие из которых так никогда и не получили шанс личного контакта с ним. Часто Прабхупада даже не мог присутствовать на церемониях посвящения в ученики и использовал систему так называемой «заочной инициации»: будущие ученики получали от основателя ИСККОН письмо, в котором тот перечислял их новые санскритские имена и объяснял их значение.
Прабхупада поддерживал активную переписку со своими учениками. В ранние годы он делал это лично, а позднее — через своих секретарей. Давая своим ученикам наставления и советы, порицая и поощряя их, он обеспечивал в их жизни «сильное отцовское присутствие». Как отмечает Фрэнсин Дэнер, Прабхупада фактически выполнял роль посредника между Богом и своими последователями. Поддерживая определённую дистанцию со своими учениками, он, тем самым, вдохновлял в их сердцах ещё большую преданность себе, оставаясь для них недоступной отцовской фигурой, подобной самому Богу. Обещая своим последователям привести их «домой, обратно к Богу», Прабхупада являлся для них воплощением «власти, любви и прибежища», образцом «божественности в человеке». Несмотря на все суровые требования, которые основатель ИСККОН ставил перед своими учениками, их сердца переполняли любовь и уважение к нему.
Как отмечает Д. Г. Мелтон, до середины 1970-х годов отношение западной публики к Прабхупаде и его движению было положительным. Пресса благосклонно относилась к основателю ИСККОН, описывая его как интересную новую фигуру, лидера небольшого экзотичного религиозного движения. В новостных репортажах журналисты пытались достоверно описать кришнаитов, их вероучение и странные религиозные практики. Преобладал дух любопытства, в то время как враждебность практически отсутствовала. Из всех религиозных групп, кришнаиты были «самыми заметными» и «самыми красочными и мгновенно узнаваемыми», они «чаще всего становились мишенью юмора и сатиры».
Однако, к середине 1970-х годов столь бурная экспансия гаудия-вайшнавизма породила враждебное отношение к кришнаитам со стороны некоторых сегментов американского общества. Как отмечает Д. Г. Мелтон, «для многих людей ИСККОН стал олицетворять вторжение азиатской религии в американскую жизнь». Основанное Прабхупадой движение превратилось в одно из наиболее полемических и критикуемых новых религиозных движений на Западе, уступая в этом, пожалуй, только Церкви Объединения. ИСККОН оказался одной из первых религиозных групп, подвергшихся нападкам со стороны зарождавшегося антикультового движения. В основном благодаря негативной пропаганде антикультистов и попавших под их влияние СМИ, в умах западной (в особенности американской) публики сложилось впечатление, что ИСККОН представлял собой опасную секту, занимавшуюся похищением людей, промыванием мозгов и агрессивным прозелитизмом. Как отмечает Джеймс Бекфорд, формированию столь негативного образа ИСККОН в сознании западного общества, в частности, способствовал тот факт, что в 1970-е годы ИСККОН начал культивировать «более коммерческий» подход в своей миссионерской деятельности. Кришнаиты активно занимались продажей своей литературы, сбором пожертвований у публики, а также обслуживанием религиозных нужд индуистских общин в крупных городах. В частности, кришнаиты подвергались резкой критике за (часто назойливый и даже агрессивный) сбор денежных пожертвований в аэропортах и других публичных местах. Властями были предприняты попытки ограничить контакт кришнаитов с пассажирами. В результате ИСККОН оказался втянут в целую серию судебных разбирательств. Д. Г. Мелтон и Р. Мур, в свою очередь, полагают, что основной причиной обрушившейся на Прабхупаду и его последователей критики были стандарты духовной чистоты, установленные в ИСККОН. Последователи Прабхупады всячески старались «отделить себя от мира иллюзии». Это «отделение» заключалось для них в принятии нового имени на санскрите; стремлении воздержаться от общения с «некришнаитами» и от чтения литературы, не имеющей отношения к «сознанию Кришны»; ежедневном ритуальном омовении; и употреблении в пищу исключительно прасада (вегетарианской пищи, ритуально предложенной Кришне). Практикуя принцип «необщения с неверными», кришнаиты избегали поддерживать контакт с членами своих семей. Таким образом, стиль жизни кришнаитов в 1970-е годы сильно ограничивал их контакт с внешним миром. С началом антикришнаитской кампании со стороны антикультистов эта изоляция значительно возросла: любые связи с «некришнаитами» стали рассматриваться как источник потенциальных проблем для ИСККОН. Как отмечает Э. Б. Рочфорд, с начала 1970-х годов и вплоть до смерти Прабхупады в 1977 году, ИСККОН оказался «более закрыт для общества, чем когда бы то ни бы ло в своей истории».
Активная миссионерская деятельность кришнаитов вкупе с практикуемым ими «решительным отречением от семейных связей и ценностей», вызвали негативную реакцию со стороны членов семей последователей Прабхупады. Дело дошло до того, что недовольные родители начали нанимать депрограмматоров, которые похищали (как правило, совершеннолетних) кришнаитов из ашрамов и пытались через депрограммирование вернуть их к «нормальной жизни». Депрограммирование, осуществляемое «консервативными депрограмматорами-христианами» считалось успешным, если попавший в их руки кришнаит начинал есть мясо, употреблять алкогольные напитки и заниматься сексом вне брака. Клаус Клостермайер объясняет причину столь «революционного консерватизма» в рядах христиан-антикультистов тем, что, в отличие от ИСККОН, традиционные религиозные организации на Западе оказались не в состоянии вдохновить своих приверженцев следовать столь строгим моральным принципам.
Прабхупаду ничуть не смущали атаки на его движение. Как отмечает Д. Г. Мелтон, он с уверенностью продолжал заниматься миссионерской деятельностью, подготавливая ИСККОН к своему «уходу из этого мира». До самой своей смерти основатель ИСККОН продолжал путешествовать, выступать с лекциями, выполнять административные функции, а также заниматься писательской и переводческой деятельностью, которая к концу жизни стала занимать у него бо́льшую часть времени. В период 1967—1977 годов Прабхупада объехал вокруг света четырнадцать раз, открыл более 100 новых храмов, встретился со многими известными людьми, и дал посвящение тысячам учеников.

### Смерть
Прабхупада умер вечером в понедельник, 14 ноября 1977 года, после шестимесячной болезни. Свои последние дни он провёл в окружении своих учеников в апартаментах, расположенных на территории Храма Кришны-Баларамы во Вриндаване. Прабхупада умер под звуки киртана, который пели его ученики. 15 ноября его тело пронесли на паланкине по улицам Вриндавана и захоронили во дворе храма Кришны-Баларамы. Впоследствии на этом месте был воздвигнут мраморный мавзолей (самадхи).

### Проблемы в нирване: потрясения в ИСККОН после смерти лидера
ИСККОН как организации сейчас немногим более тридцати лет (если вести отсчёт с момента прибытия А. Ч. Бхактиведанты Свами в Америку). За это время, почти поколение, можно ясно проследить две основные стадии в его развитии: двенадцать лет драматического успеха и всемирной экспансии в период жизни Прабхупады, и более неопределённый период (как успехов, так и проблем) после его смерти в 1977 году. На этой второй стадии его последователи боролись за то, чтобы культивировать и заботиться о растущем растении, которое за последние два десятилетия разрослось по всему миру.
В 1970 году Прабхупада сформировал Руководящий совет ИСККОН и незадолго до своей смерти полностью передал бразды правления в руки его членов. Несмотря на предпринятые Прабхупадой меры, его смерть в ноябре 1977 года вызвала в ИСККОН острый кризис власти, который сильно дестабилизировал положение внутри организации и стал поворотным пунктом в её развитии. «Постхаризматичные» проблемы были, в частности, вызваны тем, что (подобно другим харизматичным религиозным лидерам) Прабхупада не оставил своим ученикам точных и ясных инструкций о том, кто и как должен управлять движением после того, как он «оставит своё тело».
Летом 1977 года, будучи уже тяжело больным, Прабхупада назначил 11 своих старших учеников в качестве ритвик-гуру, поручив им от своего имени проводить обряды инициации. После смерти Прабхупады, эти 11 учеников начали выполнять роль обыкновенных гуру, предлагая дикшу (инициацию) всем, кто принимал их в качестве духовного учителя. При этом они начали рассматривать себя как духовных преемников Прабхупады и требовать по отношению к себе такого же уважения и поклонения, которое ранее оказывалось самому Прабхупаде. «Преемники» поделили мир между собой на 11 регионов, так называемых «зон». Ставший во главе каждой из этих «зон» гуру сосредоточил в своих руках всю полноту «политической, экономической и духовной власти». На территории своей «зоны» гуру имел эксклюзивное право проповедовать, инициировать новых учеников и руководить деятельностью храмов. Многие из этих гуру «скорее правили как автократы, а не как просветлённые лидеры» и, как отмечает Э. Б. Рочфорд, де-факто возглавили в своих «зонах» независимые движения. Эта система получила название «системы зональных ачарьев» и просуществовала более 10 лет. Её создание привело к конфликту между бюрократической властью Руководящего совета и харизматичной властью «инициирующих гуру». Масло в огонь подливало поведение некоторых из 11 избранников: они состязались между собой в силе и влиянии, и в то же время вели жизнь, не соответствовавшую моральным и духовным стандартам, установленным в руководимом ими движении. В результате ИСККОН сотрясла серия громких скандалов, в которые оказались замешаны большинство из 11 избранников Прабхупады. Многие старшие члены движения, считая, что Прабхупада на самом деле никогда не назначал этих 11 гуру своими преемниками, отказались признавать их легитимность и покинули ряды движения. В результате, ИСККОН оказался на грани раскола, а его миссия по распространению «сознания Кришны» на Западе — под угрозой срыва.
ИСККОН смог справиться с возникшими трудностями с помощью серии реформ и преобразований. В 1986 году внутри ИСККОН началось реформаторское движение, которое добилось от Руководящего совета проведения реформ института гуру. В результате, система «зональных ачарьев» была упразднена, а количество гуру резко возросло: от 30 до 60 в 1990 году и до 80 в 1993 году. По данным на 2005 год в ИСККОН было более 80 гуру.
Как отмечает религиовед и один из лидеров-реформаторов ИСККОН Уильям Дедуайлер: «Через борьбу и трудности, ИСККОН был вынужден осознать свою ограниченность, и, на институциональном уровне, создать структуры самокритики и самоисправления». Юджин Галлахер, в свою очередь, полагает, что тот факт, что первые «послепрабхупадовские» годы в ИСККОН были омрачены злоупотреблениями властью, сыграл на руку приверженцам антикультового движения, постулировавшим, что лидеры «сект» были мошенниками и эксплуататорами. Только в случае с ИСККОН к этой «мошеннической категории» относился не сам Прабхупада, а первое поколение его духовных «наследников», на плечах которых и лежит ответственность за творившиеся в ИСККОН беззакония.

## Взгляды

### Прабхупада, наука и религия: ведическая духовная наука против западного материализма
Прабхупада впервые затронул тему науки и религии в своих самых ранних публикациях: статьях, написанных в 1940-е — 1950-е годы для журнала Back to Godhead в Индии. Эта тема стала центральной для многих из его статей этого периода. В 1960 году Прабхупада опубликовал свой базовый текст по науке и религии — брошюру «Лёгкое путешествие на другие планеты». В ней он изложил своё видение того, как индуистская «духовная наука» могла заменить западную материалистическую науку и религию.
Прабхупада решительно отвергал современное западное мировоззрение, с которым ему пришлось столкнуться в колониальной Индии. Он (а вслед за ним и его последователи) рассматривали западную науку и всё западное общество как изжившую себя, разложившуюся систему. По мнению Бенджамина Зеллера, Прабхупада попытался «присвоить лавры и престиж науки» и одновременно с этим «поставить под сомнение ценность западной натуралистической науки, которую британцы импортировали в Индию».
Прабхупада сформулировал свою позицию по науке, религии и взаимоотношениям между ними сразу же по прибытии на Запад. Он привёз с собой из Индии брошюру, в которой описал основную цель своего приезда следующим образом: «распространить по всему миру научное знание о Боге». По мнению Бенджамина Зеллера, именно убеждённость в том, что люди могли «научно познать Бога и обучить этому процессу других», была основной идеей Прабхупады, «придавшей форму» основанному им движению. Прабхупада и его последователи отвергли научную парадигму и западный истеблишмент, но вовсе не отвергали концепцию науки. Вместо этого они искали в индуистской традиции замену западной, ставили перед собой цель заменить западную науку альтернативной моделью, основанной на индуистских текстах, которые в их глазах были «более точными» и отвечали социальным нуждам лучше «эмпиризма и натурализма западной науки». Прабхупада и ИСККОН предложили обществу свой «научный» подход в понимании Бога, духовную науку богопознания, основанную на индуистских текстах, а не на нормах западной науки.
Прабхупада утверждал, что любой, кто искренне изучил бы гаудия-вайшнавизм, нашёл бы в нём наиболее совершенные ответы на вопросы о человеке и его месте во вселенной, — ответы более совершенные, чем те, которые давали другие религиозные традиции и «материалистическая наука». В других случаях Прабхупада заявлял, что гаудия-вайшнавизм сам представлял собой науку. Так, он неоднократно подчёркивал, что «сознание Кришны» — это «наука самоосознания». Прабхупада считал, что «сознание Кришны» заслуживает называться наукой потому, что учит универсальным принципам поклонения Богу и, в отличие от «сектантских догм», не зависит от времени, места и культуры. Первым принципом этой духовной науки он называл то, что «я» отлично от тела. Прабхупада, в частности, говорил: «Я —это тело или же что-то ещё? Это — первый вопрос, на который я пытаюсь ответить. Но некоторые мои слушатели думают, что это — разновидность индийской культуры. Это — не индийская культура. Это — научное представление».
Пропагандируя свою «духовную науку», Прабхупада выступал с резкой критикой «материалистической науки», называя её аморальной и упорствующей в своих заблуждениях. Прабхупада и его последователи, в частности, подчёркивали, что спонсируемая правительством и крупными корпорациями наука была не в состоянии улучшить качество жизни людей и избавить их от страданий. Взгляды Прабхупады определили официальную позицию ИСККОН в области взаимоотношений науки и религии: западная наука потерпела крах, на смену ей должна заступить более созвучная духовности альтернатива, предлагаемая ИСККОН.
Прабхупада отвергал теорию эволюции Дарвина, называя её «вздором», а самого Чарлза Дарвина и его последователей — «негодяями». Он предлагал «индуистскую версию великой цепи бытия» и проповедовал о том, что Кришна создал вселенную несколько миллиардов лет назад и что все биологические виды были созданы им одновременно. Американский историк религии Ч. Маккензи Браун отмечает, что хотя сам Прабхупада называл свои взгляды «ведическими», его антиэволюционная позиция в основном базировались не на Ведах и Упанишадах, а на базовых текстах гаудия-вайшнавизама — «Бхагавад-гите» и «Бхагавата-пуране». Прабхупада относил эти классические санскритские тексты к категории «ведийских» и считал, что они постулировали непогрешимые истины о физических и духовных сферах бытия. Он настаивал на буквальной интерпретации этих «ведических писаний», утверждая, что в них содержатся точные исторические и научные данные о вселенной.
Клаус Клостермайер называет «массированную атаку» Прабхупады на современную науку «неквалифицированной» и «вызывающей удивление», особенно если принять во внимание тот факт, что начиная с конца XIX века другие выдающиеся индийские мыслители (Даянанда Сарасвати, Вивекананда, Ауробиндо, Радхакришнан, Кришнамурти, и др.) всячески стремились доказать существование гармоничной связи между индуизмом и наукой. В то же время, по мнению Клостермайера, позиция Прабхупады по этому вопросу является последовательной и её можно легко понять и объяснить: его «фундаменталистское прочтение» священных писаний не оставляло ему возможности для компромисса со взглядами современной науки на природу мира. Клостермайер также высказал мнение, что пропагандируя «Бхагавата-пурану» с её «красочной космологией» (которая воспринимается как разновидность научной фантастики), Прабхупада и его последователи поощряли среди американской молодёжи «антинаучные» и «антиинтеллектуальные» тенденции, интерес к научной фантастике, а не к науке.
Для исследования отношений между наукой и религией, Прабхупада основал в 1976 году Институт Бхактиведанты — организацию, которая позиционировала себя как «международную ассоциацию учёных, занимающихся координацией отношений между наукой и религией…». Институт объявил своей основной задачей «продвижение исследований альтернативных парадигм, необходимых как в науке, так и в религии, для систематического изучения и понимания неквантитативных аспектов окружающего нас мира — в особенности природы жизни и сознания».

### Прабхупада, Веды, индуизм и ИСККОН: проблемы религиозной идентификации и трудности терминологии
Очевидно, что Прабхупада идентифицировал себя как гаудия-вайшнава, или кришнаита, но в то же самое время нередко высказывался против того, чтобы проповедуемое им вероучение и основанное им движение ассоциировались с более обширным образованием — индуизмом. Проанализировав многочисленные высказывания Прабхупады на эту тему, Ян Бжезински пришёл к выводу, что Прабхупада отрицал термин «индуизм», считая его «неверным, пришедшим извне традиции», и полагал, что у «иноземцев» слово «индуизм» имело негативную окраску.
Согласно Яну Бжезински, Прабхупада использовал для обозначения религии, принимающей авторитет Вед, её истинное название — санатана-дхарма, и пытался объяснить, что является аутентичной формой этой религии. Таким образом, Прабхупада принадлежал к числу тех индуистов, которые ратуют за правильное истолкование термина «индуизм». Он понимал, что этот термин тесно ассоциируется с этнической принадлежностью и не хотел принимать его из-за своих «трансценденталистских» взглядов. Он стремился как можно больше дистанционироваться от «географических» или «национальных» значений этого термина и подчеркнуть универсальную сущность санатана-дхармы. Также необходимо принять во внимание тот факт, что термин индуизм неизменно вызывал в умах людей ассоциацию с такими враждебными бхакти понятиями, как монизм, политеизм и кастовая система — понятиями, с которыми ИСККОН не хотел иметь ничего общего. Таким образом, избегая шаблонной терминологии, Прабхупада надеялся сделать ИСККОН привлекательным для наиболее широкого круга людей. Мэлори Най называет такой подход основателя ИСККОН стратегическим приёмом. Прабхупада считал отождествление основанной им организации с индуизмом контрпродуктивным, так как это давало дополнительный повод западным людям рассматривать проповедуемую им религиозную традицию как чужеземную. Похожее мнение высказал в 1985 году Э. Б. Рочфорд: Прабхупада, зная о существовании негативного образа индуизма в умах американской публики, не желал, чтобы его ИСККОН ассоциировался с этой религией.
Ян Бжезински, в свою очередь, называет такой подход в проповеди индуизма «универсалистским» и отмечает, что он вовсе не был нововведением Прабхупады. Универсализму основателя ИСККОН проложили путь другие индуистские миссионеры до него, которые изложили «понимание вселенских принципов религии, не связанных с телесными обозначениями». Подобно Прабхупаде, они считали индуизм традицией, «превосходящей» себя. Так, Саваркар говорил, что «индус больше всего индус, когда он перестаёт быть индусом», то есть, когда он выходит за пределы своего собственного «индуизма». Прабхупада сделал отправной точкой своей проповеди тот же принцип — «мы — не тело». Бжезински находит рассуждения Прабхупады на эту тему близкими идеям Вивекананды, который говорил: «Я индус. Я сижу в моем собственном колодце и думаю, что мой колодец — это весь мир. Христианин сидит в своём маленьком колодце и думает то же самое. Мусульманин сидит в своём колодце и думает, что весь мир — это его колодец». Индолог Кунрад Эльст высказывается в похожем ключе: он называет проповедь Прабхупадой и другими индуистскими миссионерами универсалистских идей «характерной чертой современного индуизма». К. Эльст считает, что успех этой миссионерской стратегии обусловлен тем, что уставшие от религиозных ярлыков западные люди гораздо более положительно воспринимают проповедь именно такого рода, а не открытые попытки обращения в индуизм. В этом К. Эльст видит причину того, что последователи Прабхупады, практикуя «чисто индуистские ритуалы», ведя «чисто индуистский образ жизни» и поклоняясь «чисто индуистскому богу», часто отказываются называть себя индуистами.
Мэлори Най обращает внимание на то, что со времени смерти Прабхупады, подход к этому вопросу внутри ИСККОН сильно изменился в виду его «индианизации» и вызванной ей «индуизации». В рядах ИСККОН неуклонно растёт удельный вес этнических индусов, что приводит к разрушению культурного барьера между «сознанием Кришны» и индуизмом как таковым, — барьера, который пытались воздвигнуть Прабхупада и, в след за ним, первые последователи ИСККОН. В результате, ИСККОН всё больше стремится идентифицировать себя с индуизмом, параллельно с этим продолжая подчёркивать духовное превосходство своей гаудия-вайшнавской традиции.
Прабхупада часто упоминал слово «ведический» и говорил о необходимости принятия авторитета «ведических писаний». Как отмечает Ян Бжезински, основатель ИСККОН использовал этот термин для обозначения всей совокупности индуистской литературы, а не только четырёх Вед, как это принято в индологической науке. То есть, фактически, Прабхупада придавал этому термину то же значение, что и большинство индуистов. Более подробно эту тему анализирует немецкий индолог Рахул П. Дас. Он выделяет три основных варианта использования Прабхупадой термина «ведический». В первом из них, Прабхупада придаёт термину практически то же значение, что и западные классические индологи; во втором — использует его по отношению к текстам, в которых, по его мению, содержатся ведические идеи; в третьем — применяет термин в его самом древнем значении — для обозначения только ведийских самхит (четырёх вед).
Наиболее точными терминами для обозначения религиозной системы, принимающей авторитет Вед, Прабхупада считал слова санатана-дхарма и варнашрама-дхарма. Говоря о санатана-дхарме, Прабхупада, как правило, разбивал это слово на две части. Слово «дхарма» он переводил не как «религия», а как «предписанное занятие, обязанность». Он анализировал происхождение слова дхарма от санскритского корня «дхр», определяя его как «то, что поддерживает живое существо» («Шримад-Бхагаватам», 1.2.6, комментарий) или «то, что постоянно присутствует в конкретном объекте» («Бхагавад-гита», вступление). Переводить слово дхарма как религия, по мнению Прабхупады, было неверно, так как такой перевод не отражал смысл этого слова. Религия — это тип веры, которую можно поменять, в то время как дхарма — неотъемлемая обязанность человека, которую Прабхупада определял как «служение Богу». Таким образом, согласно Прабхупаде, выражение «санатана-дхарма» истолковывалось как «вечное свойство живого существа» или его нитья-сварупа, вечная форма. В другом месте Прабхупада определял санатана-дхарму как путь, ведущий индивида к вечности. Таким образом, для Прабхупады понятие санатана-дхарма означало как вечное и органически присущее душе положение слуги Бога, так и процесс, с помощью которого душа осознает это своё положение.
Для обозначения индуизма и других религий Прабхупада применял термин «вера». Его логика была такова: так как служение Богу — это санатана-дхарма, вечное и изначальное положение живого существа, то процесс возрождения этого вечного положения применим ко всем людям, вне зависимости от их расовой, национальной, кастовой или религиозной принадлежности. Таким образом, по Прабхупаде, санатана-дхарма (а вместе с ней и «сознание Кришны») находится за пределами индуизма и других вероисповеданий.

### Прабхупада и политика: сознание Кришны как панацея от политиков-негодяев
Как отмечает Стивен Кент, политическая платформа Прабхупады базировалась на попытке убедить людей изменить свой стиль жизни и посвятить себя культу преданности Кришне. Прабхупада был убеждён в том, что если люди встанут на путь «любовного преданного служения» Кришне, все политические проблемы в обществе постепенно исчезнут. При этом, под изменением стиля жизни Прабхупада понимал отказ от мясоедения, азартных игр, употребления одурманивающих средств и «незаконного секса».
В первой половине 1970-х годов некоторые из учеников Прабхупады активно пытались войти в большую политику. С одобрения своего гуру, они несколько раз участвовали в выборах разного уровня, и даже основали в США кришнаитскую политическую партию. Поначалу Прабхупада поощрял своих учеников заниматься политической деятельностью. В 1971 году секретарь Прабхупады Шьямасундара разослал во все кришнаитские храмы копию письма, в котором основатель ИСККОН утверждал, что его последователи «могут делать для Кришны всё, что угодно, даже проповедовать сознание Кришны занимаясь политикой». Первые попытки учеников Прабхупады попробовать себя на новом поприще не заставили себя долго ждать. В январе 1972 года Амарендра (Дэвид Либерманн) — президент храма в городе Гейнсвилл (штат Флорида) — написал Прабхупаде о желании выставить свою кандидатуру на выборах мэра Гейнсвилла. Прабхупада горячо одобрил эту идею. В письме, датированном 4 марта 1972 года, он писал Амарендре: «Я очень доволен тем, что ты начал заниматься политикой. … Мы получим хорошую возможность широко проповедовать и продавать нашу литературу. Так что, воспользуйся этим». Назвав современных политиков «карманными воришками» и «лидерами-негодяями», Прабхупада выразил уверенность, что его ученики смогут «вывести этих Никсонов на чистую воду и устранить их … вы сами будьте президентом — это моя надежда на спасение сбитого с толку человечества от тотального хаоса». Базовые политические инструкции для своих учеников Прабхупада изложил в другом письме Амарендре, написанном 1 марта 1972 года:
Наша платформа должна быть очень простой: нет никакого другого жертвоприношения, необходимого для процветания граждан, кроме как санкиртана-яджна [церемониальное жертвоприношение, заключающееся в воспевании имён Кришны]. Городские жители могут регулярно собираться вместе, петь «Харе Кришна» и проводить фестивали, постоянно празднуя, распространяя вкусную еду. Кого не привлечёт подобная программа? Это наш простой метод, ничего больше не надо.
В другом письме Амарендре, датированном 12 июня 1972 года, Прабхупада писал о том, что «Кришна хочет иметь своих людей на высоких должностях. Так что постепенно мы будем пытаться оказать влияние на лидеров этой страны и других стран, чтобы побудить их базировать свою политическую деятельность на платформе сознания Бога». В конце того же письма Прабхупада советовал Амарендре передать свой политический опыт другим американским кришнаитам. В декабре 1971 и 1972 году Прабхупада горячо поддержал другого своего ученика, Балаванту (Уильяма Огла), который задумал выдвинуть свою кандидатуру на пост мэра города Атланты. В своём письме от 23 февраля 1972 года Прабхупада подчёркивал, что политическая платформа Балаванты должна быть простой: «Ты можешь представить гражданам простую программу, с помощью которой они смогут очиститься и вновь обрести потерянное счастье — часто собираться вместе и петь „Харе Кришна“, вот и всё».
В 1972 году оба кандидата проиграли на выборах, но, несмотря на это, продолжили свою политическую карьеру. В январе 1973 года Амарендра выставил свою кандидатуру на выборах мэра Далласа, где за него отдали свои голоса около 1000 избирателей. В том же 1973 году, Балаванта баллотировался на выборах в Законодательное собрание штата Джорджия, а годом позднее снова принял участие в выборах мэра. К этому времени Прабхупада укрепился во мнении, что участие его учеников в политических кампаниях открывало широкое поле для проповеди «сознания Кришны». В одной из бесед с Балавантой он даже заявил, что все президенты храмов ИСККОН должны выдвигать свои кандидатуры на выборах, так как такого рода опыт даст им возможность научиться лучше проповедовать и общаться с публикой. Следуя наставлениям своего гуру, в 1974 году кришнаиты основали политическую партию «In God We Trust Party for Purified Leaders» (в буквальном переводе «На Бога уповаем — партия очистившихся лидеров»), которая в том же году объявила о намерении выставить своих кандидатов на выборах в Атланте, Далласе, Округе Колумбия, Гейнсвилле, Лос-Анджелесе, Нью-Йорке и Филадельфии. Называя себя антикоммунистической, партия издавала свою газету The New World Harmonist, предлагала для всех политиков набор строгих моральных норм, выступала за введение кастовой системы в американских школах, и рекомендовала американским гражданам, независимо от их религиозной принадлежности, практиковать «пение имён Бога».
Политическая эйфория продолжалась недолго: в июне 1974 года Прабхупада резко изменил своё отношение к амбициям ИСККОН на политическом поприще. 8 июня 1974 года, в письме к одному из своих учеников, Прабхупада писал: «Я остановил политическое движение, потому что оно не поможет нам. Это очень грязная атмосфера. Лучше не ввязывайтесь в эти вещи, не тратьте деньги и духовную энергию». Два дня спустя он написал письма трём своим ученикам (Амарендре в Гейнсвилле, Балаванте в Атланте и Равиндре Сварупе в Филадельфии), описав в них свои возражения против участия ИСККОН в политике. В письме к Балаванте он, в частности, указал на то, что участие религиозной организации в политических кампаниях противоречило американским законам и могло привести к потере ИСККОН безналогового статуса. В то же время, Прабхупада высказался против создания отдельной кришнаитской политической структуры, так как это не соответствовало бы духовным целям ИСККОН. К тому же у ИСККОН не было достаточно средств для финансирования политических кампаний своих членов. Принимая всё это во внимание, Прабхупада посоветовал своим ученикам отказаться от политических амбиций и заняться более важным делом — культивацией брахманических качеств. Лишившись поддержки основателя ИСККОН, кришнаитская политическая программа вскоре была свёрнута.
Как отмечает Стивен Кент, Прабхупада очень резко критиковал современных ему политиков и надеялся на политический успех своих учеников-идеалистов, но его политическая платформа не соответствовала реалиям того времени. Клаус Клостермайер, в свою очередь, полагает, что для американской молодёжи 1970-х годов, разочаровавшейся в коррумпированной американской политической системе, реализация предлагаемых Прабхупадой политических идей казалась гораздо более привлекательной перспективой, чем влачение жалкого существования под гнётом существующего строя. По мнению Клостермайера, негативные результаты отсутствия в обществе надлежащей дисциплины были столь очевидны и столь малопривлекательны, что идеи строго дисциплинированной жизни казались гораздо более разумными, чем требование ещё больших свобод. Подытоживая, Клостермайер утверждает, что довольно легко можно себе представить «индийское прошлое американским будущим»: «…люди с неповреждённым основным инстинктом могут найти индийское прошлое (хоть и представленное кришнаитами в идеализированных тонах) более привлекательным, чем будущее, которое можно экстраполировать из существующих в американском обществе тенденций».

### Ведическая монархия как идеальная альтернатива вздорному демократическому правлению ослов: различные политические режимы глазами Прабхупады
Демократическое правительство со временем становится неспособным удовлетворять нужды народа, и тогда некоторые силы пытаются привести к власти диктатора. Диктатура — это та же монархия, но с правителем, который не получил должной подготовки. Люди будут счастливы только тогда, когда квалифицированный руководитель, называйся он монархом или диктатором, возьмёт власть в свои руки и станет править в соответствии с принципами, сформулированными в авторитетных писаниях.
Прабхупада выступал с резкой критикой демократии и утверждал, что идеальной системой правления является монархия. Демократическую форму правления, при которой у главы государства очень мало властных полномочий, Прабхупада называл «фарсом», «вздорной» формой правления. По его мнению, демократически избранные правители хотят лишь наслаждаться властью и являются «безответственными». Демократические правительства он именовал «правительствами ослов». Он, в частности, утверждал: «всё население состоит из ослов, которые голосуют и выбирают такого же как они осла главой правительства». В ряде случаев, Прабхупада называл демократию «демонкратией» («властью демонов»), или даже «вздорной демонкратией».
Рассуждая о преимуществах монархии, Прабхупада превозносил фигуру идеального монарха, который должен был править под чутким руководством брахманов и святых, следуя по стопам своих великих праотцев, и одним из качеств которого должна была быть способность «безжалостно наказывать нежелательные социальные элементы». В своих комментариях к «Бхагавата-пуране» Прабхупада неоднократно рассуждал о преимуществах монархии над демократией. В частности, он утверждал, что установление такой сильной формы правления как монархия, способствовало бы поддержанию среди населения религиозных и моральных принципов, принесла бы в жизни поданных счастье и благополучие.
Выступая в 1973 году с лекцией в Лондоне, Прабхупада заявил, что если бы королева Великобритании обратилась в кришнаизм и стала «представителем Кришны», то это бы кардинально «изменило всё лицо» страны. В ряде случаев Прабхупада утверждал, что диктатура была предпочтительнее демократии. При этом, основной причиной появления диктатуры он называл неспособность лидеров государства удовлетворить нужды народа.

### Варнашрама-дхарма: Прабхупада и его идеи об идеальном социальном устройстве для всеобщего счастья
Согласно определению историка А. К. Маджумдара варнашрама-дхарма — это «правила поведения, установленные для человека в зависимости от его принадлежности к определённой касте, а также к определённому укладу жизни, как, например: „брахмана-брахмачари должен носить с собой посох из дерева палаша“». Прабхупада, в свою очередь, даёт несколько иное определение варнашрамы. Для него это социальный институт, «духовная социальная структура», описанная в «ведических писаниях» естественная система социального устройства общества, при которой люди, посвящая свою деятельность Богу, прогрессируют духовно и становятся счастливыми. Критикуя современное материалистическое общество, Прабхупада призывает к созданию (сначала в ИСККОН, а затем и в обществе в целом) системы варнашрама-дхармы.
Э. Лоренц отмечал в 2004 году, что в ИСККОН отсутствует консенсус о том, что же такое варнашрама, но присутствует убеждённость, что установление внутри организации этой системы благоприятно скажется на её «здоровье». В ИСККОН распространено мнение, что миссию Прабхупады невозможно успешно осуществить, не пропагандируя его учение о варнашраме. Многие кришнаиты (в том числе некоторые из духовных лидеров) считают, что основной причиной проблем в ИСККОН является неспособность кришнаитов жить в согласии с принципами варнашрамы. Они призывают обратить внимание на наставления Прабхупады, призывавшего организовать ИСККОН как «общество варнашрамы» и сделать его «привлекательной моделью» этой системы социально-духовного устройства.
Прабхупада впервые упоминает термин варнашрама-дхарма в своей речи «Разрешение современного кризиса с помощью „Бхагавад-гиты“», произнесённой в 1950 году в Мадрасе. Одной из причин кризиса он называет отсутствие в обществе системы обучения варнашрама-дхарме. Свои идеи о варнашраме Прабхупада впервые изложил в серии статей («Низшие из людей», «Чистота поведения» и «Стандартная мораль»), напечатанных в журнале Back to Godhead в 1956—1958 годах. В статье «Низшие из людей», Прабхупада заявляет, что 99,9 % населения земли не следуют принципам варнашрама-дхармы и поэтому относятся к морально деградировавшей категории нарадхама (низших из людей). В статье «Чистота поведения» он пишет, что прекратив соблюдать обряд габхадхана-самскары и другие обряды, «индуистское общество потеряло своё значение». После основания ИСККОН в 1966 году, Прабхупада начал регулярно затрагивать тему варнашрамы в своих трудах и проповеди. Так, в комментариях к 5-й сканде «Бхагавата-пураны» он пишет, что распространяет ИСККОН по всему миру с целью «снова установить» систему варнашрамы и тем самым спасти человеческое общество от адской жизни. В комментариях к 4-й сканде лидер ИСККОН утверждает, что «для того, чтобы исправить ситуацию в мире» людей нужно обучать «действовать в согласии с системой варнашрамы». В комментариях к 10-й сканде Прабхупада заявляет, что ИСККОН активно стремится «снова установить в человеческом обществе систему варнашрамы» чтобы дать возможность сбитому с толку человечеству получать наставления от «квалифицированных брахманов». В комментариях к 7-й сканде Прабхупада пишет, что без варнашрамы, материальная деятельность подобна деятельности животных. Прабхупада утверждает, что одним из предназначений ИСККОН является «восстановление варнашрамы», но в то же время признаёт, что возродить систему варнашрамы в её первозданном виде в современном социальном, политическом и экономическом контексте не представляется возможным.
Тех, кто следует варнашраме, Прабхупада называет ариями. Санскритское слово арья часто встречается в «Бхагавата-пуране» в значении «благородный», «уважаемый». Давая этому термину другое определение, Прабхупада делит общество на два класса: ариев и неариев. Арии для него — это прогрессивная часть человечества, которая исторически жила в соответствии с «ведическими принципами». Прабхупада даёт определение ариям в основном в социальном, культурном и религиозном контексте, и только изредка — в расовом или смеси социокультурного и расового контекстов. Термины «ведическая цивилизация», «арийская цивилизация» и варнашрама-дхарма он использует практически как синонимичные. Целью своего движения он, в ряде случаев, объявляет «превращение людей в ариев».
Продвигаемые Прабхупадой идеи варнашрамы не новы и встречаются в трудах Бхактивиноды Тхакура и его сына Бхактисиддхаты Сарасвати (духовного учителя Прабхупады). Бхактивинода почти за 100 лет до Прабхупады сформулировал понятие вайгьяника-варнашрамы — «древней и научной» системы варнашрамы, отличной от современной ему кастовой системы. Бхактисиддханта, в свою очередь, среди основных целей Гаудия-матха упоминал «восстановление системы дайви-варнашрамы». Различные утверждения о варнашраме, которые можно найти в книгах, лекциях и беседах Прабхупады показывают, что он выступил продолжателем идей Бхактивиноды и Бхактисиддханты. Также как и его предшественники, основатель ИСККОН верил в то, что в древности в Индии существовала «божественная и научная социальная система». Подобно Бхактисиддханте, Прабхупада основал религиозное движение с целью восстановить варнашраму, которую он считал «совершенной формой человеческой цивилизации».
В комментариях к «Бхагавад-гите», «Бхагавата-пуране» и «Чайтанья-чаритамрите», Прабхупада, в общей сложности, обращается к теме варнашрамы около 300 раз. В «Бхагавата-пуране» он упоминает варнашраму в несколько раз чаще, чем это делали другие гаудия-вайшнавские комментаторы до него. Проведённый Э. Лоренцем анализ показал, что Прабхупада затрагивает тему варнашрамы в 113 из своих комментариев к «Бхагавата-пуране», в то время как его предшественники (Вирарагхава Ачарья, Шридхара Свами и др.) толкуют некоторые санскритские слова в контексте варнашрамы всего лишь 13 раз. В большинстве тех комментариев, в которых Прабхупада обсуждает тему варнашрамы, это слово не упоминается ни в соответствующем стихе, ни в комментариях предшественников Прабхупады к этому стиху. Лишь в 29 из 113 откомментированных Прабхупадой стихах «Бхагавата-пураны» встречаются термины варна, ашрама и дхарма. Э. Лоренц делит утверждения о варнашраме в комментариях Прабхупады на пять основных групп: утверждения о статусе, целях, ограничениях, структуре и истории варнашрама-дхармы. В 35 % комментариев Прабхупада обсуждает статус варнашрамы; в 32 % — её цели; в 16 % — её правила и предписания; в 14 % — её структуру; и в 3 % — её историю.
В своих книгах, лекциях и беседах, Прабхупада говорит о варнашраме как о практической социально-политической структуре, которую современные правительства могут установить с помощью ИСККОН и его «квалифицированных брахманов». Прабхупада даже вынашивал планы создания «университета варнашрамы», в котором его последователи могли бы учиться на «квалифицированных брахманов, кшатриев и вайшьев».

### Ведическое образование как средство спасения детей от индоктринации «чувственным удовлетворением» и «умственными спекуляциями»
Воспитывать детей — это большая ответственность. Будущий родитель должен быть уверен в том, что сможет освободить своего ребёнка из оков рождения, смерти, болезни и старости. Если такая убеждённость присутствует, то тогда нет никаких возражений против того, чтобы иметь сотни детей и воспитывать их в сознании Кришны.
Дети имели для Прабхупады и его последователей особое значение, так как они могли стать живым примером превосходства кришнаитского вероучения и образа жизни. Стремясь обеспечить детям своих последователей надлежащее воспитание, Прабхупада в 1968 году (спустя всего два года после основания своего движения) начал строить планы по внедрению на Западе системы индуистского религиозного образования. По мнению Прабхупады, американская школьная система была губительной для духовного развития детей, так как воспитывала их в духе «чувственного удовлетворения» и «умственных спекуляций». Прабхупада даже называл американские школы «бойнями» для невинных детей. Альтернативой западному образованию Прабхупада считал так называемые гурукулы — школы-интернаты, в которых дети обучались обычным школьным предметам и одновременно получали духовное образование, позволявшее им «вырваться из круговорота рождений и смертей». Основными элементами духовного образования Прабхупада считал обучение детей контролю чувств и практике отречения. Согласно представлениям Прабхупады, будучи послушным и управляя своими чувствами, юный последователь Кришны мог успешно служить своему гуру и, таким образом, достичь духовного совершенства. Прабхупада считал, что детей невозможно обучить контролю чувств в семейной обстановке ввиду естественно существующих между ребёнком и родителями любовных уз. Родители, как правило, относились к своим детям снисходительно, легко подпадали под их влияние, из-за чего не могли быть для них хорошими педагогами. По этой причине было решено в 4 или 5-летнем возрасте забирать детей из семей и отдавать их для воспитания в гурукулы.
Дети жили в школах-ашрамах круглый год, лишь иногда оставляя школьные стены для посещения своих родителей. Все дети в ИСККОН должны были учиться в гурукуле по крайней мере до 15-летнего возраста. На родителей, не хотевших отдавать своих отпрысков, оказывалось давление. В этом вопросе Прабхупада не шёл на компромисс, настаивая на том, чтобы дети жили именно на территории школ. Одной из основных причин такой позиции основателя ИСККОН является побочная функция гурукул: освободить родителей от обязанностей по воспитанию ребёнка и, тем самым, дать им возможность отдать всё своё время нуждам движения. Прабхупада понимал, что не будучи обременёнными обязанностями по уходу за детьми, родители могли посвящать больше времени проповеди «сознания Кришны».
Первая начальная школа-гурукула открылась в 1971 году в Далласе и просуществовала 5 лет. Когда власти штата Техас закрыли её в 1976 году, в ней училось около 100 детей, большинство в возрасте от 4 до 8 лет. В 1975 году гурукулы открылись в Лос-Анджелесе и Нью-Вриндаване. Всего в период с 1975 по 1978 год в Америке открылось 11 гурукул. В конце 1970-х — начале 1980 годов гурукулы также появились в Австралии, ЮАР, Франции, Англии и Швеции.
Как отмечает Э. Б. Рочфорд, система школ-ашрамов фактически превратилась в инструмент контроля над семейной жизнью кришнаитов. Эксперимент Прабхупады с введением на Запади индуистской системы образования обернулся печальными последствиями. В гурукулах царила атмосфера пренебрежения, дети чувствовали себя брошенными (как своими родителями, так и учителями), испытывали недостаток любви и сострадания по отношению к себе. Некоторые из детей, отданные на обучение в гурукулы в период с начала 1970-х по середину 1980-х годов, стали жертвами (или свидетелями) физического, психологического и сексуального насилия. Появлению проблем такого рода способствовало отсутствие надлежащей квалификации у преподавательского состава. Считалось, что преподаватели гурукул не должны получать педагогическое образование, которое могло осквернить их умы вредоносными материалистическими идеями. Достаточной квалификацией для преподавания в гурукулах считались «хорошие намерения и вера в Прабхупаду и Кришну», которые, конечно же, не могли заменить педагогическое образование, практические навыки и опыт работы с детьми. Как отмечает Э. Б. Рочфорд, появлению случаев насилия над детьми в ИСККОН также способствовал тот факт, что преподавать в гурукулы, как правило, посылали самых неквалифицированных кришнаитов, которые не могли выполнять для движения какую-либо другую, более «важную», миссионерскую работу.

### Прабхупада, секс, семейная жизнь и права женщин: проблема установления кришнаитских стандартов в обители демонического феминизма и свободной любви
Если жизнь без секса причиняет вам беспокойства, относитесь к этому, как к зудению. Если вы не начнёте чесаться, зуд не усилится, а если начнёте — то увеличится. […] Если вы не в состоянии остановить этот зуд, нет проблем — женитесь и мирно живите себе, как джентльмены. Вам нужна вагина? Возьмите одну вагину, лижите её, и будьте счастливы. Почему вы метаетесь туда-сюда, туда-сюда, туда-сюда? […] Собакам нравится нюхать вагины и вы подобны им. Вы гордитесь вашей цивилизацией […] это и есть ваша западная цивилизация — цивилизация лизателей вагин.
Как отмечает Б. Рочфорд, Прабхупада поначалу не знал, что делать с женщинами, появившимися в рядах его консервативного индуистского движения. В 1966 году он дал духовное посвящение первой ученице, а к 1977 году инициировал уже около 1500 женщин. Вскоре после регистрации ИСККОН в 1966 году, Прабхупаде пришлось решать вопрос о том, что делать с незамужними женщинами и неженатыми мужчинами. Прабхупада быстро осознал, что в западном мире, где мужчины и женщины свободно общаются друг с другом, невозможно установить индуистские стандарты, согласно которым одинокие мужчины и женщины должны жить в строгой сегрегации, практически не контактируя друг с другом. С открытием в 1967 году храма в Сан-Франциско и началом массового притока новых адептов этот вопрос потребовал немедленного решения. Когда одна из учениц Прабхупады предложила выделить часть территории храма под женский ашрам для незамужних женщин, Прабхупада ухватился за эту идею, но в то же время, предостерёг своих последователей об «опасности», крывшейся в свободном общении полов:
В писаниях говорится, что женщина подобна огню, а мужчина — горшку с маслом. При контакте с огнём, масло в горшке тает. … Взаимное влечение мужчин и женщин мешает духовной жизни, поэтому, чтобы справиться с этой проблемой, необходимы некоторые ограничения.
После недолгих колебаний Прабхупада разрешил женщинам жить в ашрамах. Разделение ашрамов на мужскую и женскую половины создало определённый барьер для общения между полами, но полностью не решило проблемы, ведь представители обоего пола проживали на территории одной и той же общины. Согласно установленным Прабхупадой правилам, в тех случаях, когда мужчинам и женщинам приходилось общаться, мужчины обращались к женщинам как к матери (почтительно называя их матаджи), а женщины должны были относиться к своим братьям по вере как к своим сыновьям.
Прабхупада понимал, что многие из его юных учеников не смогут долго жить в целибате и не возражал, когда кто-то из них изъявлял желание жениться. Отношение Прабхупады к институту брака в ИСККОН с течением времени претерпело эволюцию. В первые годы после основания своего движения, Прабхупада, следуя традиционным индийским взглядам, рассматривал семейную жизнь как основополагающий общественный институт и поощрял браки между своими последователями. В этот ранний период, Прабхупада нередко лично устраивал браки между своими учениками. Эта индийская система не прижилась на Западе и принесла Прабхупаде много беспокойств. Ему постоянно приходили письма от учеников-семьянинов, в которых те описывали свои семейные проблемы.
В 1972 году, устав от разрешения семейных неурядиц между своими последователями, Прабхупада кардинально изменил своё отношение к институту брака, начал говорить о проблематичности семейных отношений, о том, что семейная жизнь сильно «затрудняла прогресс в сознании Кришны». Новые взгляды Прабхупады на семейную жизнь повлияли и на его учеников-санньясинов, которые развернули проповедническую атаку против женщин и своих женатых братьев по вере. В результате, к середине 1970-х годов в ИСККОН между санньясинами и грихастхами разгорелся конфликт, который к 1976 году накалился настолько, что Прабхупада окрестил его «братоубийственной войной».
Что касается отношения к женщинам, то в этом вопросе Прабхупада придерживался традиционных индуистских взглядов. Как отмечал в 1974 году один из первых исследователей ИСККОН на Западе Д. Стиллсон Джуда, взгляды Прабхупады и его последователей на этот вопрос навряд ли пришлись бы по душе сторонникам идей феминизма. Основатель ИСККОН учил своих мужчин-последователей, что они должны относиться ко всем женщинам (кроме своей жены) как к своей матери, и считал, что для представительниц прекрасного пола основой духовного и материального прогресса была семейная жизнь. Так, в 1975 году он писал одному из своих учеников:
Конечно же, лучше не жениться, практиковать целибат. Но к нам приходит столько женщин, не можем же мы их отвергнуть? Мы обязаны защищать тех, кто приходит к Кришне. … В этом-то и проблема. Женщины должны иметь мужей, которые бы их защищали.
Прабхупада учил, что согласно «ведическим стандартам» женщина на всех стадиях своей жизни должна находиться под мужским присмотром и защитой. В детстве о ней должен заботиться отец, после замужества — муж, а после того, как муж умрёт или примет санньясу — взрослые сыновья. Прабхупада утверждал, что, в отличие от мужчин, для которых духовным идеалом была монашеская жизнь, естественной наклонностью женщины было желать «хорошего мужа, хорошего дома, и детей». На практике в ИСККОН во времена Прабхупады незамужние женщины постоянно находились под «защитой» своих братьев по вере, с которыми они должны были согласовывать все свои действия. Незамужние женщины могли выходить за пределы ашрама только в сопровождении мужчин, а замужние должны были смиренно служить своим мужьям, спрашивая их разрешения на любые действия, не относившиеся к их непосредственным обязанностям по служению в ашраме. Ввиду того, что западные женщины были не в состоянии играть роль идеальной ведической женщины, установленные Прабхупадой стандарты стали источником постоянных конфликтов между его учениками и ученицами. В результате, Прабхупада вынужден был изменить своё отношение не только к институту брака, но и к положению женщин в ашрамах ИСККОН. Например, он постановил, что даже замужние женщины на территории ашрама должны были жить отдельно от своих мужей.
Как отмечает Э. Б. Рочфорд, стандарты семейной жизни, установленные Прабхупадой, представляли для мужчин и женщин «две очень разные социальные реальности». Если замужество способствовало духовному росту женщин, то для мужчин женитьба считалась результатом духовной слабости и даже духовным падением, ведь женились только те мужчины, которые были не способны контролировать свои чувства. Такого рода философия получила широкое распространение в ИСККОН, из-за чего женитьба стала означать для мужчины потерю своего статуса в организации, а для женщины, наоборот — его улучшение.
Индуистское воспитание Прабхупады оказало влияние и на то, как устраивались браки в ИСККОН. Браки организовывали президенты храмов или другие лидеры движения. Как правило, они подбирали пары, руководствуясь не романтическими чувствами молодых людей друг к другу или брачной совместимостью между ними, а экономическими или другими нуждами общины. На практике это означало, что многие молодожёны до дня свадьбы практически не общались друг с другом.
Прабхупада учил, что не только брахмачари и санньясины, но и семейные люди уже в этой жизни могут достичь духовной реализации. Он часто приводил в пример Бхактивиноду Тхакура, который утверждал, что в Кали-югу «сознание Кришны» лучше культивировать в роли домохозяина (грихастхи). Прабхупада считал, что семейные пары практиковали целибат, если они следовали строгим правилам, регулировавшим половые отношения: вступали в сексуальные отношения только с целью зачатия детей. Согласно установленным Прабхупадой стандартам, секс разрешался лишь раз в месяц, в период, когда у женщины был наиболее высокий шанс зачать ребёнка, и только после того, как супруги для очищения прочитывали 50 кругов мантры «Харе Кришна» на чётках (практика, занимавшая, как правило, более 5 часов). Прабхупада также учил, что использование секса для служения гуру и Кришне (под этим он понимал половую связь с целью «зачатия детей, сознающих Кришну»), превращало сексуальные отношения в священный акт. Секс ради чувственного удовлетворения он считал греховным. В лекции, данной в 1976 году, Прабхупада говорил:
…в ведической системе сексуальной жизни практически не было места, но так как сейчас мы находимся в обусловленном состоянии, то нам очень трудно полностью отказаться от секса. … Если вы способны жить без секса, как брахмачари, то это очень хорошо. Ну а если не можете, то тогда женитесь, живите с женой, но занимайтесь сексом не для чувственного удовлетворения, а только для продолжения рода. Если вы женаты, и остаётесь с одной женой, а женщина — с одним мужем, то это настоящая семейная жизнь. Мужа в таком случае можно назвать брахмачари, а жену — добродетельной.
Как отмечает Э. Б. Рочфорд, семейные пары, как правило, были активно вовлечены в миссионерскую деятельность, и, если возникала необходимость, были готовы пожертвовать своим брачным союзом ради выполнения своих обязательств перед Прабхупадой и ИСККОН.
В своих книгах и лекциях Прабхупада сделал много полемичных утверждений о женщинах. В частности он утверждал, что представительницы прекрасного пола склонны к деградации, не блещут умом и не заслуживают доверия. Согласно Прабхупаде, женщинам не следует давать столько же свободы, сколько мужчинам — о них нужно заботиться, как о детях.
Э. Лоренц провёл количественный и качественный анализ утверждений о женщинах в комментариях Прабхупады к пяти скандам «Бхагавата-пураны». В результате выяснилось, что 80 % высказываний основателя ИСККОН о женщинах можно назвать негативными. В них гуру кришнаитов говорит об ограничениях для представительниц прекрасного пола, перечисляет их отрицательные качества, относит женщин к низким социальным классам и т. п. Практически все положительные высказывания Прабхупады о женщинах относятся к тем или иным героиням индуистской мифологии (Сати, Кунти, Драупади, Девахути, или Гандхари), в то время как современных женщин основатель ИСККОН упоминает лишь в негативном ключе. Э. Лоренц также проверил, затрагивали ли предыдущие вайшнавские комментаторы «женскую тему» в том же текстовом контексте. Проведя анализ комментариев Прабхупады к «Бхагавад-гите» и 1-й, 2-й и 8-й сканде «Бхагавата-пураны», он пришёл к заключению, что у Прабхупады содержится в среднем в 5 раз больше высказываний о женщинах, чем у более ранних комментаторов. При этом, больше всего высказываний о женщинах и сексе он обнаружил в комментариях к 4-й сканде «Бхагавата-пураны».

### По качествам, а не по рождению: полемика вокруг посвящения учеников вбрахманы
В 1986 году Арвинд Шарма отмечал, что хотя индуизм в Индии стал «духовно универсалистским», социально он продолжал оставаться сугубо этническим. Когда Прабхупада (сам будучи по происхождению вайшьей, а не брахманом), следуя по стопам своего гуру Бхактисиддханты Сарасвати, начал посвящать своих учеников в брахманы, это вызвало неоднозначную реакцию со стороны индуистов в Индии. Как отмечает Клаус Клостермайер, установленная Прабхупадой в ИСККОН практика брахманических инициаций не соответствовала индуистской ортодоксальной традиции (постулирующей, что брахманом невозможно стать, а можно только родиться), но, в то же время, находилась в русле традиций бхакти, которым исторически были присущи эгалитаризм и пренебрежительное отношение к кастовой системе. Клостермайер также отмечает, что отрицание кастовых ограничений присуще всем направлениям индуизма, ведь, например, с отказом от кастовой принадлежности связано принятие санньясы (отречения): священный шнур сжигается во время церемонии посвящения в санньясу, что символизирует для индивида новую жизнь вне рамок кастового общества. Томас Д. Хопкинс, в свою очередь, отмечает, что базовый текст вайшнавских движений бхакти, «Бхагавата-пурана», не признаёт врождённой кастовой принадлежности и не постулирует какие-либо кастовые или социальные ограничения для индивида, желающего участвовать в ортодоксальных ритуальных практиках. Более того, в «Бхагавата-пуране» содержится критика ортодоксальных теологических и социально-религиозных воззрений. Основной мишенью этой критики выступает именно «идея того, что рождение человека, его социальный статус или кастовая принадлежность, может иметь какое-либо отношение к его спасению посредством преданности [бхакти]». Шриватса Госвами в 1983 году следующим образом резюмировал ситуацию с реакцией в Индии на брахманские инициации в ИСККОН:
…многие кастовые индусы, видимо, считают, что принадлежность к брахманскому сословию определяется рождением в семье брахманов. Поэтому, родившиеся не в брахманских семьях (не говоря уже о родившихся в неиндуистских/неиндийских семьях) фактически не имеют шанса стать брахманами. У таких людей вызывает негодование присвоение брахманского статуса выходцам с Запада. С другой стороны, многие другие индусы в Индии уважают западных вайшнавов и признают их настоящими брахманами. Они находят поддержку своей позиции в вайшнавских текстах, которые постулируют, что принадлежность к брахманскому сословию определяется не рождением, а личными качествами.

### «Всезнающий и всекомпетентный духовный самодержец»: Прабхупада и его видение роли гуру
То, что Прабхупада пишет про роль гуру в духовной жизни, соответствует традиционным индуистским взглядам и основано на Упанишадах и других индуистских текстах, на которые основатель ИСККОН часто ссылается. При этом, Прабхупада использует относящиеся к гуру афоризмы священных текстов гораздо чаще, чем это делали его предшественники. Он любит подчёркивать важную роль духовного учителя, его абсолютную позицию и сверхчеловеческие качества. В частности, Прабхупада часто упоминает о том, что без гуру невозможно познать Бога и что гуру должен быть «истинным». Одним из основных критериев истинности он считает принадлежность гуру к цепи ученической преемственности (гуру-парампаре) — цепи мудрецов и философов, по которой испокон веков передавалось духовное знание. Прабхупада утверждает, что сам принадлежит к такой парампаре и приводит в своих книгах список гуру, начинающийся с Кришны и заканчивающийся им самим.

### Прабхупада и философияадвайта-веданта: крестовый поход основателя ИСККОН против глупцов и невежд имперсонализма
Другая тема, которую в своих книгах, беседах и лекциях часто затрагивает Прабхупада — это адвайта-веданта, которую он называет «имперсонализмом» или «философией майявада». При этом основатель ИСККОН обсуждает (и осуждает) не столько саму философию, сколько её сторонников-«имперсоналистов», которых он нелестно называет «глупцами» и «невеждами». Резкие выпады против «имперсоналистов» не встречаются в более ранних трудах гаудия-вайшнавских авторов. По мнению Э. Лоренца, в «Бхагавад-гите как она есть» и первых четырёх скандах «Бхагавата-пураны», негативные утверждения основателя ИСККОН об «имперсоналистах», в большинстве случаев, являются его ответом на аргументы философов-майявади, трудами которых он пользовался в своей комментаторской и переводческой работе.

### Все мы дети одного Отца: вегетарианство и права животных глазами Прабхупады
Строгое следование лакто-вегетарианской диете было одним из основных требований, которые Прабхупада предъявлял к своим последователям. По мнению Прабхупады, вегетарианство было не свободным выбором религиозного человека, а его этической обязанностью, ведь невозможно любить Бога и убивать Его невинных созданий. Убиение животных и поедание их мёртвой плоти Прабхупада считал варварской деятельностью, неподобающей цивилизованному человеку. Прабхупада учил, что мясоедение вовлекало человека в акт бессмысленной жестокости, возлагало на его плечи кармическую ответственность за убийство животного. Насилие над животными Прабхупада считал несовместимым с неотъемлемым аспектом духовности — состраданием. Источником сострадания к другим живым существам Прабхупада считал духовную эмпатию — видение всех форм жизни как детей одного Отца. Утратив это видение, люди стали безразличными к страданиям братьев своих меньших и считают правильным «убивать миллиарды невинных животных на скотобойнях». При этом христиане оправдывают эту жестокость тем, что животные не имеют души. Идею о том, что мясоедение и убийство животных не мешают достижению духовной реализации, Прабхупада называл «вздорной». Он говорил:
Каждый должен быть несчастен при виде страдания других и счастлив при виде радости другого … нужно чувствовать счастье и страдание других как своё собственное … поэтому мы не должны причинять страдания другим живым существам. Мы не можем продолжать убивать других животных и в то же самое время оставаться религиозными. Это величайшее лицемерие.
Как отмечает Роберт Бэрд, хотя в «Бхагавад-гите» вегетарианство нигде не упоминается и не рекомендуется, Прабхупада истолковал в духе пропаганды вегетарианства ряд стихов этого базового текста гаудия-вайшнавизма. Так, в комментарии к 6-му стиху 9-й главы, в котором Кришна перечисляет элементы, предлагаемые божеству в ритуальной практике бхакти (лист, цветок, плод и воду), Прабхупада утверждает, что человек «находящийся в сознании Кришны» не должен предлагать Кришне (и, соответственно, употреблять в пищу) «мясо, рыбу и яйца», так как Кришна не упоминает эти продукты («если бы Кришна хотел, чтобы ему предлагали эти продукты, он так бы и сказал»). Далее Прабхупада утверждает, что овощи, злаки, фрукты, молоко и вода являются подходящей пищей для людей, «рекомендуемой самим Господом». Кришна, однако, не упоминает в этом стихе овощи, злаки и молоко и, как иронически замечает Р. Бэрд, даже строгий вегетарианский рацион кришнаитов не ограничивается одними листьями и фруктами.

### Мнение Прабхупады об Иисусе Христе и христианстве
Утверждения Прабхупады о христианстве и других религиях носят преимущественно критичный характер. Попав в Америку из консервативной индуистской среды, Прабхупада был мало знаком с христианством и никогда не пытался глубоко изучать эту религиозную традицию. Он прибыл в США с чётко поставленной целью: распространить на Западе учение Кришны и, тем самым, освободить западных людей от «невежества и страданий». Тот факт, что большинство американцев и европейцев исповедовало христианство, ничуть не менял дело: с точки зрения Прабхупады, христиане были типичными материалистами. Затянутые в омут материальной жизни, они находились под влиянием иллюзии и, подобно всем другим обитателям Запада, нуждались в просветлении. По мнению Прабхупады, независимо от того, было ли христианство истинной религией или нет, христиане не жили в согласии с устоями своей веры. Поэтому он считал своим долгом дать им «ведическое знание», которое освободило бы их из тьмы невежества и оков иллюзии. Так как у Прабхупады не было интеллектуального или схоластического интереса к христианству и другим религиям, он не считал нужным писать трактаты по сравнительному религиоведению, не видел необходимости последовательно заниматься критикой христианства, устанавливать и культивировать диалог с церковными лидерами и мыслителями. Конечно же, в ходе своей миссионерской работы, ему доводилось встречаться с церковными деятелями, но такие встречи всегда носили неформальный характер.
Как правило, Прабхупада говорил и писал о христианстве в качестве ответа на чьи-то вопросы или комментарии. Анализ утверждений Прабхупады о христианстве и Иисусе Христе показывает, что его взгляды на этот вопрос отличались последовательностью. Прабхупада считал Иисуса Христа «истинным представителем Бога» и отзывался о его личности с искренней, сердечной теплотой. Он называл Христа «великой личностью», «представителем Бога», «нашим гуру», который самоотверженно проповедовал «сознание Бога», за что и был распят неблагодарной иудейской аудиторией, оказавшейся неспособной оценить его учение. В письме к одному из своих учеников Прабхупада писал: «…я люблю Господа Иисуса Христа так же сильно, как Кришну, потому что он сделал для Кришны величайшее служение, в согласии со временем, обстоятельствами, и обществом, в котором он жил». Прабхупада также утверждал, что Христос не был обычным человеком, так как обычному смертному оказалось бы не под силу нести людям «сознание Бога». Прабхупада даже определил место Христа в вайшнавской богословской категоризации аватар и воплощений Кришны, отведя ему роль так называемой шактьявеша-аватары — индивида, наделённого Богом особой духовной силой для осуществления определённой миссии. В то же время, Прабхупада отвергал христианские идеи об эксклюзивности Христа.
По всей видимости, Прабхупада признавал, что следование христианской религии может иметь положительные духовные результаты. Так, в одном месте он писал, что «тот, кого ведёт Иисус Христос, непременно достигнет освобождения», но тут же оговаривался, утверждая, что «очень трудно найти человека, которого бы по-настоящему вёл Иисус Христос». В другом месте Прабхупада утверждал, что тот, кто не в состоянии повторять санскритскую мантру «Харе Кришна», считая это индуистской сектантской практикой, может повторять имена Бога своей религии (например, имя Иисуса Христа) и таким образом достичь «духовной платформы».
Согласно Прабхупаде, по сравнению с гаудия-вайшнавизмом, христианство занимало подчинённый онтологический статус. «Сознание Кришны», или Кришна-бхакти, было для Прабхупады санатана-дхармой — вечной и изначальной, трансцендентальной религией, естественной функцией души в её чистом, освобождённом состоянии. Санатана-дхарме Прабхупада противопоставлял христианство и другие «материалистические религии», созданные находящимися под влиянием иллюзии обусловленными душами и имеющими гораздо более низменную конечную цель, чем беззаветное предание Богу, постулируемое в гаудия-вайшнавизме.
Вполне логично, что в этой межрелигиозной иерархической схеме, начертанной Прабхупадой, Иисус Христос занял подчинённое Кришне положение: Прабхупада называл основоположника христианства «сыном Кришны» и считал, что христиане, искренне поклоняющиеся Христу, на самом деле практикуют одну из форм вайшнавизма, то есть фактически являются своего рода «анонимными кришнаитами». Прабхупада утверждал, что несмотря на то, что мотивы христиан не отличаются чистотой, а их духовное понимание ограничено, искренне поклоняясь Богу они, в один прекрасный день, смогут стать совершенными, «чистыми вайшнавами». Причём этой стадии духовного совершенства христиане могут достичь только после того, как познают Кришну, изучив «Бхагавад-гиту» и «Бхагавата-пурану».
Прабхупада утверждал, что последователи Кришны не могут принять Библию как авторитетный религиозный текст, так как непонятно, кто был его автором. В случае с Евангелием Прабхупада полагал, что некоторые из содержащихся в нём высказываний Иисуса Христа на самом деле не принадлежат ему, а являются более поздними добавлениями, сделанными его учениками. Согласно Прабхупаде, даже если признать Библию богооткровенным текстом, содержащееся в ней учение было сформулировано для примитивного и духовно отсталого населения древней Иудеи и поэтому не представляет особого интереса для кришнаитов.
Иисус Христос сказал: «Не убий», но эти лицемеры, притворяясь христианами, продолжают поддерживать тысячи скотобоен.
Прабхупада довольно резко критиковал современных христиан и то, как они практикуют свою религию. Прабхупада считал, что истинная религия не может идти на компромисс с материальным миром и его устоями и что по настоящему религиозный человек обязан сделать выбор между Богом и мамоной. В этой связи, привязанность христиан к иллюзорным и преходящим благам этого мира, их жажда материального успеха, препятствовала их духовному росту. То, что христиане были не в состоянии отказаться от привязанности к материальному, Прабхупада считал доказательством их неискренности. В то же время Прабхупада считал, что духовную эффективность «сознания Кришны» доказывал тот факт, что его ученики, как правило, с лёгкостью отвергали материальный мир со всеми его благами и соблазнами, и посвящали свою жизнь бескорыстному служению Кришне.
Прабхупада полагал, что хотя христианство давало возможность познать Бога, никто из христиан не пользовался этой возможностью, не следовал христианским правилам и предписаниям, заповедям Христа, и поэтому не мог достичь уровня «сознания Бога». По всей видимости Прабхупада был убеждён, что христиане не имели понятия о том, кто такой Бог, и следовали своей религии лишь формально.
Похоже, что Прабхупада верил в то, что Иисус Христос через распятие мог освободить своих последователей от грехов. Однако, христиане, не следуя его заповедям и продолжая грешить, тем самым злоупотребляли его милостью и делали его жертву бесполезной. Прабхупада полагал, что, в отличие от «сознания Кришны», современные христианство и иудаизм «не работают», не учат людей любить Бога, не обучают их практической духовности, из-за чего христиане и иудеи устремляют свой взор на Восток и пополняют ряды ИСККОН.
Наиболее резкой критике Прабхупада подвергал современных христиан за то, что оно одобряли мясоедение. Он часто поднимал этот вопрос, когда затрагивал тему христианства в своих лекциях, комментариях, и беседах с христианскими священниками. Прабхупада считал, что библейская заповедь «Не убий» (как в Новом, так и в Ветхом Завете) в равной степени распространялась как на животных, так и на людей. Христианское представление об этой моральной аксиоме как относящейся только к людям, он считал неверной интерпретацией, сделанной с расчётом оправдать ненужное убийство животных «ради удовлетворения языка». Прабхупада не видел смысла вступать с христианами в глубокие богословские споры, предпочитая обсуждать их основную проблему — убийство животных. Как отмечает Стивен Гельберг, основатель ИСККОН был подобен судье, который «отказывается вступать в дискуссии о тонкостях юриспруденции с приговорённым убийцей».
Христиан и других верующих, которые «тщательно следуют своим религиозным принципам, но не относятся одинаково ко всем живым существам» Прабхупада называл «поверхностно религиозными». По его мнению, их религиозность «не имела никакого смысла», потому что истинный последователь Бога является другом всех живых существ и не может убивать невинных животных.
То, что Прабхупада и его последователи рассматривали христианство как религиозную традицию «безнадёжно погрязшую в материализме», стал большим препятствием для установление диалога между ИСККОН и христианами. Роберт Бэрд, отмечая отсутствие желания к диалогу с другими религиями со стороны кришнаитов на раннем этапе развития ИСККОН, пишет об «интеллектуальной изолированности» Прабхупады и его последователей, признаки которой он, в частности, находит в некоторых вайшнавских текстах и комментариях Прабхупады к ним. После смерти Прабхупады отношение к другим религиям в ИСККОН стало постепенно улучшаться — это стало одним из шагов, предпринятых кришнаитами для своей легитимации в глазах западного общества.

## Литературная и переводческая деятельность

### Десятки томов и сотни миллионов экземпляров: краткий обзор литературных достижений основателя ИСККОН
Параллельно с руководством своим движением и миссионерскими поездками по всему миру, Прабхупада активно занимался писательской и переводческой деятельностью. Он говорил, что для человека, достигшего стадии духовной реализации, естественно производить на свет «тома и тома книг». Для публикации своих трудов Прабхупада основал издательство ISKCON Press, которое в 1972 году было преобразовано в Bhaktivedanta Book Trust — международный издательский дом, получивший эксклюзивные права на его книги. С 1968 по 1977 год было опубликовано около 60 томов произведений основателя ИСККОН, среди которых: «Бхагавад-гита как она есть» (1968), многотомные издания «Шримад-Бхагаватам» (1972—1977) и «Чайтанья-чаритамриты» (1974—1975), «Нектар преданности» (1970), и многие другие книги. Преимущественно это были комментированные переводы санскритских и бенгальских текстов, из которых «Бхагавад-гита как она есть» стала для последователей ИСККОН основным вероучительным текстом.
Одним из первых трудов Прабхупады, опубликованных в США, стала книга «Учение Господа Чайтаньи». Она вышла в 1968 году в издательстве ISKCON Press и представляла собой комплексное изложение теологических идей вайшнавского мыслителя и святого Чайтаньи (1486—1534) — основателя гаудия-вайшнавизма, которого последователи этой традиции почитают как воплощение Кришны. На задней стороне обложки красовались положительные отзывы о трудах Прабхупады поэта-битника Аллена Гинзберга, католического богослова Томаса Мертона, американского индолога Эдварда Димока и бывшего премьер-министра Индии Лал Бахадура Шастри.
«Шримад-Бхагаватам» («Бхагавата-пурана») — «центральный текст в идеологии ИСККОН», базовый канонический текст гаудия-вайшнавизма, работу над переводом и комментированием которого Прабхупада сделал основным литературным проектом своей жизни. Боясь умереть, так и не завершив этого монументального труда, Прабхупада написал и в 1970 году опубликовал литературное переложение 10-й сканды этого текста, в которой описывается история жизни Кришны. Своё произведение Прабхупада озаглавил «Кришна — Верховная Личность Бога».
Ещё до приезда в США Прабхупада написал книгу «Лёгкое путешествие на другие планеты», в которой затронул тему науки и религии. На страницах этой брошюры Прабхупада сравнивает открытые незадолго до того учёными антипротоны с «настоящей антиматерией» — духом. Он утверждает, что материалисты никогда не смогут достичь «антиматериальных миров» с помощью своих космических кораблей (которые он называет «бесполезными игрушками»), ведь «антиматериальное небо» расположено далеко за пределами материальной вселенной.
В 1970-е годы был издан целый ряд небольших (объёмом в 50—60 страниц) сборников лекций и бесед Прабхупады. В одной из таких книг, озаглавленной «Сознание Кришны — высшая система йоги», Прабхупада в относительно ясном стиле (не более замысловатом, чем стиль протестантской брошюры или католического катехизиса) излагает преимущества системы «сознания Кришны»: Господь Кришна — Верховная Личность Бога, люди по своей природе — чистые души, которые под влиянием материи отождествили себя с ложным эго и могут освободиться от его влияния повторяя мантру «Харе Кришна». Прабхупада также рассуждает о взаимоотношениях гуру и ученика (утверждая, что ученик должен вести себя как Арджуна в «Бхагавад-гите» — принимать всё, что скажет духовный учитель), перечисляет разновидности экстаза, испытуемого в результате практики «сознания Кришны», подвергает критике другие формы йоги и их представителей, а также американское правительство, заставляющее его молодых последователей служить во Вьетнаме. В брошюре, озаглавленной «Кришна — источник наслаждения», Прабхупада затрагивает острые социальные темы. Он пишет, что нельзя назвать благоприятным положение вещей, при котором молодые американцы, являющиеся надеждой Америки, считают, что у них не осталось никакой надежды и что их будущее овеяно мраком. Причину столь парадоксально-плачевной ситуации Прабхупада видит в том, что у современной западной молодёжи нет руководства в жизни, в том, что молодые люди не знают, каков смысл человеческого существования. Следуя порочной философии, постулирующей тяжело работать, хорошо зарабатывать и наслаждаться плодами своего труда, они не могут получить истинное удовлетворение.
Публикация новых книг основателя ИСККОН продолжилась и после его смерти: в 1980-е годы был вышел 5-томный сборник писем Прабхупады, а в конце 1980-х — 1990-е годы — многотомное издание с транскриптами всех его лекций. Литературное наследие Прабхупады поистине огромно: оно состоит из 50 томов переводов и комментариев, 60 томов транскрибированных лекций, 37 томов транскрибированных бесед и 5 томов переписки. Средний объём каждого из томов составляет около 400 страниц. Благодаря активной миссионерской деятельности многотысячной армии учеников и последователей Прабхупады, его книги были переведены на более чем 60 языков и распроданы тиражом более 500 млн экземпляров. Как отмечает религиовед Томас Д. Хопкинс, в отличие от основателей других религиозных движений, в случае с Прабхупадой не возникает вопросов о том, когда и где он сказал что-то: его поучения были изданы как в виде книг и журналов, так и в электронном виде и на цифровых носителях. Так, с конца 1990-х годов все книги, статьи, переводы, а также транскрибированные лекции и беседы Прабхупады доступны в виде электронной базы данных. Как и в случае с другими религиозными лидерами, некоторые из трудов Прабхупады получили внутри основанного им движения статус канонических.

### Книги — моё основное наследие
Прабхупада считал свои книги своим основным наследием. Как переводчик и толкователь санскритских и бенгальских текстов гаудия-вайшнавизма, Прабхупада выполнял роль медиума между предыдущими учителями этой традиции и современной западной читательской аудиторией. Он рассматривал свои труды не просто как толкование священных писаний, но как тексты, в которых содержалась программа духовного преображения человечества и которые должны были произвести революцию в сознании общества. Чтобы достичь своей цели — пересадить на новую почву вайшнавскую религию и культуру — он должен был, сохраняя верность традиции, изъясняться на языке, который был бы понятен западным людям, донельзя далёким от вайшнавизма.
Книги Прабхупады сыграли одну из ключевых ролей в привлечении новых адептов в ИСККОН в 1970-е и 1980-е годы. Это, в частности, показало проведённое Э. Б. Рочфордом социологическое исследование, в ходе которого около трети респондентов из числа американских кришнаитов назвали философию «сознания Кришны» основной причиной обращения, а ещё одна треть — одной из основных причин.
Если роль философии в привлечении новых адептов в ряды ИСККОН довольно хорошо изучена и задокументирована, то того же нельзя сказать об авторском таланте и продуктивности Прабхупады, которые не удостоились особого внимания со стороны учёных. Хотя сам Прабхупада верил в то, что учёные изучат и оценят его книги, очень немногие исследователи взялись за критический анализ его творчества. Прабхупада хотел, чтобы его поняли через посредство оставленного им литературного наследия и говорил об этом незадолго до своей смерти: «Всё, что я хотел сказать, я сказал в моих книгах. … Если вы хотите узнать, кто я такой — читайте мои книги». Прабхупада также утверждал, что будет «вечно жить в своих книгах». Своим последователям он говорил, что через посредство своих книг, останется для них духовным учителем даже после своей смерти. Как отмечает Тамал Кришна:
Ни от одного профессионального учёного нельзя ожидать, что он найдёт время, необходимое для обстоятельной критики всей мысли Прабхупады. Некоторые утверждают, что о всей мысли [Прабхупады] можно составить представление по выборочному исследованию, тем самым косвенно признавая, что для обзорного исследования всех его трудов потребовалась бы целая жизнь. Другие, дабы оправдать краткость своего прочтения, апеллируют к своему знанию [гаудия-вайшнавской] традиции. Есть ещё и те, кто предпочитают сосредотачиваться на «институциональном» Прабхупаде, на его харизматичном лидерстве, рассматриваемом через разнообразные линзы социальных наук. Все эти стратегии легитимны. Однако, на сегодняшний день, коллективный портрет Прабхупады не отличается теологической целостностью, представляя собой мозаику из разрозненных и иногда инконгруэнтных элементов.

### Комментарии Бхактиведанты: особенности, источники вдохновения и анатомия процесса создания
Прабхупада считал вайшнавские тексты богооткровенными и выделял три основные процедуры их интерпретации. По его мнению, во-первых, вся «ведическая литература» воспевала славу Кришне, во-вторых, её смысл мог раскрыть лишь истинный представитель традиции, и в третьих — тот, кто брался за толкование и комментирование священных текстов, должен был следовать по стопам предыдущих ачарьев и одновременно с этим принимать во внимание современную ситуацию (время, место и обстоятельства).
Как отмечает Роберт Бэрд, между конфессиональной богословско-философской презентацией Прабхупады и научным анализом священных текстов существует непреодолимая бездна, которую можно объяснить тем, что Прабхупада и учёные преследуют в своей работе разные цели. Обстоятельно исследовав «Бхагавад-гиту как она есть» Р. Бэрд пришёл к выводу, что основатель ИСККОН при написании комментариев не отталкивается лишь от содержания комментируемого им стиха, а принимает во внимание всё учение «Бхагавад-гиты» и всю «ведическую литературу», пишет через призму всего «ведического знания». Прабхупада находит вполне приемлемым интерпретировать любой стих «Бхагавад-гиты» в свете всей вайшнавской философской системы, не зависимо от того, допускает ли такую интерпретацию содержание комментируемого им стиха. В случае с «Бхагавад-гитой», Прабхупада часто игнорирует последовательность философской презентации трансцендентного знания Кришной Арджуне и использует свои комментарии для пропаганды вайшнавского образа жизни и вероучения, тем самым порой уходя от содержания как отдельных стихов, так и всей «Гиты». По мнению Р. Бэрда Прабхупада «больше заинтересован в том, чтобы представить принципы сознания Кришны, чем в том, чтобы просто объяснить значение текста». Например, хотя в «Бхагавад-гите» практика повторения «Харе Кришна» не упоминается, в ряде своих комментариев Прабхупада рекомендует повторение махамантры как наилучший способ обретения духовного совершенства в нашу эру и как «единственное действенное средство концентрации ума на Господе».
Э. Лоренц, в свою очередь, обращает внимание на другую особенность «комментариев Бхактиведанты» — в своих трудах (в частности, в переводах «Бхагавад-гиты» и «Бхагавата-пураны») Прабхупада часто ссылался на других, более ранних гаудия-вайшнавских комментаторов, и тем самым способствовал популяризации этих авторов за пределами Индии, ведь изучение трудов предшественников Прабхупады было уделом элитного индийского меньшинства, в то время как книги основателя ИСККОН были переведены на десятки языков и распространены миллионными тиражами по всему миру.
В процессе работы над своими переводами и комментариями, Прабхупада, по всей видимости, использовал источники, которые на тот момент были у него под рукой. Так, в работе над «Бхагавад-гитой как она есть», он пользовался изданным в 1948 году английским переводом Сарвепалли Радхакришнана. Осуществлённый Прабхупадой комментированный перевод «Бхагавата-пураны», в свою очередь, основан на ряде английских и бенгальских источников. Например, в работе над 3-й скандой «Бхагавата-пураны», Прабхупада использовал английский перевод Ч. Л. Госвами и М. А. Шастри, опубликованный издательством Gita Press. Почти половина текстов 3-й сканды была скопирована Прабхупадой практически без изменений. Очевидно, что Прабхупада также пользовался этим переводом в работе над 4-й скандой, на этот раз воздержавшись от дословного заимствования. В работе над оставшейся частью «Бхагавата-путраны» (с 28 главы 4-й сканды до 13 главы 10-й сканды) основатель ИСККОН, очевидно, использовал бенгальское издание текста, опубликованное Гаудия-матхом. Э. Лоренц полагает, что, как следствие этого, многие из стихов были переведены им не напрямую с санскрита, а с бенгали.
Прабхупада считал плагиат приемлемым, обосновывая это тем, что (например, в случае с «Бхагавад-гитой») настоящим автором текста был сам Кришна. Призывая своего ученика-редактора Хаягриву «просто копировать стихи из других переводов», Прабхупада говорил: «Стихи не важны. Существует такое количество более или менее точных переводов, да и санскрит всегда там. Что важно, дак это мои комментарии. … Чего недостаёт, дак это вайшнавских комментариев на английском языке в проповеднической линии Чайтаньи Махапрабху».
В своей комментаторской работе, Прабхупада использовал ряд традиционных гаудия-вайшнавских санскритских комментариев. Э. Лоренц пришёл к выводу, что «для того, чтобы сформулировать свой комментарий к какому-то из стихов „Бхагавата-пураны“, он сначала знакомился с двумя или тремя более ранними комментариями, перефразировал их фрагменты, a затем добавлял свои собственные рассуждения». Прабхупада написал в общей сложности 5800 комментариев к «Бхагавата-пуране», средний объём каждого из которых составил около 250 слов. При этом своим ученикам Прабхупада говорил, что настоящим автором написанных им комментариев был сам Кришна, который «продиктовал» их ему.
Если предшественники Прабхупады в своих трудах ограничивались прояснением грамматики, синтаксиса, значений тех или иных слов, и цитированием других писаний, то Прабхупада часто выходил за рамки комментаторской традиции, добавляя «своё срочное и личное послание», высказывая своё мнение по тем или иным животрепещущим вопросам. Оригинальность и новизна в подходе основателя ИСККОН заключалась в том, что выступая поборником следования традиционной комментаторской линии, он в то же самое время старался принимать во внимание время и место проповеди. Это привело к тому, что Прабхупада в своих трудах затрагивал самые разнообразные темы: экономику, политику, социальное развитие общества, образование, расовые и гендерные проблемы. В частности, в комментариях к «Бхагавата-пуране» Прабхупада утверждал, что американцы в 1969 году не высаживались на Луне, приводил аргументы против теории эволюции Дарвина, подвергал критике современную культуру и западную мораль (например, критиковал моду на мини-юбки). При этом, как отмечает Э. Лоренц, далеко не всегда личное мнение Прабхупады легко идентифицировать как таковое. Некоторые из его высказываний звучат так, как будто они являются выводами более ранних комментаторов, но на поверку (сравнение с комментариями, которые мог использовать Прабхупада) оказываются личным мнением основателя ИСККОН.
Проведенный Э. Лоренцем сравнительный анализ комментариев Прабхупады и комментариев гаудия-вайшнавских авторов до него показал, что утверждения Прабхупады, не имеющие аналогов в более ранних источниках, можно разделить на три основные категории: утверждения об «имперсоналистах» (майявади), утверждения о позиции гуру, и утверждения о женщинах и сексе.

## Прабхупада и его последователи в историческом контексте контркультурной революции 1960-х годов
Как отмечает историк Роберт Эллвуд, Прабхупада не напрасно выжидал три десятка лет и начал осуществлять свою миссию только в 1960-е годы. В результате, он прибыл в Америку в очень благоприятный для проповеди «сознания Кришны» период контркультурной революции, что во многом обусловило успех основанного им движения. Прабхупаде удалось поймать приливную волну контркультуры, одной из основных особенностей которой был интерес к Индии и «необыкновенная открытость к экзотической, расширяющей сознание духовности». Как отмечают исследователи, успех осуществлённой Прабхупадой религиозно-культурной трансплантации был обусловлен двумя основными факторами: особыми социальными и психологическими условиями, под влиянием которых в те годы находилась молодёжная аудитория основателя ИСККОН, и «ни с чем не сравнимой смесью харизмы и традиционной авторитетности» в личности Прабхупады. Подчёркивая важность временного аспекта в миссионерском успехе Прабхупады, Эллвуд утверждает, что если бы основатель ИСККОН начал своё движение «несколькими годами, или даже несколькими месяцами раньше или позже», его миссия не имела бы такого успеха.
Ранние последователи ИСККОН, как и многие другие молодые люди 1960-х, были разочарованы в традиционных христианских и иудейских ценностях, и находились в активном духовном поиске. В ИСККОН они нашли то, чего им не могли дать традиционные религии — удовлетворительные ответы на экзистенциальные вопросы, эффективное решение жизненных дилемм XX века. Д. Бромли и Э. Шуп отмечают, что стремительному росту ИСККОН также способствовал тот факт, что в 1960-е годы многие молодые люди разочаровались в наркотической субкультуре и, не желая возвращаться в лоно традиционных религий (которые в их сознании ассоциировались с ненавистным истэблишментом), вступили в ряды ИСККОН. Д. Бромли и Э. Шуппу вторит один из первых исследователей ИСККОН Д. Стиллсон Джуда. Он отмечает, что для большинства первых западных кришнаитов жизнь хиппи была промежуточной фазой, ведь ранее, для того, чтобы стать хиппи, им пришлось отвергнуть традиционные религиозные ценности. Для них обращение в гаудия-вайшнавизм было радикальным изменением в жизни, решительным шагом от «аморального и беспорядочного» бытия хиппи к аскетичной и дисциплинированной жизни кришнаитских ашрамов. При этом молодые люди, становясь последователями Прабхупады, не просто обращались в другую религию, но и принимали другую культуру, другие культурные ценности. По наблюдению С. Джуды, многие из первых учеников Прабхупады на момент прихода в ряды движения уже имели некоторые познания в индийской философии, приобретённые в результате личного духовно-философского поиска. Для них «сознание Кришны» выполняло не традиционную для религии роль силы, сохраняющей и поддерживающей культурные устои, а наоборот, было инструментом культурной трансформации. Обратившись в гаудия-вайшнавизм, они «разменяли западную культуру с её системой ценностей на восточную цивилизацию и одну из её популярных религий». Как считает Клаус Клостермайер, из родной христианской культуры западные кришнаиты позаимствовали горячее желание спасти мир: с большим энтузиазмом они помогают голодным и наркоманам, пытаются установить повсюду принципы санатана-дхармы — «ведической традиции».
Результаты социологического исследования, проведённого Д. С. Джудой в 1969—1970 годах в храмах ИСККОН на тихоокеанском побережье США показали, что многие из учеников Прабхупады перед тем, как вступить в ряды ИСККОН, участвовали в протестах против войны во Вьетнаме, антиправительственных демонстрациях, выступали против американской системы образования и американского образа жизни в целом, который, по их глубокому убеждению, был безнадёжно материалистичным. Исследования, проведённые Э. Б. Рочфордом также показали, что более половины адептов ИСККОН, пришедших в ряды организации в период 1967—1971 годов, ранее участвовали в движении против Войны во Вьетнаме, и что многие из кришнаитов до вступления в ряды ИСККОН «активно занимались поисками альтернативного образа жизни».
Как отмечает историк религии Роберт Бэрд, простой и аскетичный образ жизни последователей Прабхупады находился в конфликте с ценностями среднего класса и, в то же самое время, резко контрастировал с образом жизни контркультурной молодёжи 1960-х годов. Социолог Стивен Кент в этой связи размышляет над ролью и значением традиционной индийской одежды (дхоти и сари) в ИСККОН. По его мению, индийский наряд был неотъемлемой частью «потустороннего образа» кришнаитов, олицетворял для них отречение от мира, был проявлением радикального несогласия с западными устоями, а в случае самого Прабхупады — являлся одним из основных признаков того, что духовный лидер кришнаитов (в отличие от большинства других индийских гуру на Западе) остался нетронутым западными веяниями.
Американский антрополог Фрэнсин Дэнер в своей работе «Американские дети Кришны» (1976) анализирует проблемы социальной и самоидентификации, которые привели западную молодёжь в ряды ИСККОН. В частности, она доказывает, что оказавшиеся в рядах ИСККОН молодые люди «искали идеологию и стиль жизни которые, как они полагали, общество-матрица не могло им предоставить». Ф. Дэнер следующим образом описывает причины разочарования потенциального кришнаита в традиционных ценностях:
У традиционных церквей отсутствует идеология, способная вдохновить как молодых, так и стариков. Многие взрослые не хотят ходить в церковь, а религиозное поведение тех, кто делает это, похоже на лицемерие. Их участие поверхностно и заключается всего лишь в посещении церкви по воскресеньям и служении на словах идеологии, которой трудно найти практическое применение в повседневной жизни. Похоже, что многие взрослые преданы лишь светским ценностям зарабатывания денег и исполнены веры в научные технологии.
Ф. Дэнер полагает, что в отличие от религиозных и других институтов западного общества, храмы ИСККОН смогли обеспечить институциональное устройство, которое поставило молодых людей в «чётко определённую структурную и идеологическую ситуацию, позволив им осознать свою идентичность и избавиться от противоречий, генерированных современным обществом». Атмосфера кришнаитских ашрамов также помогла разрешить некоторые из юношеских конфликтов в таких областях, как «доверие, самоуправление, трудолюбие, инициатива, идентичность, интимность, производительность и честность».

## Кришна — Верховная Личность Бога: «теологический» Прабхупада
Прабхупада осуществил пересадку гаудия-вайшнавизма из Индии сначала на Запад, а затем и в другие уголки мира. Тем самым он способствовал перерождению этой древней традиции, её «драматическому и глобальному расцвету», её проникновению в другие культуры, совершенно отличные от той, в которой она зародилась и развивалась. Создание ИСККОН позволило Прабхупаде и его последователям формализовать гаудия-вайшнавские вероучение и практики. ИСККОН выступил представителем и продолжателем «невероятно богатой теологической школы Кришна-бхакти», эволюционировавшей в Индии на протяжении веков и даже тысячелетий. Традиция бхакти уходит своими корнями в священные гимны вед, некоторые из которых были составлены более 3000 лет назад. Позднее, в период раннего средневековья, бхакти пережила период бурного развития — в религии, философии, литературе, поэзии и драме — и показала себя как одну из наиболее мощных сил в мировом религиозном раскладе и как наиболее привлекательную и манящую индийскую религиозную традицию. Согласно одной из точек зрения, бхакти породила такой важный религиозно-философский трактат, как «Бхагавадгита» — «одно из наиболее читаемых произведений мировой литературы наряду с Библией и Кораном».
Как отмечает Г. Швейг, Прабхупада привнёс в гаудия-вайшнавизм «живую теологию», которая оказалась способной успешно привлечь людей из других религий и культур и пробудить в их сердцах веру. Однако осуществлённая Прабхупадой и его последователями пересадка вайшнавского вероучения на новую почву не обошлась без трудностей и вызовов, а теологический вклад Прабхупады не был оценен научным сообществом и фактически остался незамеченным.
Индолог Эдвин Брайант выделяет две основные силы, оказавшие «образующее влияние» на теологическую и миссионерскую ориентацию Прабхупады: «колониально-миссионерский контекст» в области индологических исследований конца XIX — начале XX веков, и спровоцированный им «ревизионистский индуистский апологетический ответ». Прибыв на Запад, Прабхупада оказался в контркультурном контексте с его позаимствованной из авраамических религий «концептуальной структурой» в религиозных делах. Как пишет Э. Брайант, эти исторические обстоятельства оказали заметное воздействие на язык, который Прабхупада «использовал для перевода на английский ключевых терминов и понятий многовековой традиции», а также на то, каким аспектам гаудия-вайшнавского вероучения он уделял больше всего внимания в своей проповеди. Анализируя ключевые аспекты жизни и учения Прабхупады, сыгравшие основную роль в понимании его «живой теологии», Тамал Кришна выделяет две махавакьи («великих изречения», или «великих принципа»), в которых нашла своё воплощение прабхупадовская теология и которые оказались «драматически вплетены» в его слова и дела.
Первая махавакья — «Кришна — Верховная Личность Бога», представляет собой вольный перевод по крайней мере двух оригинальных санскритских слов и фраз: бхагаван и кришнас ту бхагаван сваям. Выражения «Личность Бога» и «Верховная Личность Бога» очень часто (почти 8000 раз) встречаются в трудах и транскрибированных лекциях и беседах основателя ИСККОН. Тамал Кришна называет эту фразу «аксиоматической истиной», вездесуще присутствующей в религиозной мысли Прабхупады и управляющей всеми разнообразными «ведическими» темами в его проповеди. По мнению Тамала Кришны, этот «канон в каноне» Прабхупады является «коренной метафорой» в его теологическом подходе и подобен идее Мартина Лютера об Иисусе Христе как об «объединяющем принципе библейской литературы».
Джива Госвами (1513—1598), выдающийся гаудия-вайшнавский богослов и ученик Чайтаньи, первым назвал фразу кришнас ту бхагаван сваям (1.3.28) основной сутрой «Бхагавата-пураны» (базового канонического гаудия-вайшнавского текста). Прабхупада впоследствии перевёл эту сутру как «Господь Шри Кришна — изначальная Личность Бога», сделав эту «теологически богатую» фразу лейтмотивом своей мысли и миссии. Он использовал её как фундамент для построения своей «ярко выраженной персональной разновидности кришнаитского монотеизма».
Вторая махавакья — это термин «преданное служение» — уникальный и многоговорящий перевод санскритского слова бхакти. Тамал Кришна утверждает, что постигнув всю «теологическую и медитативную силу», скрывающуюся за этими двумя махавакьями, можно ближе соприкоснуться с «живой теологией» Прабхупады.

## Признание и заслуги

### Учёные о Прабхупаде
Когда я размышляю над достижениями Шрилы Прабхупады, я превращаюсь в своего рода индуистского шовиниста. Я не стыжусь этого. Процесс, несовершенным образом начатый Рамакришной, Вивеканандой и другими, был доведён до своего логического завершения распространением «Рамы» и «Кришны» по всему миру. Это величайшее достижение, и это великое политическое достижение, ведь индийская духовная культура распространилась по всему свету. То, чего мусульмане смогли добиться огнём и мечом, а христиане — только с помощью огромных финансовых и властных ресурсов, было сделано одним единственным человеком и без каких-либо пагубных последствий.
Как отмечает Ким Нотт, учёные описывают Прабхупаду как харизматичного духовного лидера и не скупятся на похвалы в его адрес, особо подчёркивая его «человечность» и «уникальность». Миссионерские успехи основателя ИСККОН, достигнутые им за столь короткий период и в столь преклонном возрасте, учёные превозносят с использованием таких терминов, как «ошеломительный», «замечательный», «экстраординарный». Так, известный американский богослов Харви Кокс считает Прабхупаду «единственным из тысяч, а может быть, и миллионов» духовных учителей, а религиовед Томас Д. Хопкинс называет его успех «удивительной историей».
Учёные отмечают, что Прабхупада впервые в истории широко распространил учение основоположника гаудия-вайшнавизма Чайтаньи (1486—1534) и познакомил мир с бхакти-йогой. В гаудия-вайшнавизме (традиции, к которой принадлежал Прабхупада) это рассматривается как исполнение древнего пророчества, сделанного Чайтаньей, который в начале XVI века пропагандировал воспевание мантры «Харе Кришна» в Индии и предсказал, что в будущем «святые имена Кришны» будут петь «во всех городах и деревнях мира». В конце XIX века гаудия-вайшнавский святой и теолог Бхактивинода Тхакур ратовал о том дне, когда «необычайно удачливые души в таких странах, как Англия, Франция, Россия, Пруссия и Америка» возьмут знамёна, барабаны и ручные цимбалы и начнут киртан на улицах своих городов. Отчасти пророчество Чайтаньи и видение Бхактивиноды стало реальностью благодаря Прабхупаде, впервые успешно пересадившим гаудия-вайшнавизм на западную почву и сделавшим мантру «Харе Кришна» известной по всему миру.
Британский религиовед Мэлори Най считает, что Прабхупада, основав ИСККОН, хотел интернационализировать Гаудия-матх (гаудия-вайшнавское движение, к которому он принадлежал), вывести его за пределы этических, культурных и географических рамок. В результате он создал новую религиозную организацию, которая, однако, осталась частью древней религиозной традиции. Мэлори пишет, что Прабхупада, прибыв в Америку без гроша в кармане, за короткий период в 12 лет сумел привлечь в свою религию тысячи последователей из стран Запада. Он достиг чего-то «радикально нового и совершенно уникального» — создал через процесс религиозного обращения международную индуистскую религиозную общину, «с высоким уровнем ортодоксальности и практики». При этом его миссия на Западе была нацелена на обращение в гаудия-вайшнавизм тех, для кого его учение было совершенно чуждым — американских и европейских христиан.
Датский историк религии Микаэль Ротштейн отмечает, что Прабхупада, будучи монахом в линии преемственности Чайтаньи и представителем древней традиции в теистическом индуизме бхакти, сыграл одну из главных ролей в её возрождении. Тамал Кришна, в свою очередь, отмечает, что большинство учёных связывают уникальность осуществлённой Прабхупадой трансплантации, с одной стороны, с особыми социальными и психологическими условиями, в которых находилась его аудитория, а с другой — с ни с чем не сравнимым сочетанием в личности Прабхупады харизмы и традиционности. Индийский индолог и религиозный деятель Шриватса Госвами отмечает, что за историей «великих религиозных возрождений» часто стояла одна необыкновенная личность, и что в случае с гаудия-вайшнавизмом и ИСККОН, такой личностью был Прабхупада, основавший «глобальное миссионерское вайшнавское» движение. Миссию Прабхупады на Западе он называет «первой серьёзной попыткой со стороны вайшнавского миссионера распространить свою традицию за пределами Индии» и «пожалуй, первой успешной пересадкой азиатской религиозной традиции на западную почву». В отличие от большинства индийских миссионеров, Прабхупада проповедовал не упрощённую и адаптированную под западную аудиторию технику медитации или версию индуистского монизма, а «строгую, ортодоксальную форму вайшнавизма». Он представил Западу культуру с систематизированным богословием, ритуалами и аскетическим образом жизни. По мнению Шриватсы, «именно благодаря этой ортодоксальности и искренности, а не вопреки им», движение Прабхупады смогло пустить корни на Западе. Историю жизни Прабхупады он называет «историей живой религиозной традиции, внедряющейся в современный мир и вступающей с ним в противостояние».
Известный американский теолог, профессор богословия Гарвардской школы богословия Харви Кокс, также ставит в заслугу Прабхупаде «редкое достижение в истории религии» — «успешную имплантацию целой религиозной традиции в совершенно чуждую ей культуру». При этом Х. Кокс отмечает, что тот факт, что Прабхупада добился подобного успеха в столь преклонном возрасте, делает его достижение ещё более выдающимся. По мнению Х. Кокса, «жизнь Шрилы Прабхупады — лучшее доказательство того, что глашатай истины может оставаться самобытной личностью, и даже в каком-то смысле … „оригиналом“ … В возрасте, который мы называем преклонным, когда большинство людей почивают на лаврах, он взялся исполнить наказ своего духовного учителя и отправился в трудное и опасное плавание к берегам Америки. Безусловно, Шрила Прабхупада — это один из многих тысяч духовных учителей, но вместе с тем он — единственный из тысяч, а может быть, и миллионов». Позднее Х. Кокс добавлял: «Когда я говорю „один из миллионов“, я думаю, что это своего рода недооценка. Пожалуй, он даже был одним из 100 миллионов».
Индолог Арвинд Шарма подчёркивает, что инициированное Прабхупадой проникновение движения «Харе Кришна» на Запад имеет огромное и многогранное историческое значение для индуизма. Создание ИСККОН ознаменовало рост миссионерского духа в индуизме, заметно подняло самоуважение индуистов (как в Индии, так и за её пределами), преобразовало индуизм из закрытой этнической религиозной традиции в открыто практикуемую религию. А. Шарма отмечает, что обсуждая ИСККОН, нужно чётко проводить грань между «Западом (западным) и быть „озападненным“». В этом контексте, из всех индийских движений на Западе, ИСККОН меньше всего «озападнил» индуистские ритуалы и стиль жизни, то есть остался наиболее верен породившей его индуистской традиции. А. Шарма также обращает внимание на тот исторический факт, что гаудия-вайшнавизму в Индии, на протяжении его более чем четырёхсотлетней истории, был присущ пылкий миссионерский дух. Несмотря на это, эта традиция позднее других распространилась за пределы Индии, но, как отмечает А. Шарма, хотя кришнаиты пришли на Запад поздно, они «пришли со стилем». Как полагают А. Шарма и известный британский историк А. Л. Бэшем, гаудия-вайшнавизм, будучи одной из традиций бхакти, очень близок по духу христианству, из-за чего его прибытие на Запад составило прямую конкуренцию христианству и вызвало противоречивую реакцию со стороны христиан.
А. Л. Бэшем отмечал в 1975 году, что последователи ИСККОН следуют ритуалам бенгальского вайшнавизма, носят ортодоксальную индуистскую одежду, и танцуют и поют на городских улицах, из-за чего многие на Западе считают их «забавными, невинными чудаками». Но как бы ни воспринимала публика кришнаитов, историческая роль ИСККОН, по мнению Бэшема, «крайне значительна, ведь сейчас, впервые со времен Римской империи, азиатская религия открыто практикуется людьми западного происхождения, на улицах западных городов». Томас Д. Хопкинс идёт ещё дальше, утверждая, что Прабхупаде впервые в истории удалось успешно пересадить незападную традицию на западную почву. А. Л. Бэшем называет Прабхупаду одним из предводителей миссионерской «контратаки с Востока», в результате которой индуистская вера была импортирована на Запад. Канадский индолог Клаус Клостермайер, в свою очередь, призывает тех, кто считает кришнаитов «эксцентричными» и «комичными», принять во внимание тот факт, что последователи Прабхупады делают то же самое, что христианские миссионеры на протяжении веков делали в азиатских странах: они ожидали от обратившихся в христианство азиатов, чтобы те, вместо своей традиционной одежды, носили брюки и пиджаки; одевали священников-туземцев и монахов в ту же самую одежду, которую носили их братья по вере в Европе; строили церкви в неоготическом стиле; вводили изучение еврейских и греческих текстов, латинской теологии, гимнов на английском, немецком, итальянском и других европейских языках. Клаус Клостермайер, подобно целому ряду других исследователей, особо подчёркивает тот факт, что Прабхупада начал своё движение «уже в пожилом возрасте, практически в одиночку, без материальной поддержки со стороны своих индийских коллег» и, несмотря на это, добился выдающегося успеха. Он явил себя как одна из основных фигур контркультуры и привёл в лоно индуизма «тысячи молодых американцев и европейцев». Основанное Прабхупадой движение «расцвело во всемирную организацию с несколькими тысячами членов и невероятной активностью. … это самое истинно индуистское из всех многочисленных индийских движений на Западе — трансплантация индийской религии со всеми её культурными атрибутами, вплоть до последней детали…».
Американский историк религии Бенджамин Зеллер называет Прабхупаду «экзотичным харизматичным проповедником» и уподобляет его Джону Уинтропу (1588—1649) и Джорджу Уайтфилду (1714—1770), подобно которым основатель ИСККОН прибыл в Америку с целью представить «новую религиозную перспективу» и «создать образцовую религиозную общину». Подобно Уайтфилду, Прабхупада путешествовал из города в город, проповедуя своё вероучение, выступая везде, где представлялась возможность. Подобно Уинтропу, заявившему о намерении основать пуританский «город на холме», о котором узнал бы весь мир, Прабхупада стремился основать в США идеальную религиозную общину, основанную, правда, не на христианстве, а на индуистских религиозных принципах.

### «Одно из величайших духовных событий столетия»: признание исторической роли ИСККОН и Прабхупады со стороны индийских государственных деятелей
Прабхупада удостоился лестных отзывов со стороны ряда крупных индийских государственных деятелей. Так, 5 апреля 1998 года премьер-министр Индии Атал Бихари Ваджпаи в своей речи на церемонии открытия храма и культурного центра ИСККОН в Нью-Дели, заявил, что «приезд Бхактиведанты Свами Прабхупады в Соединенные Штаты в 1965 году, популярность, которую его движение снискало за очень короткий период в 12 лет, надо рассматривать как одно из величайших духовных событий столетия». Ваджпаи также выразил мнение, что в своей книге «Бхагавад-гита как она есть» Прабхупада «очень живо передал … трансцендентное вселенское послание „Бхагавад-гиты“».
В 1997 году, выступая на открытии нового храма ИСККОН в Бангалоре, 9-й президент Индии Шанкар Даял Шарма назвал Прабхупаду «просвещённой душой» и выразил восхищение его достижениями. Ш. Д. Шарма заявил, что следуя примеру основоположника гаудия-вайшнавизма Чайтаньи, Прабхупада «с решимостью и преданностью проповедовал послание мира и гармонии», присущие индийской нации, и что его труд «принёс новый смысл в жизни тысяч людей». Ш. Д. Шарма также отметил, что ИСККОН внёс значительный вклад в «распространение послания бхакти по всему миру» и что деятельность основанного Прабхупадой движения «сосредоточена на возрождении утраченного знания и осознания нашими людьми своего великого духовного и культурного наследия…».
Когда в сентябре 1996 года торжественно отмечалось 100-летие со дня рождения Прабхупады, свои поздравления прислали тогдашний премьер-министр Индии Деве Говда, вице-президент Индии Р. К. Нараян и бывший главный судья Верховного суда Индии П. Н. Бхагвати. Деве Говда в своём поздравительном письме отметил, что «в своих литературных трудах Бхактиведанта Свами сделал доступной миру древнюю науку самопознания» и что индийский народ «гордится его свершениями» — тем, что он сделал доступным на различных языках мира множество священных индуистских писаний, благодаря чему «миллионы людей смогли раскрыть свой духовный потенциал».

## Память
После смерти Прабхупады один из его старших учеников Сатсварупа Даса Госвами написал биографию своего гуру под названием «Шрила Прабхупада-лиламрита», которая в 1980—1983 годах была опубликована в 6-ти томах издательством Bhaktivedanta Book Trust. К каждому из томов предисловие написал один из известных американских религиоведов (Харви Кокс, Томас Д. Хопкинс, Д. Стиллсон Джуда, Ларри Шинн, Роберт Бэрд). Ежегодно ко дню рождения Прабхупады выходит памятный сборник «Шри Вьяса-пуджа».
В 1996 году, к 100-летию со дня рождения Прабхупады, правительство Индии выпустило юбилейную почтовую марку в его честь. Тогда же именем Прабхупады были названы улицы в Бомбее, Дели и ряде других городов Индии, а в Маяпуре (Западная Бенгалия) открылся мемориальный комплекс Прабхупады — одно из самых крупных религиозных сооружений в Индии. Как подношение Прабхупаде к его 100-летию один из духовных лидеров ИСККОН Бхактичару Свами снял телесериал «Абхай Чаран» (18 серий, более 25 часов), в котором показана история всей жизни основателя ИСККОН. Сериал был показан в прайм-тайм на национальном индийском телевидении и имел большой успех в Индии. В 2017 году вышел документальный фильм «Харе Кришна! Мантра, движение и свами, который всё это начал» («Hare Krishna! The Mantra, the Movement and the Swami Who Started It All»), в котором рассказывается о том, как Прабхупада основал ИСККОН и принёс «сознание Кришны» на Запад.
В 2001 году в Томпкинс-сквер-парке в Нью-Йорке, около дерева, под которым Прабхупада впервые устроил публичный киртан на Западе, по распоряжению тогдашнего мэра города Рудольфа Джулиани была установлена мемориальная доска.
13 августа 2015 года кришнаиты во всем мире отметили 50-летие путешествия Прабхупады в США. Правительство Малайзии выпустило почтовую марку, посвящённую этому событию, а на стадионе «Нетаджи» в Калькутте прошло торжественное мероприятие, на которое собрались кришнаиты из 106 стран. Свои поздравления прислал премьер-министр Индии Нарендра Моди, член Палаты представителей Конгресса США Талси Габбард. Среди почётных гостей праздника были губернатор Западной Бенгалии К. Н. Трипати и индийский политик и социальный активист Киран Беди. В тот же день в порту Калькутты был установлен 2-метровый памятник Прабхупаде.
Как отмечает американский историк религии Томас Д. Хопкинс:
О Прабхупаде была написана чудесная биография, были опубликованы дневники некоторых из его первых учеников, его формальные лекции и даже неформальные беседы были изданы в многотомных сериях. Для того, чтобы хранить и публиковать его труды, был основан архив. Пожалуй, мы знаем о жизни, трудах и учении Прабхупады больше, чем об основателе любого другого религиозного движения в истории — вне всяких сомнений больше, чем о Будде, Иисусе, Мухаммеде, или даже о самом Чайтанье.

### На английском
- Anderson, John. The Hare Krishna Movement in the USSR // Religion in Communist Lands. — 1986. — Vol. 14 (3). — P. 316—317.
- Andrew, Ross. (Comment On) Moving into Phase Three: An Analysis of ISKCON Membership in the UK // The Hare Krishna Movement: Forty Years of Chant and Change / Edited by Graham Dwyer and Richard J. Cole. — London: I.B. Tauris, 2007. — P. 54—67. — x, 283 p. — ISBN 978-1-84511-407-7.
- Antic, Oxana. The Spread of Modern Cults in the USSR // Religious Policy in the Soviet Union / Edited by Sabrina P. Ramet. — Cambridge: Cambridge University Press, 1992. — P. 252—270. — xix, 361 p. — ISBN 0-521-41643-4.
- Robert D. Baird. Swami Bhaktivedanta: Karma, Rebirth and the Personal God // Karma and Rebirth: Post-Classical Developments / Edited by Ronald W. Neufeldt. — Albany: State University of New York Press, 1986. — P. 277—300. — xv, 357 p. — (SUNY Series in Religious Studies). — ISBN 0873959906.
- Robert D. Baird. Swami Bhaktivedanta and the Bhagavadgita 'As it Is' // Modern Interpreters of the Bhagavadgita / Edited by Robert N. Minor. — Albany: State University of New York Press, 1986. — P. 200—221. — vii, 273 p. — ISBN 0887062989.
- Robert D. Baird. Swami Bhaktivedanta and the Encounter with Religions // Modern Indian Responses to Religious Pluralism / Edited by Harold G. Coward. — Albany: State University of New York Press, 1987. — xii, 340 p. — ISBN 0887065716.
- Robert D. Baird. ISKCON and the Struggle for Legitimation // Bulletin of the John Rylands University Library. — Manchester, 1988. — Вып. 3, № 70. — С. 157—170. — ISSN 0301-102X.
- Basham, Arthur L. Interview With A. L. Basham // Hare Krishna, Hare Krishna: Five Distinguished Scholars on the Krishna Movement in the West, Harvey Cox, Larry D. Shinn, Thomas J. Hopkins, A. L. Basham, Shrivatsa Goswami / Edited by Steven J. Gelberg. — New York: Grove Press, 1983. — P. 162—195. — 276 p. — ISBN 0-394-62454-8.
- Beck, Guy L. Hare Krishna Mahamantra: Gaudiya Vaishnava Practice and the Hindu Tradition of Sacred Sound // The Hare Krishna Movement: The Post-Charismatic Fate of a Religious Transplant / Edwin F. Bryant, Maria L. Ekstrand. — New York: Columbia University Press, 2004. — P. 35—44. — xxii, 448 p. — ISBN 023112256X.
- Beckford, James A. Cult Controversies: The Societal Response to the New Religious Movements. — London; New York: Tavistock Publications, 1985. — viii, 327 p. — ISBN 0-422-79630-1.
- Bhakti Bhavana Vishnu Swami. The Guardian of Devotion: Disappearance and Rejection of the Spiritual Master in ISKCON // The Hare Krishna Movement: The Postcharismatic Fate of a Religious Transplant / Edited by Edwin F. Bryant and Maria L. Ekstrand. — New York: Columbia University Press, 2004. — P. 170—193. — xxii, 448 p. — ISBN 0-231-12256-X.
- Bhat, N. Suman. Torch-Bearers of Krishna Cult. — Chennai: Sura Books, 2004. — ISBN 8174785426.
- Brockington, John L. Hinduism and Christianity. — New York: St. Martin's Press, 1992. — xiii, 215 p. — (Themes in Comparative Religion). — ISBN 0312084048.
- Broo, Måns. As Good as God: The Guru in Gauḍīya Vaiṣṇavism. — Åbo: Åbo Akademi University Press, 2003. — x, 308 p. — ISBN 9517651325. Архивировано 6 марта 2016 года.
- Brooks, Charles R. The Hare Krishnas in India. — Princeton, NJ: Princeton University Press, 1989. — x, 265 p. — ISBN 069100031X.
- Brooks, Charles R. Gauḍīya Vaiṣṇavism in the Modern World // Vaiṣṇavism: Contemporary Scholars Discuss the Gauḍīya Tradition / Steven J. Rosen. — New York: Folk Books, 1992. — P. 149—166. — x, 354 p. — ISBN 0961976365.
- Bromley, David G., Anson D. Shupe. Strange Gods: The Great American Cult Scare. — Boston: Beacon Press, 1981. — xx, 249 p. — ISBN 0-8070-3256-5.
- Brown, Cheever Mackenzie. Hindu Perspectives on Evolution: Darwin, Dharma, and Design. — London; New York: Routledge, 2012. — xii, 276 p. — (Routledge Hindu Studies Series). — ISBN 0415779707.
- Bryant, Edwin F., and Maria L. Ekstrand. Introduction // The Hare Krishna Movement: The Postcharismatic Fate of a Religious Transplant / Edited by Edwin F. Bryant and Maria L. Ekstrand. — New York: Columbia University Press, 2004. — P. 1—10. — xxii, 448 p. — ISBN 0-231-12256-X.
- Brzezinski, Jan. What Was Srila Prabhupada's Position: The Hare Krishna Movement and Hinduism // ISKCON Communications Journal. — 1998. — Вып. 6, № 2.
- Brzezinski, Jan. Charismatic Renewal and Institutionalization in the History of Gaudiya Vaishnavism and the Gaudiya Math // The Hare Krishna Movement: The Postcharismatic Fate of a Religious Transplant / Edited by Edwin F. Bryant and Maria L. Ekstrand. — New York: Columbia University Press, 2004. — P. 73—96. — xxii, 448 p. — ISBN 0-231-12256-X.
- Burr, Angela. I Am Not My Body: A Study of the International Hare Krishna Sect. — New Delhi: Vikas Publishing House, 1984. — viii, 301 p. — ISBN 0706922964.
- Chatterjee, Debayudh. Following Inner Moonlight: Ginsberg’s involvement with the Hare Krishna movement // The Web Log of the Jadavpur University Society for American Studies. — 2013.
- Chryssides, George D. Exploring New Religions. — London; New York: Cassell, 1999. — 416 p. — ISBN 0826459595.
- Cohen, Allen. The San Francisco Oracle: The Psychedelic Newspaper of the Haight-Ashbury (1966–1968). — Berkeley, CA: Regent Press, 1991. — lvi, 385 p. — ISBN 0916147118.
- Cole, Richard J. Forty Years of Chanting: A Study of the Hare Krishna Movement from its Foundation to the Present Day // The Hare Krishna Movement: Forty Years of Chant and Change / Edited by Graham Dwyer and Richard J. Cole. — London: I.B. Tauris, 2007. — P. 26—53. — x, 283 p. — ISBN 978-1-84511-407-7.
- Cook, Bonnie L. Krishna Candidate Is “God Conscious” // The Germantown Courier. — Philadelphia, March 21, 1974.
- Cox, Harvey. Interview With Harvey Cox // Hare Krishna, Hare Krishna: Five Distinguished Scholars on the Krishna Movement in the West, Harvey Cox, Larry D. Shinn, Thomas J. Hopkins, A. L. Basham, Shrivatsa Goswami / Edited by Steven J. Gelberg. — New York: Grove Press, 1983. — P. 21—60. — 276 p. — ISBN 0-394-62454-8.
- A Cultural History of India / Edited by A. L. Basham. — Oxford: Clarendon Press, 1975. — xx, 585 p. — (Oxford India Collection). — ISBN 0198219148.
- Daner, Francine J. The American Children of Kṛṣṇa: A Study of the Hare Kṛṣṇa Movement. — New York: Holt, Rinehart and Winston, 1976. — x, 118 p. — ISBN 003013546X.
- Das, Rahul Peter. “Vedic” in the Terminology of Prabhupāda and His Followers // Journal of Vaishnava Studies. — 1998. — Вып. 6, № 2. — С. 141—160. — ISSN 1062-1237.
- Deadwyler, Gabriel. Fifteen Years Later: A Critique of Gurukula // The Hare Krishna Movement: The Post-Charismatic Fate of a Religious Transplant / Edwin F. Bryant, Maria L. Ekstrand. — New York: Columbia University Press, 2004. — P. 345—356. — xxii, 448 p. — ISBN 023112256X.
- Deadwyler, William H. Patterns in ISKCON's Historical Self-Perception // Krishna Consciousness in the West / David G. Bromley, Larry D. Shinn. — Lewisburg, PA: Bucknell University Press, 1989. — P. 55—75. — 295 p. — ISBN 0-8387-5144-X.
- Deadwyler, William H. ISKCON and Varnasrama-Dharma: A Mission Unfulfilled // ISKCON Communications Journal. — 1999. — Вып. 7, № 1. — P. 35—44. Архивировано 2 апреля 2015 года.
- Deadwyler, William H. Cleaning House and Cleaning Hearts: Reform and Renewal in ISKCON // The Hare Krishna Movement: The Postcharismatic Fate of a Religious Transplant / Edited by Edwin F. Bryant and Maria L. Ekstrand. — New York: Columbia University Press, 2004. — P. 149—169. — xxii, 448 p. — ISBN 0-231-12256-X.
- Devotees from 106 countries practice yoga to mark ISKCON // Press Trust of India. — Kolkata, August 13, 2015.
- Dwyer, Graham. Dreams of Prabhupada and Devotional Life in the Hare Krishna Movement // The Hare Krishna Movement: Forty Years of Chant and Change / Edited by Graham Dwyer and Richard J. Cole. — London: I.B. Tauris, 2007. — P. 71—86. — x, 283 p. — ISBN 978-1-84511-407-7.
- Ellwood, Robert S. Religious and Spiritual Groups in Modern America. — Englewood Cliffs, NJ: Prentice-Hall, 1973. — xviii, 334 p. — ISBN 0-13-773309-7.
- Ellwood, Robert S., Harry B. Partin. Religious and Spiritual Groups in Modern America. — 2nd. — Englewood Cliffs, NJ: Prentice-Hall, 1988. — vii, 328 p. — ISBN 0-13-773045-4.
- Ellwood, Robert S. ISKCON and the Spirituality of the 1960s // Krishna Consciousness in the West / Edited by David G. Bromley, Larry D. Shinn. — Lewisburg, PA: Bucknell University Press, 1989. — P. 102—113. — 295 p. — ISBN 0-8387-5144-X.
- Elst, Koenraad. Who is a Hindu?: Hindu Revivalist Views of Animism, Buddhism, Sikhism, and Other Offshoots of Hinduism. — New Delhi: Voice of India, 2002. — 358 p. — ISBN 8185990743.
- Gallagher, Eugene V. The New Religious Movements Experience in America. — Westport, CT; London: Greenwood Press, 2004. — xx, 297 p. — (The American Religious Experience). — ISBN 0-313-32807-2.
- Gelberg, Steven J. The Future of Krishna Consciousness in the West: An Insider's Perspective // The Future of New Religious Movements / Edited by David G. Bromley and Phillip E. Hammond. — Macon, GA: Mercer University Press, 1987. — P. 187—209. — vi, 278 p. — ISBN 0-86554-238-4.
- Gelberg, Steven J. Krishna and Christ: ISKCON's Encounter With Christianity in America // Hindu-Christian Dialogue / Edited by Harold Coward. — Maryknoll, NY: Orbis Books, 1989. — P. 138—161. — xxii, 281 p. — (Faith Meets Faith Series). — ISBN 0-88344-634-0.
- Gelberg, Steven J. Exploring an Alternative Reality: Spiritual Life in ISKCON // Krishna Consciousness in the West / Edited by David G. Bromley, Larry D. Shinn. — Lewisburg, PA: Bucknell University Press, 1989b. — P. 135—162. — 295 p. — ISBN 0-8387-5144-X.
- Ginsberg, Allen; Bill Morgan. Kanreki: A Tribute to Allen Ginsberg, pt. 2. — New York: Lospecchio Press, 1986. — 90 p. — 176 экз.
- Greene, Joshua M. Here Comes the Sun: The Spiritual and Musical Journey of George Harrison. — London: Bantam, 2006. — 384 p. — ISBN 0553817965.
- Greene, Joshua M. Swami in a Strange Land: How Krishna Came to the West. — New York: Simon and Schuster, 2016. — 340 p. — ISBN 1608879658.
- Gupta, Ravi M. The Caitanya Vaiṣṇava Vedānta of Jīva Gosvāmī: When Knowledge Meets Devotion. — London; New York: Routledge, 2007. — xiv, 225 p. — (Routledge Hindu Studies Series). — ISBN 0-415-40548-3.
- Haddon, Malcolm. Contested Genealogies and Cross-Cultural Dynamics in the Hare Krishna Movement // Controversial New Religions (англ.) / Edited by James R. Lewis and Jesper A. Petersen. — New York: Oxford University Press, 2005. — P. 144—158. — xii, 483 p. — ISBN 019515682X.
- Hayagriva Dasa. The Hare Krishna Explosion: The Birth of Krishna Consciousness in America, 1966-1969. — Moundsville, WV: Palace Press, 1985. — xvi, 369 p.
- Hopkins, Thomas J. The Social Teaching of the Bhāgavata Purāṇa // Krishna: Myths, Rites, and Attitudes / Edited by Milton B. Singer. — Honolulu: East-West Center Press, 1966. — С. 3—22.
- Hopkins, Thomas J. The Hindu Religious Tradition. — Encino, CA: Dickenson Publishing, 1971. — x, 156 p. — (The Religious Life of Man). — ISBN 0822100223.
- Hopkins, Thomas J. Interview With Thomas J. Hopkins // Hare Krishna, Hare Krishna: Five Distinguished Scholars on the Krishna Movement in the West, Harvey Cox, Larry D. Shinn, Thomas J. Hopkins, A. L. Basham, Shrivatsa Goswami / Edited by Steven J. Gelberg. — New York: Grove Press, 1983. — P. 101—161. — 276 p. — ISBN 0-394-62454-8.
- Hopkins, Thomas J. Hindu Sects in America: The Kṛṣṇa Consciousness Example // Identity and Division in Cults and Sects in South Asia / Peter Gaeffke, David Utz. — Philadelphia: Department of South Asia Regional Studies, 1984. — P. 174—188. — viii, 194 p.
- Hopkins, Thomas J. The Social and Religious Background for Transmission of Gaudiya Vaisnavism in the West // Krishna Consciousness in the West / David G. Bromley, Larry D. Shinn. — Lewisburg, PA: Bucknell University Press, 1989. — P. 35—54. — 295 p. — ISBN 0-8387-5144-X.
- Hopkins, Thomas J. Why Should ISKCON Study Its Own History? // ISKCON Communications Journal. — 1998. — Вып. 6, № 2. — P. 1—6.
- India 2001: Reference Encyclopedia, Volume 1 / Edited by Catherine B. Asher. — Columbia, MO: South Asia Publications, 1995. — 900 p. — ISBN 094592142X.
- Jaisinghani, Bella. Iskcon founder’s journey to west completes 50 years // The Times of India. — Mumbai, August 13, 2015.
- Johnson, Gregory. The Hare Krishna in San Francisco // The New Religious Consciousness / Edited by Charles Y. Glock and Robert N. Bellah. — Berkeley; Los Angeles: University of California Press, 1976. — P. 31—51. — xvii, 391 p. — ISBN 0-520-03083-4.
- Joplin, Laura. Love, Janis. — New York: Villard Books, 1992. — viii, 342 p. — ISBN 0679416056.
- Judah, J. Stillson. Hare Krishna and the Counterculture. — New York: John Wiley & Sons, 1974. — xviii, 301 p. — (Contemporary Religious Movements Series). — ISBN 0471452009.
- Judah, J. Stillson. From Political Activism to Religious Participation // Update: A Quarterly Journal on New Religious Movements. — 1982. — Вып. 6, № 1. — P. 11—20.
- Kenigsberg, Ben. Summer Movie Release Schedule 2017 (англ.) // The New York Times. — May 5, 2017.
- Kent, Stephen A. From Slogans to Mantras: Social Protest and Religious Conversion in the Late Vietnam War Era. — Syracuse, NY: Syracuse University Press, 2001. — xxii, 243 p. — ISBN 0-8156-2923-0.
- Ketola, Kimmo. The Founder of the Hare Krishnas as Seen by Devotees: A Cognitive Study of Religious Charisma. — Leiden; Boston: BRILL, 2008. — xiv, 234 p. — (Studies in the History of Religions). — ISBN 9789004166134.
- King, Anna S. A society in transition: ISKCON's spiritual path // Contemporary Spiritualities: Social and Religious Contexts / Edited by Clive Erricker and Jane Erricker. — London; New York: Continuum, 2001. — P. 143—158. — xix, 252 p. — (Issues in Contemporary Religion). — ISBN 0826449476.
- King, Anna S. For Love of Krishna: Forty Years of Chanting // The Hare Krishna Movement: Forty Years of Chant and Change / Edited by Graham Dwyer and Richard J. Cole. — London: I.B. Tauris, 2007. — P. 134—167. — x, 283 p. — ISBN 978-1-84511-407-7.
- Klostermaier, Klaus K. Will India's Past be America's Future? Reflections on the Caitanya Movement and its Potentials // Tradition and Modernity in Bhakti Movements / Edited by Jayant Lele. — Leiden: E. J. Brill, 1981. — P. 94—103. — vi, 160 p. — (International Studies in Sociology and Social Anthropology). — ISBN 90-04-06370-6.
- Klostermaier, Klaus K. A Concise Encyclopedia of Hinduism. — Oxford: Oneworld, 1998. — x, 243 p. — ISBN 1851681752.
- Klostermaier, Klaus K. Hinduism: A Short History. — Oxford: Oneworld, 2000. — x, 342 p. — ISBN 1851682139.
- Klostermaier, Klaus K. A Survey of Hinduism. — 3rd ed. — Albany, NY: State University of New York Press, 2007. — xviii, 700 p. — ISBN 0791470822.
- Knott, Kim. My Sweet Lord: The Hare Krishna Movement. — Wellingborough, UK: Aquarian Press, 1986. — 112 p. — ISBN 0850304326.
- Knott, Kim. Men and Women, or Devotees? Krishna Consciousness and the Role of Women // Women in the World's Religions, Past and Present / Edited by Ursula King. — New York: Paragon House, 1987. — P. 111—128. — x, 261 p. — (God, the contemporary discussion series). — ISBN 0913757322.
- Knott, Kim. The Debate about Women in the Hare Krishna Movement // Vaisnavī: Women and the Worship of Krishna / Edited by Steven J. Rosen. — Delhi: Motilal Banarsidass, 1996. — P. 87—111. — 301 p. — ISBN 81-208-1437-1.
- Knott, Kim. Insider and Outsider Perceptions of Prabhupada // ISKCON Communications Journal. — 1997. — Вып. 5, № 1. — P. 59—71.
- Knott, Kim. Healing the Heart of ISKCON: The Place of Women // The Hare Krishna Movement: The Postcharismatic Fate of a Religious Transplant / Edited by Edwin F. Bryant and Maria L. Ekstrand. — New York: Columbia University Press, 2004. — P. 291—311. — xxii, 448 p. — ISBN 0-231-12256-X.
- Krishna Movement in for Politics // Daily Breeze. — Torrance, CA, May 11, 1974.
- Lavezzoli, Peter. The Dawn of Indian Music in the West. — New York; London: Continuum, 2006. — xiv, 456 p. — ISBN 0-8264-2819-3.
- Lorenz, Ekkehard. The Guru, Mayavadins, and Women: Tracing the Origins of Selected Polemical Statements in the Work of A. C. Bhaktivedanta Swami // The Hare Krishna Movement: The Postcharismatic Fate of a Religious Transplant / Edited by Edwin F. Bryant and Maria L. Ekstrand. — New York: Columbia University Press, 2004. — P. 112—128. — xxii, 448 p. — ISBN 0-231-12256-X.
- Lorenz, Ekkehard. Race, Monarchy, and Gender: Bhaktivedanta Swami's Social Experiment // The Hare Krishna Movement: The Postcharismatic Fate of a Religious Transplant / Edited by Edwin F. Bryant and Maria L. Ekstrand. — New York: Columbia University Press, 2004b. — P. 357—390. — xxii, 448 p. — ISBN 0-231-12256-X.
- Mailer, Norman. The Armies of the Night. — New York: New American Library, 1968. — 288 p.
- Majumdar, Asoke Kumar. Concise History of Ancient India: Vol. 3, Hinduism: Society, Religion and Philosophy. — New Delhi: Munshiram Manoharlal, 1983. — 990 p. — ISBN 8121501768.
- Melton, J. Gordon. Encyclopedic Handbook of Cults in America. — New York; London: Garland Publishing, 1986. — x, 272 p. — (Garland Reference Library of Social Science). — ISBN 0-8240-9036-5.
- Melton, J. Gordon. How New Is New? The Flowering of the “New” Religious Consciousness since 1965 // The Future of New Religious Movements / Edited by David G. Bromley and Phillip E. Hammond. — Macon, GA: Mercer University Press, 1987. — P. 46—56. — vi, 278 p. — ISBN 0-86554-238-4.
- Melton, J. Gordon. The Attitude of Americans toward Hinduism from 1883 to 1983 with Special Reference to the International Society for Krishna Consciousness // Krishna Consciousness in the West / Edited by David G. Bromley, Larry D. Shinn. — Lewisburg, PA: Bucknell University Press, 1989. — P. 79—101. — 295 p. — ISBN 0-8387-5144-X.
- Melton, J. Gordon. Religious Leaders of America. — Detroit; London: Gale Research, 1991. — xxiv, 604 p. — ISBN 0810349213.
- Melton, J. Gordon. Hare Krishna // Encyclopædia Britannica Online. — 2008. Архивировано 2 декабря 2007 года.
- Melton, J. Gordon, and Robert L. Moore. The Cult Experience: Responding to the New Religious Pluralism. — New York: The Pilgrim Press, 1982. — x, 180 p. — ISBN 0-8298-0619-9.
- Mishra, Geetanjali Joshi. To East with Love: How and Why the Beats Turned to Asia Post Second World War // The English Literature Journal. — 2014. — Вып. 1, № 4. — P. 90—93. — ISSN 2348-3288.
- Mitchiner, John E. Guru, The Search for Enlightenment. — New Delhi, India; New York, NY, USA: Penguin Books, 1992. — 146 p. — ISBN 0670844314.
- Mukunda Goswami. Miracle on Second Avenue: Hare Krishna Arrives in the West: New York, San Francisco, and London, 1966—1969. — Badger, CA: Torchlight Publishing, 2011. — 435 p. — ISBN 9780981727349.
- Muster, Nori J. Betrayal of the Spirit: My Life Behind the Headlines of the Hare Krishna Movement. — 2nd ed. — Urbana, IL: University of Illinois Press, 2001. — xx, 216 p. — ISBN 978-0-252-06566-8.
- Nauman, St. Elmo Jr. Dictionary of Asian Philosophies. — London; New York: Routledge, 1979. — 388 p. — ISBN 0415039711.
- Nordheimer, Jon. Young Ascetics Honor Lord Krishna (англ.) // The New York Times. — September 6, 1972. — P. 47, 90.
- Nye, Malory. Hare Krishna and Sanatan Dharm in Britain: The Campaign for Bhaktivedanta Manor // Journal of Contemporary Religion. — 1996. — Вып. 11, № 1. — ISSN 1353-79031992.
- Nye, Malory. Multiculturalism and Minority Religions in Britain: Krishna Consciousness, Religious Freedom and the Politics of Location. — Richmond, Surrey: Curzon Press, 2001. — xii, 331 p. — (Curzon Studies in New Religious Movements). — ISBN 0700713921.
- Oakes, Philip. 'Chanting Does Wonders' For New Missionary Group // The Calgary Herald. — February 1, 1969.
- PM Modi releases special Rs 125 coin on ISKCON founder’s 125th birth anniversary // The Indian Express. — September 2, 2021.
- Poling, Tommy H., and J. Frank Kenney. The Hare Krishna Character Type: A Study of the Sensate Personality. — Lewiston, NY: Edwin Mellen Press, 1986. — vi, 184 p. — (Studies in Religion and Society). — ISBN 0889468591.
- Pradhan, Sachindra N. India in the United States: Contributions of India and Indians in the United States of America. — Bethesda, MD: SP Press International, 1996. — xvi, 324 p. — ISBN 0961712910.
- Reis, John Patrick. "God is Not Dead, He Has Simply Changed Clothes…" A Study of the International Society for Kṛṣṇa Consciousness. — Madison, WI: University of Wisconsin, 1975. — 410 p.
- Ritts, Penny. Devotee of Hindu Cult Explains Commission to Visit the West // Butler Eagle. — Butler, PA, September 22, 1965.
- Rochford, E. Burke. Recruitment Strategies, Ideology, and Organization in the Hare Krishna Movement // Of Gods and Men: New Religious Movements in the West / Edited by Eileen Barker. — Macon, GA: Mercer University Press, 1983. — P. 283—302. — xiv, 347 p. — ISBN 0-86554-095-0.
- Rochford, E. Burke. Hare Krishna in America. — New Brunswick, NJ: Rutgers University Press, 1985. — xvi, 324 p. — ISBN 0813511143.
- Rochford, E. Burke. Dialectical Processes in the Development of Hare Krishna: Tension, Public Definition, and Strategy // The Future of New Religious Movements / Edited by David G. Bromley and Phillip E. Hammond. — Macon, GA: Mercer University Press, 1987. — P. 109—122. — vi, 278 p. — ISBN 0-86554-238-4.
- Rochford, E. Burke, and Jennifer Heinlein. Child Abuse in the Hare Krishna Movement: 1971-1986 // ISKCON Communications Journal. — 1998. — Вып. 6, № 1. — P. 41—69.
- Rochford, E. Burke. Airports, Conflict, and Change in the Hare Krishna Movement // The Hare Krishna Movement: The Postcharismatic Fate of a Religious Transplant / Edited by Edwin F. Bryant and Maria L. Ekstrand. — New York: Columbia University Press, 2004. — P. 273—290. — xxii, 448 p. — ISBN 0-231-12256-X.
- Rochford, E. Burke. Family Development and Change in the Hare Krishna Movement // Controversial New Religions (англ.) / Edited by James R. Lewis and Jesper A. Petersen. — New York: Oxford University Press, 2005. — P. 101—118. — xii, 483 p. — ISBN 019515682X.
- Rochford, E. Burke. Hare Krishna Transformed. — New York: NYU Press, 2007. — x, 285 p. — (The New and Alternative Religions Series). — ISBN 0814775799.
- Rosen, Steven J. Essential Hinduism / Foreword by Graham M. Schweig. — Westport, CT: Praeger, 2006. — xxi, 266 p. — ISBN 0275990060.
- Rosen, Steven J. 1965 was a Very Good Year and 2005 is Better Still // The Hare Krishna Movement: Forty Years of Chant and Change / Edited by Graham Dwyer and Richard J. Cole. — London: I.B. Tauris, 2007. — P. 11—25. — x, 283 p. — ISBN 978-1-84511-407-7.
- Rosen, Steven J. Bhaktivedanta Prabhupada (1896-1977) // Encyclopedia of Global Religion / Edited by Mark Juergensmeyer and Wade Clark Roof. — Thousand Oaks, CA: SAGE Publications, 2012. — P. 1022—1023. — xxxviii, 1469 p. — ISBN 9780761927297.
- Rothstein, Mikael. Belief Transformations: Some Aspects of the Relation Between Science and Religion in Transcendental Meditation (TM) and the International Society for Krishna Consciousness (ISKCON). — Aarhus: Aarhus University Press, 1996. — 227 p. — (RENNER Studies on New Religions). — ISBN 8772884215.
- Rowley, Peter. New Gods in America: An Informal Investigation Into the New Religions of American Youth Today. — New York: David McKay Company, 1971. — xvi, 208 p.
- Rubin, Jerry. Do It! Scenarios of the Revolution. — New York: Simon and Schuster, 1970. — 256 p. — ISBN 067120601X.
- Sardella, Ferdinando. Modern Hindu Personalism: The History, Life and Thought of Bhaktisiddhanta Sarasvati (англ.). — Oxford; New York: Oxford University Press, 2013. — xiii, 342 p. — ISBN 0199865914.
- Satsvarūpa Dāsa Gosvāmī. Śrīla Prabhupāda-līlāmrta. A Lifetime in Preparation: India, 1896—1965 / Foreword by Harvey Cox. — Los Angeles: Bhaktivedanta Book Trust, 1980. — xiv, 357 p.
- Satsvarūpa Dāsa Gosvāmī. Śrīla Prabhupāda-līlāmṛta. Planting the Seed: New York City 1965—1966 / Foreword by Thomas J. Hopkins. — Los Angeles: Bhaktivedanta Book Trust, 1980b. — Т. 2. — xiv, 331 с. — 50 000 экз. — ISBN 0-89213-106-3.
- Satsvarūpa Dāsa Gosvāmī. Śrīla Prabhupāda-līlāmrta. Only He Could Lead Them: San Francisco/India, 1967 / Foreword by J. Stillson Judah. — Los Angeles: Bhaktivedanta Book Trust, 1981. — xx, 259 p. — ISBN 0-8921-3110-1.
- Satsvarūpa Dāsa Gosvāmī. Śrīla Prabhupāda-līlāmṛta. In Every Town and Village: Around the World 1968—1971 / Foreword by Larry D. Shinn. — Los Angeles: Bhaktivedanta Book Trust, 1982. — xxiv, 343 p. — 10 000 экз. — ISBN 0892131152.
- Satsvarūpa Dāsa Gosvāmī. Śrīla Prabhupāda-līlāmṛta. Let There Be a Temple: India/Around The World 1971-1975 / Foreword by Robert D. Baird. — Los Angeles: Bhaktivedanta Book Trust, 1983. — xviii, 297 p. — 10 000 экз. — ISBN 0-89213-119-5.
- Sebastian, Rodney. Performing Identities: State-ISKCON Interactions in Singapore // Proselytizing and the Limits of Religious Pluralism in Contemporary Asia / Edited by Juliana Finucane and R. Michael Feener. — Singapore: Springer, 2014. — P. 147—170. — xiv, 269 p. — ISBN 9789814451178.
- Selengut, Charles. Charisma and Religious Innovation: Prabhupada and the Founding of ISKCON // ISKCON Communications Journal. — 1996. — Вып. 4, № 2.
- Siskind, Amy. Child-Rearing Issues in Totalist Groups // Misunderstanding Cults: Searching for Objectivity in a Controversial Field / Thomas Robbins and Benjamin David Zablocki. — Toronto; Buffalo: University of Toronto Press, 2001. — P. 415—451. — xiv, 524 p. — ISBN 0802081886.
- Schweig, Graham M. Universal and Confidential Love of God: Two Essencial Themes in Prabhupāda's Theology of Bhakti // Journal of Vaishnava Studies. — 1998. — Вып. 6, № 2. — С. 93—123. — ISSN 1062-1237.
- Schweig, Graham M. Krishna: The Intimate Deity // The Hare Krishna Movement: The Postcharismatic Fate of a Religious Transplant / Edited by Edwin F. Bryant and Maria L. Ekstrand. — New York: Columbia University Press, 2004. — P. 13—30. — xxii, 448 p. — ISBN 0-231-12256-X.
- Sharma, Arvind. Thresholds in Hindu-Buddhist Studies. — Calcutta: Minerva, 1979. — x, 231 p.
- Sharma, Arvind. New Hindu Religious Movements in India // New Religious Movements and Rapid Social Change / Edited by James A. Beckford. — Paris; London: Sage Publications/UNESCO, 1986. — P. 220—239. — xvi, 247 p. — ISBN 0-8039-8003-5.
- Sherbow, Paul H. Bhaktivedanta Swami's Preaching in the Context of Gaudiya Vashnavism // The Hare Krishna Movement: The Postcharismatic Fate of a Religious Transplant / Edited by Edwin F. Bryant and Maria L. Ekstrand. — New York: Columbia University Press, 2004. — P. 129—146. — xxii, 448 p. — ISBN 0-231-12256-X.
- Shinn, Larry D. Interview With Larry D. Shinn // Hare Krishna, Hare Krishna: Five Distinguished Scholars on the Krishna Movement in the West, Harvey Cox, Larry D. Shinn, Thomas J. Hopkins, A. L. Basham, Shrivatsa Goswami / Edited by Steven J. Gelberg. — New York: Grove Press, 1983. — P. 61—100. — 276 p. — ISBN 0-394-62454-8.
- Shinn, Larry D. The Dark Lord: Cult Images and the Hare Krishnas in America. — Philadelphia: Westminster Press, 1987. — 204 p. — ISBN 0664241700.
- Shinn, Larry D. The Future of an Old Man's Vision: ISKCON in the Twenty-First Century // The Future of New Religious Movements / Edited by David G. Bromley and Phillip E. Hammond. — Macon, GA: Mercer University Press, 1987b. — P. 123—140. — vi, 278 p. — ISBN 0-86554-238-4.
- Shinn, Larry D., and David G. Bromley. A Kaleidoscopic View of the Hare Krishnas in America // Krishna Consciousness in the West / Edited by David G. Bromley, Larry D. Shinn. — Lewisburg, PA: Bucknell University Press, 1989. — P. 13—31. — 295 p. — ISBN 0-8387-5144-X.
- Shivadas, P. C. Labour of Love for Spiritual Guru // New Straits Times. — August 11, 1997. — P. 3.
- Shukavak N. Dasa. Hindu Encounter With Modernity: Kedarnath Datta Bhaktivinoda, Vaiṣṇava Theologian. — Los Angeles: SRI, 1999. — xx, 348 p. — ISBN 1-889756-30-X.
- Shrivatsa Goswami. Review of Śrīla Prabhupāda-Līlāmṛta by Satsvarūpa dāsa Goswāmī // The Journal of Asian Studies. — 1983. — Вып. 42, № 4. — P. 986—988.
- Shrivatsa Goswami. Interview With Shrivatsa Goswami // Hare Krishna, Hare Krishna: Five Distinguished Scholars on the Krishna Movement in the West, Harvey Cox, Larry D. Shinn, Thomas J. Hopkins, A. L. Basham, Shrivatsa Goswami / Edited by Steven J. Gelberg. — New York: Grove Press, 1983b. — P. 196—258. — 276 p. — ISBN 0-394-62454-8.
- Siegel, Roger. By His Example: The Wit and Wisdom of A. C. Bhaktivedanta Swami Prabhupada. — Badger, CA: Torchlight Publishing, 2004. — ISBN 1-887089-36-5.
- Sooklal, Anil. A Socio-Religious Study of the Hare Krishna Movement in South Africa. — Durban: NERMIC, 1986. — vi, 144 p. — ISBN 0907995691.
- Sikes, James R. Swami's Flock Chants in Park to Find Ecstasy (англ.) // The New York Times. — October 10, 1966. — P. 24.
- Squarcini, Federico, and Eugenio Fizzotti. Hare Krishna. — Salt Lake City: Signature Books, 2004. — vi, 99 p. — (Studies in Contemporary Religion). — ISBN 1560851686.
- Surya, Gerald. Book Review: A Critique of A. C. Bhaktivedanta // ISKCON Communications Journal. — 1999. — Вып. 7, № 2. — ISSN 1358-3867.
- Swami in Hippie-Land: Holy Man Opens S. F. Temple // San Francisco Chronicle. — January 18, 1967. — P. 2.
- Swami Prabhupada, Hare Krishna (англ.) // The New York Times. — November 16, 1977. — P. B2.
- Syman, Stefanie. The Subtle Body: The Story of Yoga in America. — New York: Farrar, Straus and Giroux, 2011. — P. 390. — x, 283 p. — ISBN 0374532842.
- The Tales of Hoffman: From the Trial of the Chicago 8/7; a Documentary of Courtroom Confrontations from the Most Incredible Trial in American History / Mark L. Levine, George C. McNamee, and Daniel Greenberg. — New York: Bantam, 1970. — xxvi, 286 p.
- Tamal Krishna Goswami, Ravi M. Gupta. Krishna and Culture: What Happens When the Lord of Vrindavana Moves to New York City // Gurus in America / Edited by Thomas A. Forsthoefel and Cynthia A. Humes. — Albany, NY: State University of New York Press, 2005. — P. 81—95. — viii, 236 p. — (SUNY Series in Hindu Studies). — ISBN 0791465748.
- Tamal Krishna Goswami, Graham M. Schweig. A Living Theology of Krishna Bhakti: Essential Teachings of A. C. Bhaktivedanta Swami Prabhupada (англ.). — New York: Oxford University Press, 2012. — x, 286 p. — ISBN 0199796637.
- Taylor, Robert. The Search for the Godhead in Boston // Boston Sunday Globe. — April 27, 1969.
- Tucker, Ruth A. Another Gospel: Cults, Alternative Religions, and the New Age Movement. — Grand Rapids, MI: Zondervan, 2004. — 462 p. — ISBN 0310259371.
- Urban, Hugh B. New Age, Neopagan, and New Religious Movements: Alternative Spirituality in Contemporary America. — Oakland, CA: University of California Press, 2015. — x, 318 p. — ISBN 0520281179.
- Valpey, Kenneth. Krishna in Mleccha Desh: ISKCON Temple Worship in Historical Perspective // The Hare Krishna Movement: The Postcharismatic Fate of a Religious Transplant / Edited by Edwin F. Bryant and Maria L. Ekstrand. — New York: Columbia University Press, 2004. — P. 45—60. — xxii, 448 p. — ISBN 0-231-12256-X.
- Zaehner, R. C. Hinduism (англ.). — New York: Oxford University Press, 1968. — 210 p.
- Zaroulis, Nancy, and Gerald Sullivan. Who Spoke Up? American Protest Against the War in Vietnam, 1963-1975. — Garden City, NY: Doubleday, 1984. — xiv, 460 p. — ISBN 0385175477.
- Zeller, Benjamin E. Prophets and Protons: New Religious Movements and Science in Late Twentieth-Century America. — New York; London: New York University Press, 2010. — x, 227 p. — (The New and Alternative Religions Series). — ISBN 0814797210.

### На русском
- Балагушкин Е. Г. Бхактиведанта Ш. П. // Культурология. Энциклопедия. В 2-х т / Гл. ред. и авт. проекта С. Я. Левит. — М.: «Российская политическая энциклопедия» (РОССПЭН), 2007. — Т. 1. — С. 286—288. — 1392 с. — (Summa culturologiae). — ISBN 978-5-8243-0838-9, ISBN 978-5-8243-0840-2.
- Дворкин А. Л. Международное общество сознания Кришны // Большая Российская энциклопедия: в 30 т / науч.-ред. совет: пред. Ю. С. Осипов и др.. — М.: Большая Российская энциклопедия, 2012. — Т. 19 Маниковский — Меотида. — 767 с. — 60 000 экз. — ISBN 978-5-85270-353-8.
- Прабхупада : [арх. 19 октября 2022] / Дубянский А. М. // Полупроводники — Пустыня. — М. : Большая российская энциклопедия, 2015. — (Большая российская энциклопедия : [в 35 т.] / гл. ред. Ю. С. Осипов ; 2004—2017, т. 27). — ISBN 978-5-85270-364-4.
- Иваненко С. И. Кришнаиты в России. Правда и вымысел. — М.: Философская книга, 1998. — 296 с. — 1500 экз. — ISBN 5820500032.
- Иваненко С. И. Вайшнавская традиция в России: история и современное состояние. Учение и практика. Социальное служение, благотворительность, культурно-просветительская деятельность. — М.: Философская книга, 2008. — 320 с. — 2000 экз. — ISBN 978-5-902629-41-2.
- Иваненко С. И. Современное состояние Общества сознания Кришны в России // Russian Review. — Февраль-март 2012. — Вып. 56. Архивировано 11 ноября 2014 года.
- Колымагин Б. Искушение культурой: проблемы взаимодействия церкви и культуры в современной России. — М.: Русский импульс, 2008. — 280 с. — 400 экз. — ISBN 5-90252534-9.
- Котовский Г. Г. Моя встреча со Шрилой Прабхупадой // Вайшнавизм: открытый форум. — 1997. — Вып. 1. — С. 109—114.
- Маркс против Кришны // Страна и мир  / Ред. К. Любарский. — Мюнхен, 1985. — Вып. 11. — С. 23—24.
- Пахомов С. В. Индуизм: йога, тантризм, кришнаизм: Карманный словарь. — СПб.: Амфора, 2002. — 172 с. — 3000 экз. — ISBN 5-94278-326-8.
- Пахомов С. В. Прабхупада Шрила Бхактиведанта Свами // Энциклопедия религий / Под ред. А. П. Забияко, А. Н. Красникова, Е. С. Элбакян. — М.: Академический проект, Гаудеамус, 2008. — С. 983. — 1520 с. — (Summa). — 3000 экз. — ISBN 978-5-8291-1084-0, ISBN 978-5-98426-067-1.
- Плешаков Ю. «Чтобы не было ни одного голодного» // Азия и Африка сегодня. — 1996. — № 12 (473). — С. 66—67.
- Прабхупада Ш., Леннон Дж., Котовский Г. Г. Два диалога [об учении Кришны]: Ш. Прабхупада беседует с Дж. Ленноном (1969 г.) и Г. Котовским (1971 г.) // Азия и Африка сегодня. — 1993. — № 8. — С. 61—66.
- Сатсварупа дас Госвами. Прабхупада: Человек. Святой. Его жизнь. Его наследие. — М.: Bhaktivedanta Book Trust, 2007. — 608 с. — 20 000 экз. — ISBN 978-5-902284-22-2.
- Стеняев О. В. Кришнаиты: кто они? // Православие и религии Востока. — М.: Лепта-Пресс, 2005. — С. 513—611. — ISBN 5981940409.
- Ткачёва А. А. Бхактиведанта Свами Прабхупада // Индуизм. Джайнизм. Сикхизм: Словарь / Под общ. ред. М. Ф. Альбедиль и А. М. Дубянского. — М.: Республика, 1996. — С. 330. — 576 с. — 10 100 экз. — ISBN 5—250—02557—9.